# 中日ドラゴンズ
中日ドラゴンズ（ちゅうにちドラゴンズ、英語: Chunichi  Dragons）は、日本のプロ野球球団。セントラル・リーグに所属する。日本プロ野球の黎明期に創設され、日本に現存するプロ野球12球団の中でも読売ジャイアンツ、阪神タイガースに次いで3番目に長い歴史を持つ老舗球団。愛称は、「ドラゴンズ」「中日」。ファンや報道等では「ドラ」「竜」と呼ばれることもある 。
愛知県を保護地域とし、名古屋市東区にあるナゴヤドーム（バンテリンドーム ナゴヤ）を専用球場（本拠地）としている。また二軍（ウエスタン・リーグ所属）の本拠地は中川区にあるナゴヤ球場である。なお、本記事ではこれらの前身球団時代についても述べる。

## 球団の歴史

### 球団創立
横浜にメジャーリーグ選抜軍が来日した1934年、読売新聞社が大日本東京野球倶楽部（1936年に東京巨人軍に改称）を日本のプロ野球球団として結成したのを契機として、読売新聞社の社長であった正力松太郎が新愛知新聞社編集主幹の田中斉に名古屋を本拠とするプロ野球球団結成の働きかけを行った。新愛知と傘下の國民新聞では当初、正力が推し進めていた日本職業野球連盟（現在の日本野球機構の源流）とは別個に、独自リーグの大日本野球連盟を組織して各地に同様の球団を4球団結成し、配下には3A相当の下部組織を作る当時としては先進的な構想を抱いていたが頓挫し、日本職業野球連盟へ合流することになった。新愛知が設立した名古屋軍の商号が株式会社大日本野球連盟名古屋協会、國民新聞が設立した大東京軍の商号が株式会社大日本野球連盟東京協会と、いずれも大日本野球連盟構想の名残が見られる。

### 戦前

#### 名古屋軍時代
新愛知の球団設立準備段階では名古屋城の雅称から取った金城軍（きんじょうぐん）を仮の名称としていたが、新愛知の競合紙であった名古屋新聞が対抗して名古屋金鯱軍を発足させたため、新愛知側の球団は金鯱軍との混同を避けるために名古屋軍（なごやぐん）とされた。球団の発足は1936年1月15日で、会長には新愛知の社外から弁護士・元名古屋市会議員の大野正直が迎えられたが、実質的なオーナーは副会長で新愛知支配人の大島一郎が務め、運営業務を取り仕切ったのは専務に就いた田中であった。名古屋軍は大日本野球連盟構想の頓挫を受け、大東京軍と共に2月5日付で結成された日本職業野球連盟へ合流する。発足当初の陣容は河野安通志を総監督（ゼネラルマネージャー）に迎え、池田豊が監督に就任。明治大学の中根之、アメリカ人で捕手のバッキー・ハリス、内野の名手・芳賀直一、日系アメリカ人の高橋吉雄、主将の桝嘉一、スローボーラー・森井茂ら。
1937年に河野が球団を去り、イーグルスを結成すると、中根やハリス、高橋らが後を追い、池田も混乱を嫌って監督を辞職。後任監督は桝嘉一。主力が抜けたことでチームは低迷し、慢性的な選手不足の戦前職業野球において、大沢清、西沢道夫、松尾幸造、村松幸雄など、好成績を残す選手が隙無く台頭したが、チームの総合力は東京巨人軍や大阪タイガースに及ばなかった。
1942年、戦時下の新聞統廃合令によって親会社の新愛知新聞社と地元でライバル関係にあった金鯱軍の親会社・名古屋新聞社が統合し、中部日本新聞社が発足。合併に伴う本社人件費の増大により、球団経営見直しの声が挙がり、球団への投入資金は大幅減少したのに加え、新聞社の営利事業兼営が認められなくなったため、中部日本新聞社の初代社長に就いた大島一郎が自己資金を投じて1943年のシーズンを終えることはできたものの、大島個人の財力には限界があった。そのため、名古屋軍理事の赤嶺昌志が球団・選手を一手に引き受けた。

#### 産業軍時代
1944年2月5日に球団を理研工業（旧理化学研究所を母体とする理研コンツェルンの一企業）の傘下に入れて選手を転籍させる。この措置に伴い、チーム名を産業軍（さんぎょうぐん）に変更、理研工業副社長の松根宗一が新オーナーとなり、選手は工場で勤労奉仕をする傍ら試合を行った。産業軍の選手も他球団同様、例外なく多くが兵役に駆られ、神風特攻隊で戦死した石丸進一をはじめ、戦禍に散った。

### 戦後
終戦後の1945年11月には大島一郎が球団スポンサーに再度就任したが、本業での戦争協力への責任を理由に中部日本新聞社長を退いたため、新愛知時代からの大島の部下で後任の社長に起用された杉山虎之助が新しくオーナーとなる。

#### 中部日本時代
1946年2月1日のリーグ戦再開に伴い、中部日本新聞社が経営に正式復帰する。子会社としての「株式会社中部日本野球倶楽部」設立登記に伴い、チーム名を中部日本（ちゅうぶにっぽん）として再出発を図り、球団愛称は中部とした。現役遊撃手の杉浦清が監督に就任し、球団史上初の選手兼任監督となっている。

#### 中部日本ドラゴンズ時代
1947年の開幕前に日本野球連盟で各球団にニックネーム導入の申し合わせが行われたが、杉山が1904年（明治37年）の辰年生まれだったことから龍の英訳"dragon"を採用し、中部日本ドラゴンズ（ちゅうぶにっぽんドラゴンズ）に変更した。この年のシーズンは服部受弘が野手に投手に大車輪の働きをみせて戦後すぐの球団を支え、2位に終わる。しかし、オフの11月1日付で解雇された赤嶺が退団すると、赤嶺を慕う加藤正二、古川清蔵、金山次郎、小鶴誠ら11選手も退団し、藤本英雄も巨人に復帰。またしてもチーム力が低下。退団した赤嶺一派は各球団を渡り歩き、赤嶺旋風と言われる混乱を巻き起こした。

#### 第1次中日ドラゴンズ時代
1948年にチーム名を中日ドラゴンズ（ちゅうにちドラゴンズ）に変更。
1948年
球団史上ワーストタイ記録となる83敗を記録し、最下位に低迷。

##### 第1次天知監督時代（第1次中日ドラゴンズ時代）
1949年
天知俊一が監督に就任し、杉下茂が入団し、西沢道夫が打者として復帰。オフにNPBはセントラル・リーグ、パシフィック・リーグに分裂、2リーグ制となり、中日はセ・リーグに所属することになる。
1950年
5月25日、大リーグに倣い、球団と球場を同一経営することとなり、中日球場を経営していた株式会社中日スタヂアムに合併され、商号が名古屋野球株式会社となった。この年は球団史上最多となるシーズン89勝を記録したが、セ・リーグ最多となる98勝を挙げた松竹ロビンスに及ばず、8球団中2位に終わる。

#### 名古屋ドラゴンズ時代
1951年に西日本パイレーツがパ・リーグの西鉄クリッパースに吸収合併されたことで、セ・リーグは7球団体制になる。1月25日、名古屋野球株式会社から株式会社名古屋野球倶楽部が分離。2月6日より名古屋鉄道（名鉄）が球団経営に参加し、チーム名も名古屋ドラゴンズ（なごやドラゴンズ）に変更。名鉄と中日新聞が隔年で経営することとなり、名鉄が経営を担当。
1951年
8月19日に試合中の火災で全焼した中日球場はオフに鉄筋コンクリートで再建された。中日球場で予定されていた残りの試合は鳴海球場などに変更して行われた。優勝した巨人に18ゲーム差をつけられての2位。
オフに天知が退任。
1952年
中日新聞社が経営し、顧問で名古屋新聞創業家の小山龍三がオーナーとなる。巨人・大阪との優勝争いの末、7ゲーム差で3位に終わる。6月3日の大洋ホエールズ戦（門司）で山崎善平が1試合6盗塁の日本記録を樹立。
1953年
名古屋鉄道が経営し、大洋と松竹ロビンスが合併し、セ・リーグは6球団体制となる。この年は3位に終わる。中日スタヂアムのナイター設備が完成し、6月25日の広島カープ戦で初ナイターを開催。

#### 第2次中日ドラゴンズ時代

##### 中日（ナゴヤ）球場時代
1953年12月19日に今後は中日新聞が球団経営を行うと決定していたのを受け、1954年1月14日に商号を株式会社中部日本野球協会に変更し、チーム名も中日ドラゴンズに戻し、1954年1月30日に名古屋鉄道が球団経営から撤退した。

###### 第2次天知監督時代（第2次中日ドラゴンズ時代）
1954年
天知俊一が3年ぶりに監督に復帰。監督の天知は選手からの人望が篤く、監督を親分に見立て「天知一家」と俗称された。西沢道夫・杉山悟・杉下茂・石川克彦らが主力となり、活躍した。7月25日、大阪球場での対阪神戦は観客が球場に乱入し、放棄試合が宣告された。8月31日、中日球場の巨人戦はNHKがテレビで初の中継をした。10月19日、2位巨人が敗れたことで、球団創設初のリーグ優勝を達成。その日は東京遠征の移動日であり、監督・選手らは横浜駅到着後、電報で優勝を知ることとなった。勝率.683は2023年時点で球団最高記録である。日本シリーズでは西鉄ライオンズを相手に4勝3敗で球団創設初の日本一を達成。オフに天知は体調不良を理由に監督を退任し、中日球団の副代表に就任した。
中日はこの年から一度もリーグ優勝をした上で出場した日本シリーズで日本一になっておらず、それと同時にこの年から1974年にかけて20年間、リーグ優勝・日本シリーズ、2007年までに53年間、日本一から遠ざかることになる。

###### 野口監督時代
1955年
選手兼任監督として、野口明が就任したが、優勝した巨人と15ゲーム差の2位。
この頃、名古屋財界からの要請に応じる形でトヨタ自動車が中日ドラゴンズの買収を検討していた。当時のトヨタ自動車社長である石田退三が大の野球ファンだったこともあり、仮に球団買収が実現した場合は当時発売されたばかりのクラウンの販売促進を兼ねて、球団名も「トヨタクラウンズ」への改名を予定するなど、かなり積極的ではあったが、社員から「（巨人や阪神などの）他チームのファンがトヨタの車を買ってくれなくなる恐れがある」との反対意見があったため、断念した。
1956年
優勝した巨人と8ゲーム差の3位。西沢道夫、児玉利一、原田督三ら打線の中心となるベテラン勢の衰えが目立ち、チーム打率は2割2分8厘、本塁打は52本と、大矢根博臣と中山俊丈が20勝をマークした投手陣の足を引っ張る形となった。

###### 第3次天知監督時代（第2次中日ドラゴンズ時代）
1957年
1954年に日本一に導いた天知俊一が監督に復帰。
1958年
オフに同年の選抜高校野球大会において83奪三振で奪三振の大会記録を作った板東英二、後に1974年の優勝に主力として活躍する水谷伸久が入団。

###### 第1次杉下監督時代
1959年
エース杉下茂が監督に就任。球団の方針により30歳以上の選手が全員解雇となり、杉下も選手兼任が認められなかった。同時に西沢道夫の15番と服部受弘の10番が永久欠番に制定される。伊勢湾台風による中日球場水没で公式戦の一部を他会場に振り替える。伊奈努、児玉泰、大矢根博臣ら若くて威勢のいい投手陣に、野手は捕手で入団した新人の江藤慎一を一塁で起用、入団2年目の前田益穂を三塁や遊撃に抜擢した。この年は優勝した巨人と10ゲーム差、大阪と同率の2位。オフに後に1974年の優勝に主力として活躍する高木守道が入団。
1960年
2月に商号を株式会社中部日本野球協会から株式会社中日ドラゴンズに変更。
投手陣が崩れ、優勝した大洋と9ゲーム差の5位。杉下監督は退任し、大毎に移籍した。

###### 濃人監督時代
1961年
前任の小山に引き続き名古屋新聞出身の与良ヱがオーナーとなる。濃人渉が監督に就任し、ブリヂストンタイヤより入団した権藤博の活躍で巨人に1ゲーム差と迫るが、2位。
1962年
日本プロ野球で初めて元大リーガーのドン・ニューカムとラリー・ドビーを入団させるが、3位。

###### 第2次杉浦監督時代
1963年
杉浦清が再び監督就任。優勝した巨人と2.5ゲーム差の2位。全球団に勝ち越しながら優勝を逃したのはセ・リーグ初の出来事。オフに後に1974年の優勝に主力として活躍する木俣達彦が入団。
1964年
開幕カードとなった大洋との3連戦で30失点したのが響き、3月の9試合を2勝7敗と開幕ダッシュに失敗。以降も立ち直れず、1948年以来2度目となる球団ワーストタイ記録の83敗を記録し、2リーグ分立後初の最下位に終わる。なお、同シーズン途中からは西沢道夫が監督を務めた。

###### 西沢監督時代
1965年 - 1967年
西沢監督の下で3年連続2位と健闘する（1967年に西沢が監督を途中休養し、近藤貞雄が監督代行を務めたが、2週間ほどで復帰）。
1966年の第2次ドラフトでは3位で後に1974年の優勝に主力として活躍する井手峻を指名。

###### 第2次杉下監督時代
1968年
キャンプイン直前に西沢監督が十二指腸潰瘍の悪化で辞任、杉下茂が監督に復帰。4月20日から5月1日まで9連勝するが翌日から8連敗を喫するなどチーム状態が安定せず。5月16日、ノースリーブユニフォームが登場した阪神タイガース戦で連敗が止まるが、5月29日から11連敗。6月12日に止まったものの、翌日から連敗。3回目の7連敗となった6月24日に杉下監督が解任。本多逸郎二軍コーチが監督代行となるものの8月24日から再び11連敗を喫するなど立ち直る気配が見られず、2リーグ分立以降初めて同一リーグの全球団に負け越しての最下位となる。ドラフトでは1位で星野仙一、3位で大島康徳、4位で村上真二、6位で竹田和史、9位で島谷金二と後に1974年の優勝に主力として活躍する選手を指名。オフに巨人から後に1974年の優勝に主力として活躍する江藤省三を獲得。

###### 水原監督時代
チームは4位→5位→2位と今ひとつ伸びなかったものの、水原監督下で育った選手が1972年から大きく開花し、1974年の優勝につながっていく。
1969年
元巨人、東映フライヤーズ監督の水原茂が監督に就任。小川健太郎が20勝、小野正一が13勝、星野が8勝9敗、打撃陣は木俣達彦が25本塁打、高木が24本塁打、チーム145本塁打はリーグ2位の破壊力を誇ったが、チーム打率はリーグ4位の.231とつながりを欠いた。ドラフトでは1位で谷沢健一、3位で西田暢、4位で松本幸行、8位で渋谷幸春と後に1974年の優勝に主力として活躍する選手を指名。
1970年
球界を震撼させた黒い霧事件が中日にも及んだ。4月に前年引退した田中勉がオートレース八百長事件で逮捕された。5月には小川が同じ罪で逮捕されいずれも永久追放となる。近鉄から移籍してきた田辺修が11勝挙げてチームの勝ち頭になった。星野が自身初の2ケタ勝利10勝（14敗）をマークし、2年連続で30本塁打に達成した木俣に加え、谷沢がレギュラーに定着、打率.251、11本塁打で新人王に輝いた。ドラフトでは2位で稲葉光雄、3位で三沢淳と後に1974年の優勝に主力として活躍する選手を指名。
1971年
投手陣では12勝の伊藤久敏、10勝の渋谷、9勝の水谷が中心となり、打線では28本塁打のジョン・ミラーと27本塁打の木俣が核となり、島谷、谷沢も2ケタ本塁打をマークする活躍を見せた。

###### 与那嶺監督時代
中日スタヂアム時代のナゴヤ球場は中日新聞社の関連会社・株式会社中日スタヂアムが運営していたが、1970年代頃からほかの事業がうまくいかず、経営が悪化。1973年に社長が三重県の志摩海岸で自殺していたのが発見され、倒産していたことが発覚（倒産後発生した同社の不渡手形をめぐる恐喝・殺人事件については中日スタヂアム事件を参照）。当時、東海地方に主催試合を行える球場がなかったため、たちまち本拠地消失の危機を迎えてしまったが、債権者の同意を得て、1974年・1975年のシーズンを乗り切ることができた。そして1976年に中日新聞社と中日のグループ会社で地元の中継権を持つ中部日本放送・東海テレビ放送・東海ラジオ放送、地元・愛知県および名古屋市の財界の雄、トヨタ自動車工業や中部電力など東海地方の有力企業が共同出資し、新たな運営会社・株式会社ナゴヤ球場を設立し、中日スタヂアムの運営を引き継ぎ、球場名もナゴヤ球場に変更し、1996年までに本拠地運営した。
1972年
与那嶺要ヘッドコーチが監督に昇格。与那嶺監督、近藤貞雄ヘッドコーチともに巨人から中日に放出された経験があるため、巨人に対しては闘志をむき出しにし、2年連続で勝ち越してV9巨人を苦しめた。開幕6連勝を飾り、5月に入るころまで首位をキープしたが、その後一転失速し、8月終了後時点で4位、それでも直後に3位浮上を果たし、その座をキープし、貯金8でシーズンを終えた。ドラフトでは1位で鈴木孝政、3位で谷木恭平と後に1974年の優勝に主力として活躍する選手を指名。オフに広島から川畑和人、ロッテから江島巧との計2対2トレードで井上弘昭、広瀬宰と後に1974年の優勝に主力として活躍する選手を獲得。
1973年
星野が自己最多の16勝を達成し、松本幸行が14勝、渋谷が11勝、リリーフの三沢が10勝、高木が28盗塁をマークし、1965年以来8年ぶり3度目の盗塁王に輝いた。8月まで首位を保ち、巨人と阪神と優勝争い、阪神の江夏豊にノーヒットノーラン&サヨナラ本塁打を喫して失速し、巨人と1.5ゲーム差の3位に終わった。ドラフトでは1位で藤波行雄と後に1974年の優勝に主力として活躍する選手を指名。オフに新外国人としてトーマス・マーチンと後に1974年の優勝に主力として活躍する選手を獲得。
1974年
高木守道、35本塁打、87打点のチーム2冠のトーマス・マーチン、谷沢健一、15勝10セーブで新設されたセーブ王に輝き沢村賞受賞の星野仙一、20勝で金城基泰と並ぶ最多勝の松本幸行らが活躍し、巨人のV10を阻止して1954年以来20年ぶり2回目のリーグ優勝を初めて本拠地で決めた。球団OB監督によるリーグ優勝は球団史上初。しかし、日本シリーズではロッテオリオンズに2勝4敗で敗退。
1975年
球団史上唯一の最下位に沈んだ巨人以外の5球団が入れ替わり立ち替わりで首位に立つ「5強1弱」のペナントレースで広島と最後まで優勝を争ったものの、「赤ヘル旋風」の前に2位に終わり、連覇を逃す。井上弘昭がリーグトップの149安打、新たにリリーフを務めた鈴木孝政は21セーブで最多セーブ投手に輝いた。
1976年
後楽園球場の人工芝に全く馴染めず、後楽園球場での対巨人戦に全敗したのが響き、Bクラスに沈み、優勝した巨人に21.5ゲーム差をつけられ、4位に終わった。星野が8月に故障離脱するなど投手陣に大きく影響した。鈴木孝が救援ながら規定投球回に達成すると、防御率2.98で最優秀防御率、32セーブポイントで最優秀救援投手の2冠を獲得した。田尾安志が新人王を獲得。シーズン終了後、近藤貞雄ヘッドコーチが辞任。
1977年
阪急ブレーブスとの大型トレードが歴史的な失敗に終わり（放出した島谷が打率.278→.325、稲葉光雄が3勝→17勝、獲得した森本潔が出場120試合→49試合、戸田善紀が12勝→6勝）、何とか5割3位は確保したものの、優勝した巨人と15.5ゲーム差、与那嶺監督はこの年限りで勇退する。星野、鈴木孝が18勝、谷沢が初の首位打者、ベストナインにも初選出、575得点はリーグ5位と打線は拙攻が目立った。

###### 中監督時代
1978年
中利夫が監督に就任。高木が2000本安打を達成するも、その直後に相手選手と衝突して離脱、谷沢がアキレス腱痛で長期離脱し、大島も死球で左手小指を骨折するなど、主力野手に怪我人が続出した。初年度は5位。
1979年
大島が打率.317、36本塁打、103打点と活躍し、高木も打率3割を打ち、投手陣も2年目の小松辰雄がリリーフに定着、3位とAクラス入りを果たす。アキレス腱痛で長期離脱していた谷沢がシーズン終盤に復帰。藤沢公也が新人王に輝く。
1980年
谷沢が打率.369を記録し、カムバック賞を受賞するも、星野が6勝12敗と大きく負け越す、前年度新人王に輝いた藤沢が1勝15敗と大不振、大島が開幕直後に交通事故で離脱、ウェイン・ギャレット、ボビー・ジョーンズが大不振でシーズン途中で解雇になるなど、投打共に振るわず、球団ワーストとなる開幕6連敗を記録するなど、連覇した広島に4勝20敗2分け、30ゲーム差をつけられ、1968年以来12年ぶりの最下位に沈んだ。この年は1950年以降で球団史上最低勝率（.372）を記録し、中監督は同年限りで解任。高木が現役を引退した。

###### 近藤監督時代
1981年
近藤貞雄が監督に就任。初年度は5位に終わった。
1982年
星野、木俣らベテランに代わり、平野謙、中尾孝義、上川誠二ら若手を起用した。他の野手では田尾、ケン・モッカ、谷沢、大島、宇野勝ら、先発には郭源治、都裕次郎ら、リリーフには牛島和彦の活躍があった。「野武士野球」と呼ばれる攻撃的な打線、継投を駆使する投手起用を見せた。シーズン後半になると、巨人との優勝争いになるが、日本プロ野球記録の19引き分けを記録したため、シーズン終盤に2位で優勝マジックナンバーが点灯。10月18日、横浜スタジアムで大洋との最終戦は中日が勝てば中日優勝、大洋が勝てば巨人優勝という天王山。この試合は小松辰雄の完封勝利によって1974年以来8年ぶり3度目のリーグ優勝を達成。2位巨人とは0.5ゲーム差という大接戦だった。最終成績は64勝47敗19分け（130試合）だが、全試合の半分に満たない勝利数で優勝したのは1975年の阪急に次いで2チーム目である。また、この試合で田尾が大洋から5打席連続敬遠を受け、首位打者を逃した。中尾がMVPを獲得した。日本シリーズは西武ライオンズと対戦、2勝4敗で敗退。星野、木俣が現役を引退した。
1983年
戦力不足のため、1981年以来2年ぶりの5位に終わった。オフに近藤貞雄が監督を退任。

###### 山内監督時代
1984年
山内一弘が監督に就任。巨人戦に14連勝するなどして優勝した広島と3.0ゲーム差の2位となった。
1985年
球団創設半世紀となったこの年は谷沢が球団史上2人目の通算2000本安打を達成したものの、1983年以来2年ぶりの5位に終わった。
1986年
開幕から監督を務めていた山内はシーズン途中で解任。これを受け、ヘッドコーチの高木守道がシーズン終了まで監督代行として指揮を執るも、2年連続5位に終わった。オフに星野仙一が監督に就任。享栄高校から近藤真一がドラフト1位で入団。ロッテから上川、桑田茂、牛島、平沼定晴との4対1トレードで2年連続三冠王の落合博満を獲得。

###### 第1次星野監督時代
1987年
ロサンゼルス・ドジャースとの提携によりユニフォームを開幕からドジャース風に変更。初披露は巨人との開幕戦当日で、それまでメーカーにも口止めするなど厳重な箝口令を敷いていた。そのユニフォームデザインから、ドラゴンズとドジャースをかけてドジャゴンズ、ドラジャースとも揶揄された。闘争心を露わにする星野監督の姿勢で度々の乱闘劇も見られた。5月には一時的に首位に立つも、巨人の猛烈な追い上げの前に最終的に2位。広島には1977年以来10年ぶりに勝ち越した。新人の近藤真一が8月9日の対巨人戦でプロ初登板初先発ノーヒットノーランを達成。若手では仁村徹、彦野利勝、中村武志がレギュラーで台頭。PL学園から立浪和義がドラフト1位で入団。オフに日本ハムファイターズから大島、曽田康二との2対2トレードで大宮龍男、田中富生、西武から平野とのトレードで小野和幸、巨人を自由契約となった仁村薫を獲得。
1988年
4月終了時点で首位広島に8ゲーム差の最下位、7月8日に6連敗で29勝31敗2分で借金2。しかし、翌日から巻き返し、結局50勝15敗3分、勝率.769で10月7日のヤクルト戦（ナゴヤ球場）で1982年以来6年ぶり4度目のリーグ優勝を達成。球団生え抜き監督によるリーグ優勝は球団史上初。西武から平野とのトレードで移籍した小野が最多勝で、小松と共に先発陣を牽引。米国留学から途中帰国した山本昌広が5勝無敗。リリーフ・郭源治が44セーブポイントでMVP。立浪が新人王に輝いた。日本シリーズでは西武と対戦、第1戦・第5戦先発した小野を筆頭に第2戦の小松以外の先発投手が打ち込まれ、落合、この年から二塁手に転向した宇野の不振もあり、1勝4敗と敗退。6月に二軍にいたラルフ・ブライアントを近鉄に放出したが、彼は近鉄での伝説的な猛打により、パ・リーグを代表する選手となった。オフに3年間活躍したゲーリー・レーシッチが退団した。巨人から中尾との1対2トレードで西本聖、加茂川重治、広島から本村信吾、片平哲也とのトレードで斉藤浩行、片岡光宏を獲得。
この年は昭和最後のペナントレースだったため、中日は「昭和最後のセ・リーグ優勝球団」となった。
1989年
野手では立浪が故障で離脱。投手陣は前年最多勝・小野の不振と小松も故障ながら郭は12試合連続セーブポイントの日本記録タイ。8月12日にはこの年20勝の斎藤雅樹から9回1死まで無安打のところで反撃し、落合のサヨナラ本塁打で勝つなど、優勝した巨人に1984年以来5年ぶりの勝ち越しで3位。10月14日にナゴヤ球場で行われた引退試合を最後に鈴木孝政、都裕次郎が現役を引退した。落合は打点王、巨人から中尾との1対2トレードで加茂川と共に移籍した西本聖は20勝で最多勝、新人の大豊泰昭はレギュラー定着。NTT東京から与田剛がドラフト1位で入団。オフに大洋から加茂川、片岡との計2対2トレードで木田勇、北野勝則、日本ハムから小松崎善久、藤王康晴との2対2トレードで田中幸雄、早川和夫を獲得。
1990年
投手陣は苦しみながらも、新人の与田剛が開幕から奮投し、31セーブで最優秀救援と新人王。打撃は復活した立浪と新加入のバンス・ローが3割をマークし、落合が本塁打、打点王を獲得するがチームはBクラスと4位に沈む。巨人戦では頭部付近への投球を巡って、両軍による乱闘に発展して星野監督もエキサイトする場面があった。木田勇、田中幸雄が現役を引退した。オフに日本ハムファイターズから斉藤とのトレードで小松崎が2年ぶりに復帰。
1991年
前半戦は首位で折り返すも、後半は失速し、優勝した広島と3ゲーム差の2位に終わる。ドラフト5位の新人森田幸一が開幕から活躍して50試合を投げて10勝、17セーブで新人王。落合は最後まで首位打者争いをするも、ヤクルトスワローズの古田敦也に敗れて打点王のみ。オフに小松崎善久が戦力外通告を受け、その後現役を引退した。星野仙一は健康上の理由で監督を退任し、後任に高木守道が監督に就任。

###### 第1次高木監督時代
1992年
この年のセ・リーグはまれに見る混戦だったが、成績は60勝70敗で1980年以来12年ぶりの最下位。この年、中日を扱ったアメリカ映画『ミスター・ベースボール（Mr.Baseball）』（トム・セレック主演、フレッド・スケピシ監督）が公開されている。オフに西本聖が自由契約となった（オリックスに移籍）。ロッテから宇野、長嶋清幸との2対2トレードで今野隆裕、横田真之を獲得。
1993年
山本昌広と今中慎二のダブル左腕エースが共に17勝で最多勝、今中は沢村賞、山本は最優秀防御率のタイトルも獲得。しかし、前半戦で2位以下に大差をつけて独走したヤクルトが優勝、2位に終わる。早川が現役を引退した。オフに落合博満が巨人にFA移籍。
1994年
中盤まで巨人との首位争いとなったが、8月18日からの8連敗となり、9月に入ると、この年に任期が切れる高木守道の後任として星野仙一の名が報じられ、この時点で高木守道も監督の辞意を仄めかしていたが、9月20日からの9連勝などで首位の巨人に並び、10月8日、史上初の最終戦同率首位決戦（10.8決戦）となった。試合は3対6で敗戦し、2年連続2位に終わった。この年に打者転向を提案された近藤真市が星野仙一に相談の上で現役を引退した。アロンゾ・パウエルが首位打者、大豊泰昭が本塁打王と打点王、山本昌が最多勝、郭源治が最優秀防御率のタイトルを獲得。球団の引き留めに応じて、高木守道も契約延長となった。オフに近鉄からFA宣言した金村義明を獲得（中日では初のFA入団）。
1995年
前年から一転、不振に陥り、6月2日の対阪神戦の試合前に高木守道が監督を辞任。その後、徳武定祐が監督代行となるも、7月23日に解任され、二軍監督の島野育夫が監督代々行となった。こうして監督人事が迷走したことも響き、5位に終わり、9月20日に星野仙一の2度目の監督就任が発表された。パウエルが2年連続首位打者に輝いた。オフにロッテから無償トレードで愛甲猛、仁村、酒井忠晴、山本保司との3対3トレードで樋口一紀、前田幸長、平沼（10年ぶりに復帰）、西武から前原博之、清水雅治との2対2トレードで山野和明、村田勝喜、新外国人として宣銅烈を獲得。

###### 第2次星野監督時代
1996年

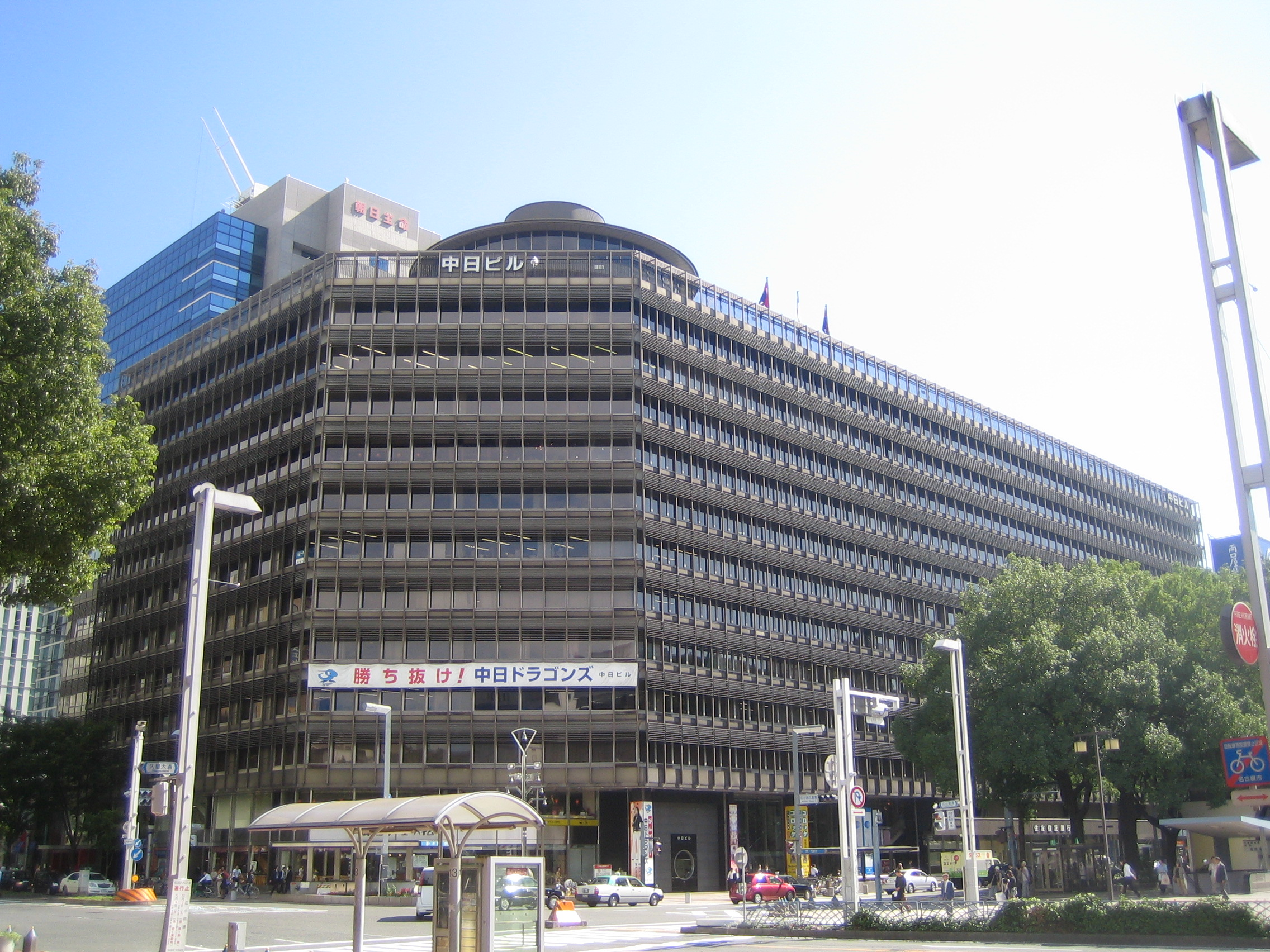
球団事務所のあった中日ビル（2018年12月25日にバンテリンドーム ナゴヤ敷地内（南東部）に移転）

韓国の至宝といわれた宣が抑えとして期待されるも、日本の野球に馴染めず、不振に終わった。一方、8月11日の対巨人戦で野口茂樹がノーヒットノーランを達成。この年は長嶋巨人による「メークドラマ」の年だったが、巨人があと1勝で優勝という時点（巨人の残り試合は全て対中日戦だったのでマジックはつかなかった）で勝ち続け、9月24日から6連勝。10月6日、ナゴヤ球場での最後の公式戦を含む残り3試合の対巨人戦に全勝すればプレーオフという状況で、3試合目に2対5で敗戦で2位に終わったが、阪神には1991年以来5年ぶりに勝ち越した。この年は本塁打王になった山﨑武司、3年連続で首位打者になったパウエルを主軸とした打線が活躍を見せ、“強竜打線”の愛称も一層の定着を見せた。オフに新外国人として金銭トレードでレオ・ゴメスを獲得。

##### ナゴヤドーム移転後
1997年

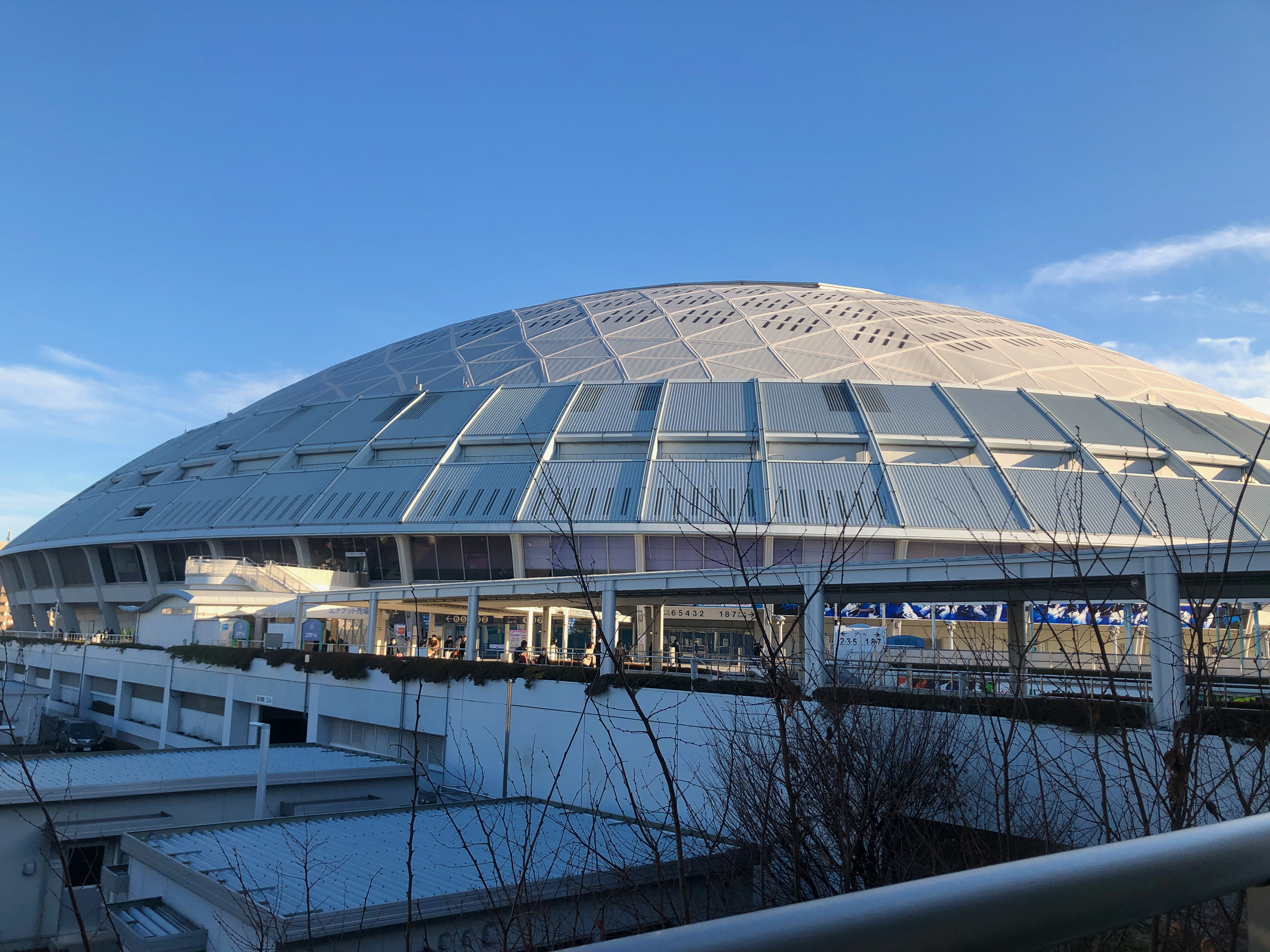
バンテリンドーム ナゴヤ（ホームスタジアム）

狭いナゴヤ球場から一転して広くなったナゴヤドームに野手陣の慣れが追いつかず、前年の強竜打線も沈黙し、チーム防御率は5位と低迷し、1992年以来5年ぶりの最下位に終わる。不振に終わった主軸の中で、新外国人のゴメスが打率.315、31本塁打と唯一気を吐き、前年不振だった宣が38セーブを挙げ、山本昌が3年ぶり3度目の最多勝を獲得した。ドラフトでは川上憲伸を1位、井端弘和を5位指名した。オフに機動力と守備力を確保するため、パウエルが解雇され（阪神に移籍）、新外国人として李鍾範、サムソン・リー、阪神から大豊泰昭、矢野輝弘との2対2トレードで関川浩一、久慈照嘉、ロッテから南渕時高を獲得。宮田征典を投手コーチに招聘した。
1998年
前半戦までは勝率5割付近の成績だったが、後半戦からは独走していた横浜をハイペースで追走し、8月27日に1ゲーム差に迫った。しかし、終盤の対横浜戦7連敗が響き、2位に終わった。北野勝則が現役を引退した。野口が最優秀防御率、この年から中継ぎに転向した落合英二が最優秀中継ぎ投手、ルーキー川上憲伸が新人王を獲得し、チーム防御率12球団1位となった。ドラフトでは福留孝介を1位、岩瀬仁紀を2位指名した。オフにダイエーからFA宣言した武田一浩を獲得。
1999年
開幕から11連勝。投手陣は野口や山本昌、川上憲伸や武田の先発陣に加え、新人の岩瀬仁紀が65試合に登板、サムソン、落合英二らと共に不動のセットアッパーとなる。抑えの宣も好調で、12球団随一の投手王国を誇った。一方、6月にダイエーから鳥越裕介とのトレードで河野亮を獲得。巨人との優勝争いの最中、この年は大型連勝が多く、7月2日から8連勝したのに加え、シーズン終盤も9月21日から再び8連勝し、9月30日のヤクルト戦（神宮）で1988年以来11年ぶり5度目のリーグ優勝を達成。前半戦を首位で折り返しての優勝は球団史上初。ダイエーとの日本シリーズでは中日圧倒的有利とされていたが、レギュラーシーズンで前年ほど活躍できなかった川上憲伸が第2戦で勝利するものの、野口は2戦2敗、関川が21打数2安打、福留が3戦から5戦まで3試合連続失策、井上一樹は13打数0安打に終わり、1勝4敗で敗退。オフに宣が現役を引退し、サムソンが退団した（ボストン・レッドソックスに移籍）。オリックスから岸川、河野との2対1トレードで鈴木平を獲得。
2000年
メルビン・バンチが開幕して間もない4月7日の横浜戦でノーヒットノーランを達成、またシーズンを通じて14勝で最多勝のタイトルを獲得した。序盤は投手陣の不調、また5番レフトとして期待されたディンゴの不振で出遅れたものの、5月には10連勝を記録。しかし、投打ともに前年の面影はなく、特に対巨人戦は対戦成績で9勝18敗。9月24日の東京ドームでの対巨人最終戦では4対0でリードの最終回に、その日先発だった前田が元木大介、高橋由伸に連打を浴び、抑えのエディ・ギャラードにスイッチするが、松井秀喜に代わり端を捉えられ、ドミンゴ・マルティネスは空振り三振に抑えたものの、江藤智にボール2からストレートを一閃されプロ200号となる同点満塁本塁打を浴びて前田の勝ちを消してしまうと、二岡智宏にサヨナラ本塁打も浴びてしまい4-5とラスト1イニングで逆転負け。巨人の優勝（2025年6月3日に亡くなった長嶋茂雄にとっては最後のリーグ優勝）が決定し、2位に終わりリーグ連覇が潰えた。オフにゴメスが退団した。新外国人としてティム・アンロー、オジー・ティモンズ、ヤクルトからFA宣言した川崎憲次郎、広島から鶴田泰とのトレードで紀藤真琴を獲得。阪神を退団した大豊が4年ぶりに復帰。
2001年
開幕直後の4月に横浜から種田仁、山田洋士との2対1トレードで波留敏夫を獲得。4月に原田政彦が金銭トレードで日本ハムに移籍。4月21日に前年オフに退団したゴメスが復帰。5月に益田大介が金銭トレードで近鉄に移籍。5月に李鍾範（起亜タイガースに復帰）、8月2日にアンローが退団した。不調が響き、1997年以来4年ぶりのBクラスと1995年以来6年ぶりの5位が確定した。オフに星野仙一は健康上の理由で監督を退任し、後任にヘッド兼投手コーチの山田久志が監督に就任。中日OB以外から選ばれる監督としては山内一弘以来となる。前田幸長が巨人にFA移籍。ティモンズが退団し、武田、鈴木が自由契約となった（前者は巨人、後者はダイエーに移籍）。新外国人としてスコット・ブレット、巨人にFA移籍した前田の人的補償として平松一宏、横浜からFA宣言した谷繁元信を獲得。中村が金銭トレードで横浜に移籍。

###### 山田監督時代
2002年
6月にキューバの至宝と呼ばれたオマール・リナレス、新外国人としてマーチン・バルガスを獲得。8月1日の巨人戦で川上憲伸がノーヒットノーランを達成。チームは対巨人戦9連敗が響き、3位に終わった。福留が松井秀喜の三冠王を阻み、首位打者に輝いた。オフに大豊、ゴメス、バンチが現役を引退し、久慈照嘉が自由契約となり（阪神に復帰）、ブレットが解雇された。ロッテから波留とのトレードで酒井忠晴（8年ぶりに復帰）、阪神を解雇されたマーク・バルデス、新外国人としてイバン・クルーズ、オリックスから山﨑武司とのトレードで平井正史を獲得。鈴木郁洋が金銭トレードで近鉄に移籍。
2003年
1度は入団契約を交わしながらも、突如翻意（ケビン・ミラー問題）し、ボストン・レッドソックスに入団したケビン・ミラーの代わりにロサンゼルス・エンゼルスよりアレックス・オチョアが来日。3月20日に金銭トレードで近鉄を自由契約となった大塚晶文を獲得。巨人との開幕カードを勝ち越し、その後も好調で開幕後約1ヶ月は首位を走っていたが、5月以降は失速し、阪神の独走を許す。チーム最多勝は平井正史（12勝）で、川上憲伸、朝倉健太と前年好成績を残した2人のケガによる離脱などもあり、ローテーションを守ったのは山本昌だけである。7月5日の東京ドームでの対巨人戦で立浪和義が球団史上3人目の通算2000本安打達成。一方、7月22日に首脳陣との確執を起こしたギャラードが退団し、28日にウェイバー公示された（横浜に移籍）。打線は4番打者が流動的で固定できず、5位に低迷していた9月9日に監督の山田が休養（事実上の解任）し、ヘッド兼打撃コーチの佐々木恭介が監督代行として指揮を執ることを発表した。9月10日にクルーズが退団した。
佐々木の監督代行就任後は14勝5敗1分と好成績を残したが、最終的には優勝した阪神に勝ち越しながらも、14.5ゲーム差の2位に終わった。
オフに落合博満が監督に就任。巨人を退団した川相昌弘、横浜を解雇されたドミンゴ・グスマン、広島を解雇された筒井正也を獲得。

###### 落合監督時代
2004年
広島との開幕戦はFA移籍から3年間一軍登板がなかった川崎憲次郎が先発。2回途中5失点で降板するも、その後チームは逆転勝ち。開幕3連勝するなど、4月を勝率5割で終えるが、5月11日には2000年以来4年ぶりに最下位に転落。しかし、中旬以降は立ち直り、26日には首位に浮上。6月は巨人と首位争いとなり、20日から7連勝で首位に立つと以降は首位を譲ることなく、安定した戦いぶりを見せ、10月1日にマジック対象の3位のヤクルトが敗れた事で、1999年以来5年ぶり6度目のリーグ優勝を達成。本拠地でのリーグ優勝は1988年以来16年ぶり、ナゴヤドームでは初となった。巨人とヤクルトには負け越したものの、他球団には大きく勝ち越した。アライバコンビが本領を発揮し、チーム防御率3.86と12球団トップの投手陣とリーグ初となる同一チームから6人のゴールデン・グラブ賞受賞となったリーグ記録の45失策という堅い守備力でリーグ最少の本塁打とリーグ5位のチーム打率と得点をカバーした。一方で日本シリーズでは守備・走塁のミスや投手陣の乱調が相次ぐペナントレースとは別人のような試合が見られるなど、3勝4敗で西武に敗れた。
ドラフトでは中田賢一を始め、即戦力となりうる新人を獲得した。オフにリナレスが戦力外通告を受け、現役を引退し、バルガスが自由契約となった。横浜からタイロン・ウッズ、ロッテから山北茂利とのトレードで清水将海を獲得。
2005年
球団史上初の開幕から2試合連続のサヨナラ勝ちなど滑り出しは好調だったが、この年から導入されたセ・パ交流戦で15勝21敗と苦戦を強いられ、一時は交流戦最下位にまで低迷した上に首位を走っていたリーグでも3位にまで転落したことから、「降竜戦」と揶揄された。特にそのシーズンからパ・リーグへ新規参入した東北楽天ゴールデンイーグルスには初の3連戦（ナゴヤドーム、5月24日 - 26日）で3連敗を喫し、同球団にとっては球団史上初となる3連勝を献上したほか、セ・パ11球団で唯一負け越す結果となった。交流戦での低迷により、首位を阪神に明け渡す。オールスター前後の11連勝など、後半戦には粘り強さを見せ、首位阪神に2度にわたって0.5ゲーム差まで迫ったものの、連覇はならず、最終的には優勝した阪神と10ゲーム差の2位に終わった。岩瀬が佐々木主浩の日本記録を塗り替えるシーズン46セーブを挙げた。
オフに大西崇之が金銭トレードで巨人に移籍。野口が巨人にFA移籍。日本ハムを自由契約となった上田佳範、巨人にFA移籍した野口の人的補償として小田幸平、元横浜のデニー・友利を獲得。
2006年
投手陣と堅守、打撃陣がうまく絡み合う「オレ竜野球」で6月半ばから首位を独走。一方、6月20日に日本ハムから金銭トレードで奈良原浩を獲得。8月12日の阪神戦（ナゴヤドーム）に勝ち、球団史上最速でマジックナンバー（M40）を点灯させた。9月16日の対阪神戦では山本昌が史上最年長でのノーヒットノーランを達成。シーズン終盤には阪神の猛追に遭うものの、1度も首位を明け渡すことなく、10月10日の巨人戦（東京ドーム）で2004年以来2年ぶり7度目のリーグ優勝を達成。セ・リーグ5球団に勝ち越しての「完全優勝」だった。川上憲伸が最多勝、最多奪三振、岩瀬が最多セーブ、福留孝介が首位打者とMVP、ウッズが本塁打王と打点王のタイトルを獲得するなど、個の力が際立ったシーズンでもあった。しかし、北海道日本ハムファイターズと対戦した日本シリーズではシリーズ全試合1番・2番を張ったアライバコンビが38打数5安打（1番・荒木が18打数2安打、2番・井端が20打数3安打）と絶不調。本塁打王と打点王のタイトルを獲得したはずのウッズが本塁打も打点も全く稼げず、1勝4敗で敗退した。
オフに川相、落合英二、奈良原が現役を引退し、アレックスが自由契約となった（広島に移籍）。新外国人として李炳圭、ジョー・バレンタイン、サンティアゴ・ラミレス、フランクリン・グラセスキーを獲得と同時にラファエル・クルス、オリックスを自由契約となった中村紀洋と育成契約を結んだ。
セ・リーグは翌年からパ・リーグと共にクライマックスシリーズを導入するため、中日は「リーグ優勝 = 日本シリーズ進出を経験した最後のセ・リーグ優勝球団」となった。
2007年

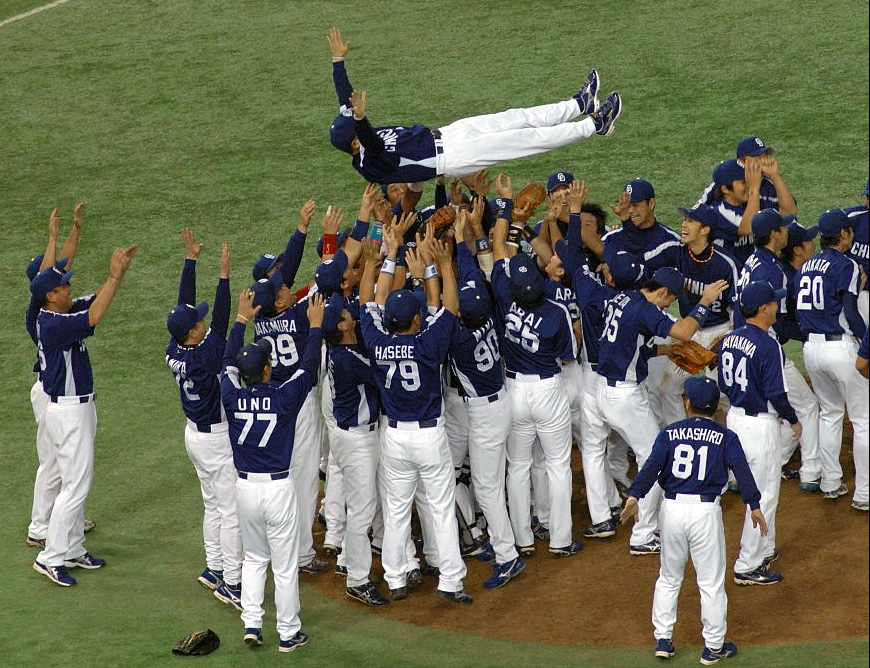
2007年11月11日のアジアシリーズ決勝戦で優勝直後におこなわれた落合監督の胴上げ（東京ドーム）

3月22日に中村紀洋を支配下選手に昇格させた。前年MVPだった福留孝介が怪我もあって、シーズン中に戦線離脱するものの、前年レギュラーに定着した森野将彦がその穴を埋めるように打撃面でさらなる成長を見せた。一方、6月8日にバレンタインが解雇された（ロングアイランド・ダックスに移籍）ため、27日にクルスを支配下選手に昇格させた。しかし、8月17日にグラセスキーがウェイバー公示された（ニューアーク・ベアーズに移籍）。投手陣では川上憲伸、朝倉、中田を中心としたローテーション投手が活躍した常に上位を保ち、終盤には巨人、阪神との三つ巴の展開となったが、勝負どころでの取りこぼしが響き、最終的には2位に終わる。
セ・リーグで初めてプレーオフとなるクライマックスシリーズでは第1ステージでは3位阪神と対戦し、2連勝、第2ステージでは首位巨人と対戦し、3連勝。計5連勝で球団史上初の2年連続日本シリーズ出場を決めた。年間勝率1位未満でリーグ優勝をせずに日本シリーズに出場したのは中日が球団史上初である。
日本シリーズでは2年連続で日本ハムと対戦し、第5戦で山井大介と岩瀬の継投による完全試合もあり、4勝1敗で日本ハムに前年の雪辱を果たし、1954年以来53年ぶり2度目の日本一を達成した。年間勝率1位未満でリーグ優勝をせずに出場した日本シリーズでの日本一は中日が球団史上初である。球団OB監督による日本一は球団史上初。
アジアシリーズでは初戦の韓国代表SKワイバーンズに敗れ、予選2位で決勝戦に進むが、予選1位のSKワイバーンズに勝って優勝し、日本勢として3年連続のアジア王者となった。
オフに渡邉博幸、デニーが戦力外通告を受け、2人ともその後現役を引退し、S.ラミレスが自由契約となった（モンテレイ・サルタンズに移籍）。福留孝介がシカゴ・カブスにFA移籍。西武からFA宣言した和田一浩、新外国人としてトマス・デラロサ、マキシモ・ネルソンを獲得。FA入団した和田の人的補償として岡本真也が西武に移籍。
この年は日本一を現在の本拠地・ナゴヤドームで決め、監督は球団OBの落合だったことから、「球団OB監督の下で現在のチーム名になってから年間勝率1位によるリーグ優勝・日本一を現在の本拠地で決める」という快挙を成し遂げた。これは当時のNPB全球団で、広島、巨人に続く3球団目である。
2008年
落合は「レギュラーの野手（荒木、井端、和田、ウッズ、森野、中村紀、李炳圭、谷繁）は決まっている」と宣言した。就任当初は一軍と二軍の枠を撤廃してまでチーム内の競争を煽った事を考えれば、方針を大きく転換したが、5月14日の東京ヤクルト戦で森野が左脹脛肉離れを起こしたのをはじめ、6月には李炳圭と井端、8月の北京オリンピックでは森野と荒木、レギュラーが次々と離脱した。平田良介以外に、それを補うべき若手も現れず、535得点と111併殺打はセ・リーグワースト、チームの得点圏打率とチーム打率（共に2割5分3厘）は12球団ワーストだった。しかし、6月16日に横浜から石井裕也とのトレードで小池正晃を獲得。また、投手面も前年活躍を見せた中田（14勝）は怪我と不振、朝倉（12勝）は7月に右腕の血行障害を発症、川上（12勝）は北京オリンピック参加での離脱およびその後も調整に時間がかかった事も重なって、3人合計で19勝どまり。山井も怪我で2試合の登板に終わった。7月11日にクルスがウェイバー公示された。吉見一起が先発・中継ぎフル回転し、後半戦は2年目の清水昭信が完投するなど、若手でカバーしたが、先発ローテーションが1年間固まらず、球団史上初の規定投球回到達者なしに終わった（最も多く投げたのは山本昌の133回と3分の2）。8月4日に山本昌が史上最年長となる42歳11カ月で通算200勝を達成した。また、中継ぎの勝ちパターンも1年間固まらず、当初の構想から修正を余儀なくされ、新セットアッパーを予定していた鈴木義広が開幕から8試合投げただけで右肘を疲労骨折してシーズン絶望となったのを皮切りに、ベテランの平井正史が37試合で防御率5.14と不振に陥った。54試合登板の高橋聡文と44試合に登板した2年目の浅尾拓也でカバーしたが、投手陣で固まったのがクローザーの岩瀬仁紀だけだった。事実5人以上投手を起用した試合は前年は30勝16敗1分けだったのが、16勝22敗5分けと投手陣を多く起用すればする程苦しい展開だったが、3位となり、クライマックスシリーズの出場権は確保した。9月27日にナゴヤドームで行われた引退試合を最後に上田佳範が現役を引退した。
クライマックスシリーズでは第1ステージで2位阪神との接戦を2勝1敗で制したものの、第2ステージでは拙攻と投手陣の不調（特に救援陣）もあり、首位巨人に1勝3敗1分で敗退、3年連続日本シリーズ出場はならなかった。
オフに浪人していた河原純一が入団テストに合格。ウッズが自由契約となった。日本ハムを自由契約となった小山桂司、新外国人としてトニ・ブランコ、ネルソン・パヤノを獲得。中村紀洋が楽天、川上憲伸がアトランタ・ブレーブスにFA移籍。
2009年
ワールド・ベースボール・クラシック日本代表の候補にドラゴンズから4選手が選ばれたが、全員が辞退したことが話題となった。
序盤は下位に低迷したが、交流戦辺りから追い上げを見せ、一時は首位巨人とのゲーム差を1.5まで縮めた。しかし、巨人に8勝16敗と大きく負け越したのが最後まで響き、最終的には首位巨人に12ゲーム差をつけられ、2位に終わった。立浪、井上一樹、デラロサが現役を引退した。
クライマックスシリーズでは3位ヤクルトとの第1ステージで初戦を落とした後に連勝し、2勝1敗で制したが、首位巨人との第2ステージで初戦に勝利した後、3連敗で1勝4敗で2年連続敗退となった。新外国人のブランコが本塁打王と打点王の二冠に輝く活躍を見せ、前年不振だった立浪も代打で好成績を残して勝利に貢献した。川上の移籍に伴い、生じた先発投手陣の穴もそれぞれ16勝で最多勝と防御率1.51で最優秀防御率のタイトルを獲得した吉見やチェン・ウェインの活躍によって埋まり、また川井雄太が球団新記録の開幕11連勝を達成した。
オフに李炳圭がウェイバー公示され、中里篤史、パヤノが自由契約となった（中里は巨人、パヤノはカンザスシティ・ロイヤルズに移籍）。新外国人としてディオニス・セサル、エドワード・バルデスを獲得。
2010年
6月25日にソフトバンクから清水将海とのトレードで三瀬幸司を獲得。
チーム打率（.259）、チーム得点（539得点）が12球団中11位だったものの、チーム防御率3.29、チームセーブ43、チームホールド113、チームホールドポイント135はいずれも12球団最高だった。特に山井、中田、チェンが先発した7月16日 - 18日にそれぞれ完封勝利を成し遂げると、同月19日は先発岩田慎司が7回2/3まで無失点で抑えた後、浅尾-髙橋が救援しての完封、20日はネルソン-清水-髙橋-浅尾-河原-岩瀬-平井がシャットアウトした結果の延長11回サヨナラ勝ちと5試合連続完封勝利のプロ野球新記録を樹立（翌年、日本ハムも同じく5試合連続完封勝利のタイ記録を達成）するほどだった。また、ホームゲームでは53勝18敗1分けと圧倒的な強さを見せた。巨人戦はナゴヤドームで9連勝を含む10勝2敗（クライマックスシリーズでは3勝1敗）、阪神戦も10勝2敗と大きく勝ち越した一方で、ロードでは26勝44敗2分けと差が激しかったが、セ・リーグ5球団で負け越したのはヤクルトだけだった。
1年を通してみると、序盤には先発投手陣の不調およびネルソンが逮捕されたことによる調整不足、野手では主力の井端がシーズン中盤から故障による長期離脱などがあり、一時は首位巨人に最大8ゲーム差をつけられたが、浅尾や髙橋ら中継ぎ投手陣の活躍、和田や森野らがチームを牽引する一方で、井端に代わってレギュラーに定着した堂上直倫ら若手の台頭などもあり、後半戦から追い上げを見せた。優勝マジックを1とした10月1日、チームは試合がなかったものの、マジック対象の阪神が広島に敗れたため、2006年以来4年ぶり8度目のリーグ優勝となり、巨人のリーグ4連覇を阻止した。なお、この年はJリーグ・名古屋グランパスもJ1リーグ初制覇を果たしており、プロ野球・Jリーグの双方で名古屋市に本拠地を置くチームが優勝に沸くことになった。自己最多の37本塁打を放った和田一浩がMVPに輝いた。
クライマックスシリーズでは3位の巨人と第2ステージを戦い、4勝1敗で2007年以来3年ぶりに日本シリーズ出場を決めた。
千葉ロッテマリーンズとの日本シリーズでは第6戦（延長15回、シリーズ歴代最長時間試合となる5時間43分の末に引き分け、16残塁は日本シリーズ史上最多）、第7戦で2試合連続の延長戦となるなど、接戦を演じたが、21試合連続ホールドポイントを達成、最終的には日本新記録となるシーズン47ホールド、59ホールドポイントを記録し、大車輪の活躍だった浅尾が名古屋に戻った第6戦、第7戦で打たれたのが祟り、2勝4敗1分で2006年以来4年ぶりの日本シリーズ敗退となった。
オフにセサルとバルデスの両外国人選手が自由契約となった。横浜を自由契約となった佐伯貴弘、新外国人としてフェリックス・カラスコ、ジョエル・グスマン、エンジェルベルト・ソト、阪神から新井良太とのトレードで水田圭介を獲得。日本ハムを自由契約となった木下達生と育成契約を結んだ。
2011年
交流戦ではセ・リーグで唯一の勝ち越しチームとなり、首位にも立つなど、好調だったが、髙橋聡文、中田、山本昌、ブランコ、谷繁、井端ら主力選手の故障が相次いだことに加え、統一球の影響などで前年MVPの和田を中心に打撃陣が絶不調に陥り、7月に大きく失速。一方、7月15日に木下達生を支配下選手に昇格させた。8月3日には首位ヤクルトに10ゲーム差が付き、10日には借金6で5位にまで転落したが、リーグトップの投手陣の働きに加え、中継ぎから先発に転向したソトの活躍などで巨人、阪神、広島との2位争いに踏み止まり、9月になると、谷繁、ブランコ、井端の復帰や大島洋平、平田良介ら若手の成長もあり、徐々に首位ヤクルトとの差を縮めていく。その最中、9月22日に任期満了による落合博満のシーズン限りでの監督退任と高木守道の2度目の監督就任が発表された。谷繁は「落合さんはナゴヤドームの観客減を理由に解任されました。」と述べている。9月28日にカラスコが自由契約となった。9月を15勝6敗3分、10月を11勝5敗2分と勝ち越し、10月6日に首位に浮上。10月6日にヘッドコーチの森繁和、総合コーチの辻発彦、バッテリーコーチの田村藤夫、打撃コーチの石嶺和彦、外野守備走塁コーチの笘篠誠治、野手コーチの高柳秀樹、両二軍投手コーチの小林誠二・高木宣宏、両二軍野手コーチの奈良原浩・垣内哲也、二軍コンディショニングコーチの勝崎耕世の退団が発表された。10月18日の対横浜戦でブランコの同点本塁打で引き分けに持ち込み、142試合目にして球団史上初の2年連続リーグ優勝を果たし、1982年以来29年ぶりの横浜スタジアムでの胴上げが実現した。チーム打率（.228）、得点数（419得点）は共にリーグワーストであり、両部門がワーストでのリーグ優勝はプロ野球史上初である。セットアッパーとして0.41という防御率を記録した浅尾拓也がセ・リーグMVPを獲得した。
ヤクルトとのクライマックスシリーズファイナルステージでは4勝2敗で2年連続となる日本シリーズ出場を決めた。
福岡ソフトバンクホークスとの日本シリーズでは第6戦までお互いの本拠地で敗戦する展開（外弁慶シリーズ）となったが、ダイエー時代に続き、名古屋で3戦全敗したことが祟ったのと、キャッチャーの谷繁がヤクルトとのセ・リーグクライマックスシリーズファイナルステージ第1戦の第1打席から43打席連続無安打と極度の不振で足を引っ張り、ヤフードームでの第7戦に敗れ、3勝4敗で2年連続日本シリーズ敗退となった。2年連続日本シリーズ敗退は球団史上6チーム目となった。
オフにグスマンがウェイバー公示され、チェン、河原、佐伯、木下、水田が自由契約となった。楽天を自由契約となった山﨑武司が10年ぶり、アトランタ・ブレーブスを自由契約となった川上憲伸が4年ぶりに復帰。小池正晃がFAでDeNAに復帰。小山桂司が金銭トレードで楽天に移籍。新外国人としてビクトル・ディアス、ホルヘ・ソーサを獲得。

###### 第2次高木監督時代
2012年
開幕戦の広島戦に勝利し、引き分けを挟んで5連勝で、5月8日に首位に立つと、途中1日を除いて6月30日まで首位だった。交流戦ではセ・リーグでは巨人に次いで2位で、6月を5割の成績とすると、7月1日には巨人に抜かれ、2位に転落。その後は巨人に離される展開で8月末に6.5ゲーム差となり、最終的には首位巨人とは10.5ゲーム差をつけられ、2位に終わった。小笠原孝、英智が現役を引退した。
クライマックスシリーズではファーストステージで2勝1敗でヤクルトに勝利したものの、続く巨人とのファイナルステージでは3連勝後、3連敗で敗退となった。シーズン途中、主砲のブランコやエースの吉見一起が故障で離脱するなど、共に規定打席、投球回に達せず、クライマックスシリーズでは吉見を欠いたのが響いた。ナゴヤドームでは途中球団新記録の14連勝など貯金20としたが、ビジターでは負け越し、特に対巨人戦と対ヤクルト戦のロードでは開幕から15連敗となった。
オフに久本祐一、平井正史、ネルソンら外国人選手4人が自由契約となった。新外国人としてブラッドリー・バーゲセン、エクトル・ルナ、ダニエル・カブレラ、マット・クラークを獲得。岩﨑達郎が金銭トレードで楽天に移籍。
2013年
3月30日にディアスが自由契約となった（ブリッジポート・ブルーフィッシュに移籍）。4月終了時点で首位巨人に7.5ゲーム差の最下位。しかし、翌月から明治神宮球場では6勝5敗だったヤクルトが明治神宮球場以外の球場で1勝10敗1分と勝てない現象が起きたことで、シーズン初の最下位脱出が決まった。一方、6月14日に新外国人としてワーナー・マドリガルを獲得。その後、山井が6月28日の対DeNA戦（横浜）でノーヒットノーランを達成した。しかし、9月3日にブラッドリーがウェイバー公示された。シーズンを通じてはチームの調子が上がらず、9月25日の対広島戦（ナゴヤドーム）に0対2で敗れ、球団史上初めてクライマックスシリーズ出場を逃し、2001年以来12年ぶりのBクラスと1990年以来23年ぶりの4位が確定した。最終的には10月5日の対DeNA戦（ナゴヤドーム）にも3対4で敗れ、首位巨人とは22ゲーム差、3位広島にも5ゲーム差をつけられ、セ・リーグ5球団に全て負け越した。10月5日にナゴヤドームで行われた引退試合を最後に山﨑武司が現役を引退した。
オフに高木は2年契約の満了で監督を退任し、後任に谷繁元信が選手兼任監督として就任。選手兼任監督は2006年から2007年のヤクルトの古田敦也以来、中日としては1955年の野口明以来3人目となる。前監督の落合博満が球団初のゼネラルマネージャー、中日新聞社常務の佐々木崇夫が球団社長に就任。井端、クラークとマドリガルの両外国人選手が自由契約となった（井端は巨人に移籍）。ロッテを自由契約となった工藤隆人、巨人からFA宣言した小笠原道大を獲得。パヤノが5年ぶりに復帰し、新外国人としてアンダーソン・エルナンデス、アレクシス・ゴメスを獲得。中田賢一がソフトバンクにFA移籍。
この年から2024年にかけて12年間で4回のリーグ最下位を経験する暗黒時代を迎えることになる。

###### 谷繁監督時代
2014年
選手兼任監督の谷繁は「守りの野球」を掲げ、守備力の向上が見られたものの、序盤は低調だった。一方、5月2日に西武から金銭トレードで武山真吾を獲得。交流戦では一時首位に立つ一方で、7月29日にオリックスから岩﨑恭平とのトレードで三ツ俣大樹を獲得。7月終了時点で首位巨人と5ゲーム差の貯金2であったが、8月6日の対広島戦で和田一浩と岩瀬仁紀の両名が離脱すると、打撃陣が軒並み不振に陥り、投手陣もQSを達成した試合が8試合に留まるなど、球団ワースト記録の月間20敗を記録。9月2日にゴメスが契約解除となり、ウェイバー公示された。山本昌が9月5日の阪神戦（ナゴヤ）に先発として登板し、5回無失点で勝利投手となり、浜崎真二の持つNPB史上最年長勝利投手記録（48歳4か月）とNPB史上最年長試合出場記録（48歳10か月）などの最年長記録を更新したが、20日の対阪神戦（甲子園）、23日の巨人戦（ナゴヤ）に敗れ、1986年以来28年ぶりの2年連続負け越し・Bクラス・4位が確定した。10月1日にナゴヤドームで行われた引退試合を最後に三瀬幸司、小林正人、鈴木義広が現役を引退した。
オフにパヤノとカブレラの両外国人選手が自由契約となった。ソフトバンクを自由契約となった亀澤恭平と支配下契約を結び、オリックスを自由契約となった八木智哉、新外国人としてラウル・バルデス、アマウリ・リーバス、リカルド・ナニータを獲得。
2015年
チームは1980年以来35年ぶりの開幕3連敗を喫した。4月にヤクルトと首位争いを繰り広げるも、5月に入ると、徐々に後退し、Bクラスに転落した。6月9日の対ロッテ戦に7-6で勝利して球団通算5000勝を達成、巨人・阪神に次いで3球団目となった。和田が6月11日の対ロッテ戦で史上45人目となる通算2000本安打を達成した。交流戦は7勝10敗1分で2013年以来2年ぶりの負け越しとなり、総合順位は10位に終わった。交流戦終了後、連敗が嵩み、6月末時点で借金9、前半戦は1995年以来20年ぶりの最下位（首位DeNAとは4ゲーム差）。一方、7月13日に新外国人としてラファエル・ペレス、ドリュー・ネイラーを獲得。8月30日の対巨人戦に敗れ、巨人に対し、2リーグ制後球団史上ワーストとなる5年連続負け越しと3年連続Bクラスと2001年以来14年ぶりの5位が確定し、94失策は12球団ワースト、内野陣は53失策を記録した。朝倉、小笠原道大、和田、選手兼任監督の谷繁、現役最年長投手で中日一筋32年の現役生活にピリオドを打った当時50歳の山本昌が現役を引退し、川上憲伸が退団した。ドラフトではこの年の夏の甲子園胴上げ投手である小笠原慎之介を1位指名し、日本ハムとの競合の末に交渉権を獲得した。
オフに髙橋聡文が阪神にFA移籍。リーバスが解雇され、山内壮馬、ルナとペレスの両外国人選手が自由契約となった。ソフトバンクから金銭トレードで大場翔太、新外国人としてジョーダン・ノルベルト、フアン・ハイメ、ダヤン・ビシエドを獲得。DeNAを自由契約となった多村仁志と育成契約を結んだ。
2016年
球団創設80周年を迎えた。創立80周年記念CMが制作され、和田一浩が出演。
序盤はビシエドの活躍でAクラスに食い込んでいたが、抑えの福谷浩司が安定せず、二軍落ちするなど、救援陣が固定できない一方で、6月5日に新外国人としてレイソン・セプティモを獲得。7月1日 - 3日の対阪神3連戦に勝ち越し、その後14日に近藤弘基を支配下選手に登録させるも、9カード連続勝ち越しなし（この間7勝18敗）と極度の低迷を受け、8月9日に監督専任となった谷繁と守備コーチの佐伯が休養（事実上の途中解任）し、併せてヘッドコーチの森繁和が監督代行として指揮を執ることを発表した。

###### 森監督時代
※2016年の監督代行時代も含める。
2016年
8月19日 - 21日の対DeNA3連戦に勝ち越すまで12カード連続勝ち越しなし（この間9勝25敗）と一気に低迷した。雄太、岩田が現役を引退した。9月25日の阪神戦に敗れ、1997年以来19年ぶりの最下位が確定した。9月27日の巨人戦に敗れ、1964年以来52年ぶりの81敗を喫した。2ケタ勝利を挙げた投手、規定投球回に到達した投手は共になしで、同球団にとっては2リーグ制以降初の記録となった。打撃陣はチーム得点500、本塁打89本はリーグ最下位、チーム打率.245は5位と低迷した。監督代行の森が翌年から正式に監督として指揮を執ることを発表した。ドラフトでは明治大学の柳裕也を1位指名し、DeNAとの競合の末に交渉権を獲得した。
オフに濱田達郎が戦力外として育成契約を結び、ナニータ、ネイラー、セプティモら外国人選手5人が自由契約となった。岸本淳希、三ツ間卓也を支配下選手に登録させた。新外国人としてアレックス・ゲレーロ、エルビス・アラウホ、ホルヘ・ロンドンを獲得、その後ライデル・マルティネス、楽天を自由契約となった岩﨑達郎（5年ぶりに復帰）と育成契約を結んだ。呉屋開斗、大場翔太、多村仁志が戦力外通告を受け、3人ともその後現役を引退した。GMの落合博満が契約満了となる翌年1月限りでの退団を発表した。
2017年
3月19日に川上憲伸が現役を引退した。開幕から1分けを挟み、5連敗のスタートとなり、引分数の違いで何度か最下位争いのヤクルトを抜き、5位に上がったものの、その後も最下位に低迷。開幕から20試合目でようやく先発投手（バルデス）に勝ちが付いた。6月3日のナゴヤドームでの対楽天戦で荒木雅博が史上48人目、球団生え抜きとしては立浪和義以来史上4人目の通算2000本安打達成。7月10日に岩﨑達郎を支配下選手に復帰させた。投手陣の不調を受け、NPBのトレード期限当日の7月31日に日本ハムから金銭トレードで谷元圭介を獲得。8月6日の巨人戦で岩瀬がプロ野球最多記録となる950試合登板を達成。しかし、9月4日に友利結一軍投手コーチがチーム防御率リーグ5位の4.11と低迷したことの責任を取り、コーチ登録を外れた。9月9日の広島戦の敗戦で今季36度目の逆転負けを喫し、2リーグ分立後の球団ワースト記録を更新する5年連続負け越しが決まった。9月24日にナゴヤドームで行われた引退試合を最後に森野が現役を引退した。投手陣の不振や主力に怪我人が続出した影響で、最終的には59勝79敗5分と2年連続で60勝に届かず、5年連続Bクラスと2015年以来2年ぶりの5位が確定した。京田陽太がリーグの新人選手としては歴代2位のシーズン149安打を達成するなど活躍し、新人王を獲得した。オフに岩﨑達郎、武藤祐太、岸本淳希、ウルヘエスら外国人選手5人が自由契約となった。来日1年目で本塁打王を獲得するも、残留交渉が決裂したゲレーロが巨人に移籍。日本ハムからFA宣言した大野奨太、新外国人としてソイロ・アルモンテ、スティーブン・モヤ、オネルキ・ガルシア、ディロン・ジーを獲得、その後アリエル・マルティネスと育成契約を結んだ。前ソフトバンクの松坂大輔が入団テストに合格。
2018年
マツダスタジアムでの開幕3連戦は1938年以来80年ぶりに全試合逆転負けでの3連敗を喫し、出足から躓いた。松坂大輔が4月5日の巨人戦で2006年以来12年ぶりに日本で先発登板を果たす。その最中、4月19日にR.マルティネスを支配下選手に昇格させた。その後、松坂大輔が4月30日のDeNA戦で2006年9月19日のソフトバンク戦以来12年ぶり、日数にして4241日ぶりにNPBで勝利投手となった。一方、7月19日に小川龍也が金銭トレードで西武に移籍。また、7月25日に新外国人としてジョエリー・ロドリゲスを獲得。8月16日のDeNA戦で平田良介が史上68人目、73度目のサイクルヒットを達成した。森監督時代で初となる勝率5割や3位も経験したが、9月12日の阪神戦に敗れ、優勝の可能性が消滅した。9月28日に岩瀬仁紀がプロ野球史上初となる1000試合登板を達成したが、6年連続Bクラスと2年連続5位が確定した。チーム打率は前年リーグ5位の2割4分7厘から同2位の2割6分5厘と改善し、個人成績でもビシエドが首位打者と最多安打を獲得したほか、平田とアルモンテが打率5傑に入るなど、打撃陣の奮闘が目立った。一方、投手陣は柱として期待された大野雄、田島慎二、又吉などがいずれも不振で、チーム防御率4.36は12球団最下位と課題を残した。浅尾、野本圭、荒木、岩瀬、工藤が現役を引退した。オフに森は監督を退任し、シニアディレクターとして球団に残り、後任に球団OBの与田剛が就任。ドラフトでは大きな注目を集めた根尾昂（大阪桐蔭）を1位指名し、4球団との競合の末に交渉権を獲得した。ジーが自由契約となった。来日1年目でチーム最多の13勝を挙げるも、残留交渉が決裂したガルシアが阪神に移籍。ゲレーロに続き、2年連続で主力選手の同一リーグへの移籍を許した。渡辺勝を支配下選手に登録させた。新外国人としてエンニー・ロメロを獲得。谷哲也が戦力外通告を受け、その後現役を引退した。

###### 与田監督時代
2019年
春季キャンプで松坂大輔が右肩を故障、藤嶋健人が血行障害、根尾昂が肉離れを起こすなど、怪我人が相次いだ。3・4月は首位争いをするなど、善戦していたが、アルモンテ、笠原祥太郎、平田良介、福田永将ら主力選手が怪我や不調などで相次いで離脱してから一転、借金9になるなど、苦戦が続いた。5月は高橋周平が猛打賞を8回達成し、史上12人目となる月間猛打賞記録を達成した。交流戦では柳裕也が3戦3勝で防御率1.17を記録し、日本生命賞を受賞した。一方、6月30日にオリックスから松井雅人、松井佑介との2対2トレードで松葉貴大、武田健吾を獲得。モヤが金銭トレードでオリックスに移籍。7月に8連勝し、2位タイまで追い上げたが、その後好調の高橋、アルモンテが相次いで負傷離脱したこともあり、大幅に失速。9月に入ると、上位球団相手に善戦し、自力でのクライマックスシリーズ出場の可能性も残っている中、大野雄大が同月14日の対阪神戦（ナゴヤドーム）でノーヒットノーランを達成したことで、ナゴヤドームでは山本昌以来2人目の快挙となった。その後、9月24日の対DeNA戦（ナゴヤドーム）に敗れ、7年連続Bクラスと3年連続5位が確定した。この年の失策は45で2004年に並ぶ最少タイ、守備率の9割9分2厘はセ・リーグ新記録となった。大野雄大が自身初のタイトルとなる最優秀防御率、大島洋平が自身初の打撃タイトルとなる最多安打を獲得した。ドラフトでは高校No.1野手とも名高い地元愛知出身の石川昂弥（東邦）を1位指名し、3球団との競合の末に交渉権を獲得した。根尾に続き、2年連続で地元の高校生選手の複数球団との競合の末の1位指名での交渉権獲得に成功した。オフに武山真吾、近藤弘基が戦力外通告を受け、2人ともその後現役を引退し、松坂大輔が退団し（西武に復帰）、丸山泰資が戦力外として育成契約を結んだ。最優秀中継ぎ賞を受賞するも、契約交渉を打ち切ったロドリゲスがテキサス・レンジャーズに移籍。これで3年連続での主力選手の流出となった。濱田達郎を支配下選手に復帰させ、新外国人としてモイセ・シエラと育成契約を結び、その後ルイス・ゴンサレスを獲得、そしてヤリエル・ロドリゲスと育成契約を結んだ。李鍾範を研修コーチに招聘した。
2020年
2月7日、世界的な新型コロナウイルス肺炎（COVID-19）の流行を受け、26日には3月2日に名古屋市内で予定していた球団OBで元監督の高木守道（1月17日逝去）のお別れの会、2月29日のナゴヤドーム（対広島戦）、3月4日の岐阜長良川球場（対西武戦）で施行予定だった追悼試合（両試合ともオープン戦として施行）を延期することを発表した。また、3月9日にNPBより20日にプロ野球が開幕になっていたが、延期を発表。3月20日から22日までナゴヤ球場で行われていたウエスタン・リーグの練習試合に参加していた阪神タイガースの伊藤隼太が新型コロナウイルスに感染していたことを受けて聞き取り調査した結果、中日の選手など15人が伊藤と接触していたことが28日に明らかになった。29日には選手2人を4月5日まで自宅待機とし、12人の選手・スタッフについては時間をずらして練習、仕事を行わせると発表した。
3月26日にシエラを支配下選手に昇格させた。6月19日に延期となっていた公式戦を無観客で神宮球場で開幕。1993年以来27年ぶりに開幕18安打という記録を残し、2016年以来4年ぶりの白星発進をし、21日には2012年以来8年ぶりの開幕カード勝ち越しを決める一方で、7月1日にA.マルティネス、その後は敗戦が多く、14日に最下位に転落する一方で、8月3日にロドリゲスを支配下選手に昇格させた。ただ、8月6日に負け越しが9にまで膨らんだが、16日に最下位から脱出すると、19日に3位に浮上。2011年以来9年ぶりに5カード連続勝ち越しを記録するなど、Aクラスを争う。その最中、9月23日にマルクを支配下選手に登録させた。10月3日に3位に浮上すると、11日から7連勝を達成。11月6日にナゴヤドームで行われた引退試合を最後に吉見が現役を引退した。11月11日に対広島戦に勝利し、2008年以来12年ぶりの3位と2012年以来8年ぶりのAクラスが確定し、暗黒時代で唯一のAクラス入りを果たした。
開幕投手を務めた大野雄大は6戦して未勝利だったが、7戦目の7月31日に完投で初勝利を挙げると、その後球団記録に並ぶ5試合連続完投勝利、10月22日のDeNA戦（ナゴヤドーム）において連続イニング無失点を45とし、1956年の大矢根博臣（40回1/3）を抜き、球団新記録を達成し、最終的には6完封を含む10完投で11勝6敗の活躍を見せ、最多奪三振と2年連続での最優秀防御率のタイトルを獲得し、沢村賞も受賞した。祖父江大輔、福敬登、R.マルティネスらリリーフ陣も安定した活躍を見せて6回終了時点でリードしていた試合で37連勝を果たし、祖父江と福は共に最優秀中継ぎ投手のタイトルを獲得した。先発に転向した福谷浩司は8勝と復活を果たした。打撃陣では大島洋平が2年連続となる最多安打を獲得した。
10月26日に開催されたドラフト会議では高校No.1投手や世代No.1とも名高い地元愛知出身の髙橋宏斗（中京大中京）を単独で1位指名し、交渉権を獲得した。これで3年連続での地元の高校生選手の1位指名での交渉権獲得となった。
オフに鈴木翔太、アルモンテら外国人選手5人が自由契約となり、垣越建伸と竹内龍臣の両名が戦力外として育成契約を結んだ。新外国人としてマイク・ガーバー、ランディ・ロサリオを獲得したと同時にルーク・ワカマツと育成契約を結んだ。阪神を自由契約となった福留孝介が14年ぶりに復帰。楽天を自由契約となった山下斐紹と育成契約を結んだ。
2021年
木下雄介がオープン戦の登板で肩を痛める重傷を負い、リハビリで復帰を目指していた7月6日の練習中に呼吸困難を訴えて倒れ救急搬送された。その後入院加療を続けていたが、意識が回復しないまま8月3日に27歳の若さで急逝した。木下の訃報は8月6日に球団を通して発表され、詳しい死因については木下の遺族の意向により公表されなかった。日本プロ野球における現役選手の死は2010年の小瀬浩之（当時オリックス・バファローズ外野手）以来であり、中日はもとより球界全体に衝撃を与えた。
ナゴヤドームが興和とネーミングライツ契約を結び、1月1日付で「バンテリンドーム ナゴヤ」に改称された。3月30日に近藤廉を支配下選手に登録させたが、開幕から打低に苦しんだだけではなく、前年沢村賞だった大野雄大の成績不振でBクラスに低迷するも、交流戦前半は活躍する中、6月1日に山下斐紹を支配下選手に昇格させた。その後、6月15日にロッテから加藤匠馬とのトレードで加藤翔平を獲得。しかし、8カード連続勝ち越しなしで負け越しが10となり、前半戦最後の広島戦で同一カード3連敗を喫し、前半戦終了時点で3位との差が10ゲームに広がると、後半戦ではDeNA、広島との最下位争いを繰り広げ、巨人を除くセ・リーグ4球団には大きく負け越したものの、最下位を免れ、2019年以来2年ぶりのBクラスと5位が確定した。10月13日にバンテリンドーム ナゴヤで行われた引退試合を最後に藤井淳志、山井が現役を引退した。オフに与田は成績不振のため、監督を退任したが、投手陣を建て直し、柳裕也が最優秀防御率と最多奪三振の二冠を獲得し、チーム防御率3.22と12球団トップで、規定投球回到達者を3人（大野雄大、柳裕也、小笠原慎之介）輩出したが、打撃陣はチーム打率2割3分7厘、69本塁打、405得点と12球団ワーストだった。そのため、3失点以下で負けた試合が12球団ワーストの24試合あるなど、投手陣の頑張りに野手陣が応えられない試合が多かった。後任に球団OBの3代目ミスタードラゴンズこと立浪和義が就任。ガーバーとロサリオの両外国人選手が自由契約となり、福島章太が怪我のリハビリを理由に、石川翔が戦力外として育成契約、濱田達が戦力外として育成再契約を結んだ。又吉がソフトバンクにFA移籍。新外国人としてギジェルモ・ガルシア、ロッテを自由契約となった大嶺祐太と育成契約を結び、垣越を支配下選手に復帰させ、ソフトバンクにFA移籍した又吉の人的補償として岩嵜翔を獲得。

###### 立浪監督時代
2022年
大野雄、柳といった主力投手陣、岡林勇希、高橋宏といった若手野手の成長も、1975年以来47年ぶりに本拠地開幕カードで3連敗を喫するなど、開幕6試合で1勝5敗のスタートとなるも、序盤は好成績を残す。一方、5月7日に上田洸太朗を支配下選手に登録させた。しかし、5月27日の対オリックス戦で石川昂が走塁中に右足を負傷し、左膝前十字靱帯不全損傷と診断され、チームの課題である打撃不振が深刻さを増す中、30日に元広島のジョアン・タバーレスを獲得。交流戦ではロッテ、日本ハムに対して3連敗を喫し、調子を取り戻した阪神に抜かれ、交流戦終了から最下位に低迷すると、6月15日に新外国人としてペドロ・レビーラと育成契約を結んだ。また、7月1日に石川昂が再建手術を受け、シーズン絶望となったのも重なり、8日にオリックスから石岡諒太とのトレードで後藤駿太を獲得。その後、高橋周の負傷離脱など、内野陣の離脱者続出を受け、17日にワカマツ、27日にガルシアとレビーラの両外国人選手を支配下選手に昇格させ、得点力アップを試みる。だが、チームはそのまま1度も最下位から脱出することなく、貧打に苦しみ、2016年以来6年ぶりの最下位が確定し、414得点に62本塁打と断トツで、12球団ワーストの得点力不足が足を引っ張り、広島、ヤクルトには勝ち越す意地を見せたのに対して、巨人、阪神、DeNAには負け越し、セ・リーグ3球団で大きく負け越したのはDeNAだった。9月23日にバンテリンドーム ナゴヤで行われた引退試合を最後に福留が現役を引退した。最下位チームが優勝チームに勝ち越したのは実に1994年の横浜が巨人に勝ち越して以来のことであり、小笠原が唯一10勝を挙げ、ロドリゲスとR.マルティネスの両外国人選手が45ホールドポイントと39セーブで最優秀中継ぎと最多セーブのタイトル、岡林が161本のヒットで最多安打のタイトルを獲得するなど、明るい話題もあった。オフにA.マルティネスら外国人選手3人、三ツ俣が自由契約となり（A.マルティネスは日本ハム、三ツ俣はヤクルトに移籍）、加藤翼が一からのフォーム作りや体力作りを理由に、岩嵜が戦力外として育成契約、垣越が左肩の怪我再発を理由に、レビーラとガルシアの両外国人選手が育成再契約を結んだ。楽天から阿部寿樹とのトレードで涌井秀章、DeNAから京田とのトレードで砂田毅樹を獲得。福島を支配下選手に復帰させた。アルモンテが3年ぶりに復帰したと同時に新外国人としてオルランド・カリステ、アリスティデス・アキーノを獲得。ロッテから無償トレードで加藤匠馬が1年半ぶりに復帰。濱田達、大嶺、山下、平田が戦力外通告を受け、4人ともその後現役を引退した。
2023年
3月28日にロドリゲスが亡命。開幕から成績不振に陥り、前年同様、得点不足が原因でヤクルトと最下位争いを繰り広げ、5月24日に新外国人としてウンベルト・メヒアを獲得。また、6月5日に松山晋也を支配下選手に登録させた。さらに、6月21日に日本ハムから山本拓実、郡司裕也との2対2トレードで齋藤綱記、宇佐見真吾、7月20日に西武から髙松渡とのトレードで川越誠司を獲得するなど、補強を行うも、最下位のまま後半戦を迎えた。その後、26日に樋口正修を支配下選手に登録させたと同時に新外国人としてマイケル・フェリスを獲得。8月に入ると、球団ワースト記録のビジター14連敗を喫し、5位ヤクルトとのゲーム差が大きく拡がり、30日に早くも優勝が完全消滅。9月10日にクライマックスシリーズ出場チームが決まってないにもかかわらず、両リーグ最速で3年連続Bクラス、10月3日の最終戦も連敗を喫し、4日の試合でヤクルトが阪神にサヨナラ勝ちを決めたことで、球団史上初の2年連続最下位が確定し、1944年以来79年ぶりに4連勝を挙げられなかった。10月3日にバンテリンドーム ナゴヤで行われた引退試合を最後に谷元、大野奨、堂上直倫、福田永将が現役を引退した。
オフに伊藤康祐、ガルシアとレビーラの両外国人選手、溝脇隼人が自由契約、ロドリゲスが契約解除となり、アルモンテとアキーノの両外国人選手が退団し、岡田俊哉、福元悠真、星野真生が戦力外として育成契約、近藤廉が戦力外として育成再契約を結んだ。巨人を自由契約となった中島宏之、ソフトバンクを自由契約となった上林誠知、阪神を自由契約となった山本泰寛を獲得したと同時に板山祐太郎と育成契約を結んだ。巨人をオプトアウトとなった中田翔を獲得。新外国人としてカルロス・モニエルとクリスチャン・ロドリゲスの両名と育成契約を結び、その後アレックス・ディカーソンを獲得。岡野祐一郎が戦力外通告を受け、その後現役を引退した。
2024年
この年よりバンテリンドーム ナゴヤで開催される日曜日デーゲームの試合開始時間が14時00分から13時30分、開場時間が12時00分から11時30分に変更された。ただし、土曜日デーゲームは前年同様に14時00分試合開始、12時00分開場となっている。
3月25日に尾田剛樹を支配下選手に登録させ、ロドリゲスを支配下選手に昇格させた。序盤こそ好調で、4月11日に2891日ぶりの単独首位に躍り出たが、そのわずか1週間後の18日のヤクルト戦（バンテリンドーム ナゴヤ）、19日からの阪神戦（甲子園球場）で3タテと計4連敗による首位陥落をきっかけに失速する中、5月5日に板山祐太郎を支配下選手に昇格させ、6月4日に岩嵜翔を支配下選手に復帰させ、7月8日に松木平優太を支配下選手に登録させたものの、前半戦を5位で折り返す。9月11日のヤクルト戦（バンテリンドーム ナゴヤ）で1対8で敗れ、優勝の可能性が完全消滅した。ずっと守り続けていた5位から最下位に転落した9月18日の阪神戦（バンテリンドーム ナゴヤ）終了後、監督の立浪は「3年目で自分自身、結果を出さないといけない年だった。けじめをつけます」として、成績不振の引責により、今季限りで監督退任の意向を表明した。9月20日のヤクルト戦（明治神宮球場）では勝利したものの、4位DeNAも阪神に9対6で勝利したことで、クライマックスシリーズ出場の可能性が完全消滅し、4年連続Bクラスが確定した。田島、加藤翔、砂田が現役を引退した。最終戦前でヤクルトと0.5ゲーム差の5位だったが、最終戦で3位DeNAに敗れ、球団史上初の3年連続最下位が確定した。後任に二軍監督の井上一樹が昇格する形で就任。
オフに片岡ヘッドコーチ、大西外野守備走塁コーチ、和田・上田両打撃コーチなど、コーチ陣が退団した。垣越、竹内、上田、加藤翼、石森大誠、福島、フェリスとディカーソンの両外国人選手が自由契約となり、ビシエドとR.マルティネスの両外国人選手が退団した（R.マルティネスは巨人に移籍、ビシエドはメキシカンリーグを経てDeNAに移籍）。福谷浩司が日本ハムにFA移籍。加藤竜馬が野手転向を前提として、ソフトバンクとの育成再契約を結ばなかった三浦瑞樹、新外国人としてランディ・マルティネスと育成契約を結び、ジェイソン・ボスラー、カイル・マラー、ナッシュ・ウォルターズ、ジュニオル・マルテを獲得。三好大倫、中島が戦力外通告を受け、2人ともその後現役を引退した。

###### 井上監督時代
2025年
4月2日に三浦を支配下選手に昇格させ、24日に近藤、5月1日に岡田を支配下選手に復帰させた。5月30日に岩嵜が金銭トレードでオリックスに移籍。6月15日に西武から金銭トレードで佐藤龍世、7月10日に新外国人としてマイケル・チェイビスを獲得。

## チーム成績・記録
- チームに関する記録に関してのみ記載する、所属選手・監督の個人記録に関しては各個人のページ参照。

### 試合、勝敗、勝率に関する記録

1950年以降の順位の変遷。赤い丸は日本シリーズ優勝を示す

- 通算成績 5579勝5353敗387分 勝率.510（2024年シーズン終了時点）
- リーグ優勝 9回

（1954年、1974年、1982年、1988年、1999年、2004年、2006年、2010年、2011年）
- 日本一 2回

（1954年、2007年）
- クライマックスシリーズ優勝 3回[注釈 39]

（2007年、2010年、2011年）
- アジアシリーズ優勝 1回

（2007年）
- Aクラス 50回
  - 1リーグ時代 3回（1938年秋、1943年、1947年）
  - 2リーグ制後 47回（1950年 - 1959年、1961年 - 1963年、1965年 - 1967年、1971年 - 1975年、1977年、1979年、1982年、1984年、1987年 - 1989年、1991年、1993年 - 1994年、1996年、1998年 - 2000年、2002年 - 2012年、2020年）
- Bクラス 39回
  - 1リーグ時代 11回（1937年春 - 1938年春、1939年 - 1942年、1944年 - 1946年、1948年 - 1949年）
  - 2リーグ制後 28回（1960年、1964年、1968年 - 1970年、1976年、1978年、1980年 - 1981年、1983年、1985年 - 1986年、1990年、1992年、1995年、1997年、2001年、2013年 - 2019年、2021年 - 2024年）
- 最下位 12回
  - 1リーグ時代 3回（1937年秋、1946年[注釈 40]、1948年）
  - 2リーグ制後 9回（1964年、1968年、1980年、1992年、1997年、2016年、2022年、2023年、2024年）
- 連続Aクラス入り最長記録 11年（2002年 - 2012年）
- 連続Bクラス最長記録 7年（2013年 - 2019年）
- 最多勝 89勝（1950年）
- 最多敗 83敗（1948年、1964年）
- 最多引分 19分（1982年）
- 最高勝率 .683（1954年）
- 最低勝率 .283（1937年秋）
- 最小ゲーム差 1.0ゲーム（1961年、1994年）
- 最大ゲーム差 34.5ゲーム（1948年）
- 最多連勝 15連勝（1955年）
- 最多連敗 15連敗（1946年）[注釈 41]

※2007年は年間勝率1位未満でリーグ優勝をせずに出場した日本シリーズで日本一になっている。

### その他の記録
- 最多本塁打 191本（1984年）
- 最少本塁打 1本（1937年春）
- 最高打率 .282（1984年）
- 最低打率 .182（1941年）
- 最高防御率 1.41（1943年）
- 最低防御率 4.75（1995年）
- 連続試合無失点勝利 5試合（2010年）日本プロ野球記録
- 連続イニング無失点 50（2010年）セ・リーグタイ記録[注釈 42]。
- 最少失策 45個（2004年、2019年）セ・リーグ記録
- 猛打賞未輩出 開幕から17試合(2021年3月26日 - 4月15日) [180]
- スコアレスドロー 2試合（2021年、2リーグ制以降初）[181]

## 歴代本拠地
- 1948年 後楽園球場（中日新聞の東京本社発行分である東京新聞の配布地域に該当するため）
- 1949年 - 1975年 中日球場（1952年のフランチャイズ制導入に伴い、正式に愛知県が本拠地となる）
- 1976年 - 1996年 ナゴヤ球場（中日球場を改称）
- 1997年 - ナゴヤドーム
  - 命名権による名称変更で2021年からは「バンテリンドーム ナゴヤ」となる

## チームの特徴

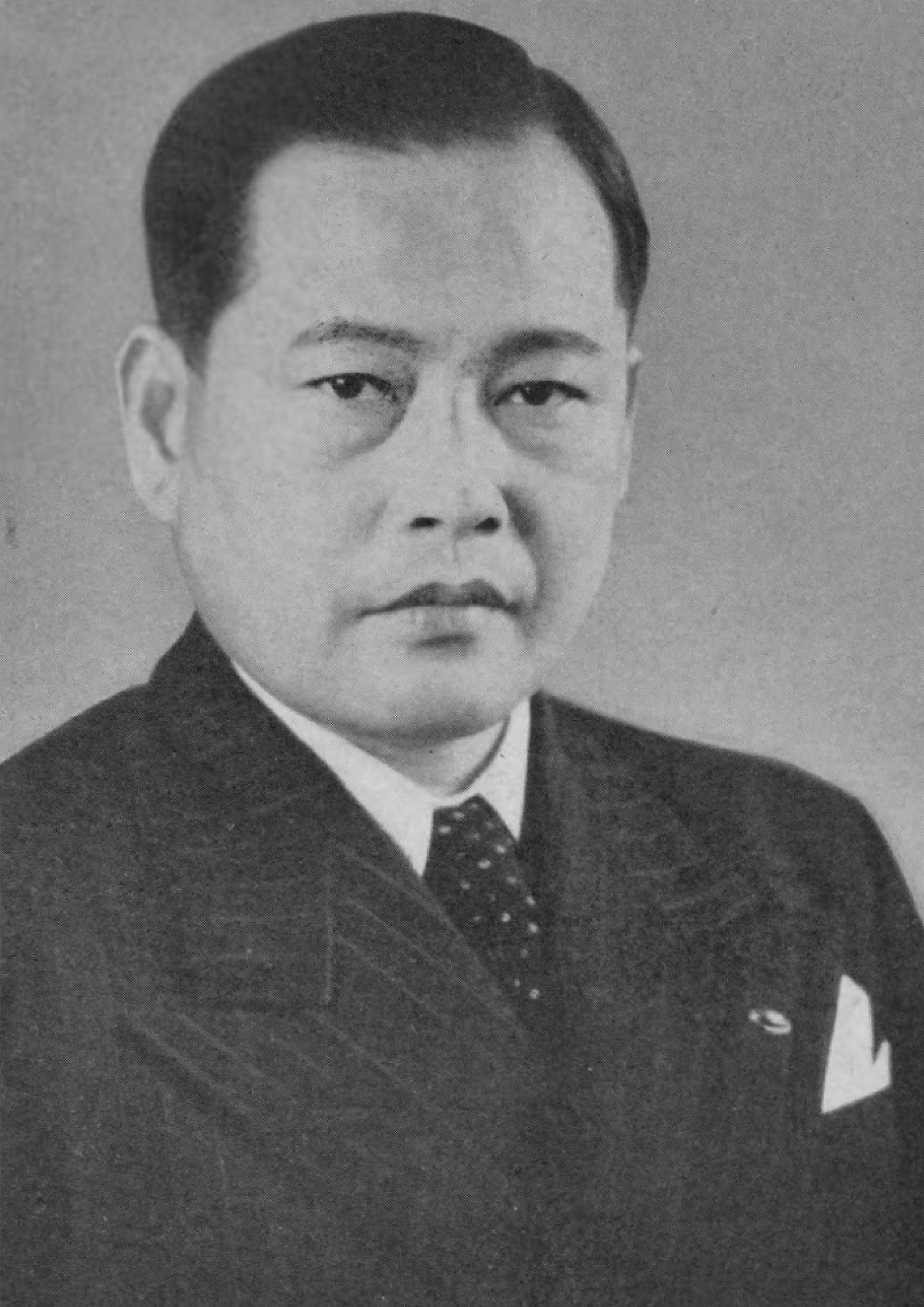
「ドラゴンズ」の名付け親・杉山虎之助

巨人、阪神、オリックス（1988年までは阪急）と共に日本プロ野球開始時から参入している4つの古参チームの一つである。阪急を除く3チームは親会社やフランチャイズも一貫しており、また2リーグ分裂後はセ・リーグに属して新加入チームとの力の差が大きかったため、3強3弱に近い（最も中では巨人がさらに図抜けていた）状態が1970年代ぐらいまで続いた。その名残は各チームの通算成績などにも残っている。
セ・リーグ全球団で唯一、一度も球団生え抜き（ルーキーイヤーから選手としての在籍経験者）監督の下での日本一になっていない。

### 2オーナー制
- 中部日本新聞社（現在の中日新聞社）は、戦時中の新聞統制により、新愛知（大島家）と名古屋新聞（小山家）が合併した新聞社で、さらに過去にはそれぞれ球団（新愛知＝名古屋軍、名古屋新聞＝名古屋金鯱軍。ドラゴンズの前身は名古屋軍）を保有していた経緯もあり、中日新聞社となった現在においても両家から社主を輩出する2オーナー制を敷いており、大島家と小山家で交互にトップが交代する体制となっている。原則として中日新聞社のトップが球団オーナーに就任するため、球団社長や球団代表等の役職はオーナーと同じ派閥幹部を就任させることが多い。
- 一般的に大島家は倹約家、小山家は派手好きと言われており、チーム作りもそれが顕著に現れている。
  - 大島家の政権時はチーム強化にお金は極力使わず、監督・コーチ起用においても読売ジャイアンツ同様に生え抜きOB重視の傾向が強い。
  - 逆に、小山家の政権時はチーム強化にお金を使うことが多く、外部OBや完全外部の監督・コーチ登用には寛容的である。前者は近藤貞雄、落合博満、谷繁元信、後者は山田久志（後任の暫定監督だった佐々木恭介も完全外部である）、森繁和を監督に起用している。例外的に、第1次星野仙一監督時代と第1次・第2次高木守道監督時代は共に小山家政権だったが、両者共に大島家幹部の協力を得られることができた。
- オーナーの政権が安定する時期にチームの黄金期を迎えることが多く、オーナー交代の狭間の時期に低迷することが多い。しかしながら、大島・小山の両家が一致団結した時には、1954年の初の日本一、1974年の読売ジャイアンツのV10阻止、1987年 - 1991年の第1次星野仙一監督時代に代表されるような一過性の強さを発揮し、中日ドラゴンズが強い時期としてメディアやマスコミに挙げられることが多い。
- いわゆる中日新聞社の派閥争いは大島家と小山家の確執のみならず、大島派・小山派のそれぞれの派閥内であっても一枚岩ではなく、小山派の場合、オーナーを歴任した販売畑出身の加藤巳一郎と社会部記者出身の白井文吾の両者は敵対関係にあると言われている[注釈 44]。また、2000年代以降は大島・小山両家のみならず、かつては別会社だった東京新聞社[注釈 45]→中日新聞東京本社（東京新聞）での業務を中心とした人物の派閥も醸成されていることから、親会社の派閥争いは中日にも影響を及ぼしており、星野の中日監督退任直後の阪神タイガース監督就任及びOB会除名や、落合の中日監督退任の遠因にもなっている。

### 読売対中日
- セ・リーグの人気カードである巨人と阪神の対戦は「伝統の一戦」と呼ばれており、東京ドーム、甲子園球場共に集客力が高く、お祭りムードのある対戦カードである上、親会社同士の関係が無協約時代の両球団への相互出資や、読売新聞社の大阪進出への阪神電気鉄道の協力などの過去の経緯もあり、比較的良好であるのに対して、巨人と中日の対戦は親会社が新聞社同士で競合しており[注釈 46]、ライバル意識が強い対戦カードとされている。特にナゴヤドーム（現・バンテリンドーム ナゴヤ）での中日対巨人戦はホームゲームの中では最も人気が高く、伝統の一戦に準ずる対戦カードと位置付けられていることから、地上波放送の縮小後も全国での視聴が可能な民放キー局系無料BS放送ではBS-TBS（CBCテレビ・TBSテレビ制作）を中心に、BSフジ（東海テレビ制作）が年数試合を、年度によってはBSテレビ東京（テレビ愛知制作・テレビ東京制作のいずれか）にて放送されている。また、長嶋茂雄引退試合や10.8決戦などに代表される有名な試合や遺恨試合が多いのも特徴である。
- 親会社が新聞社同士で競合している関係で、オープン戦では対戦カードとして組まれる頻度は少ない（ただし、皆無ではなく、2021年・2022年にはバンテリンドーム ナゴヤでの中日主催分がBS-TBSとBSテレビ東京で放送されている）。また、両球団のチアもオールスター戦等を除いて2018年までは直接的な交流がなかった。しかし、2018年9月2日の中日対巨人戦にてチアドラデーとしてイベントが組まれたのを境に、2019年にはチア交流が解禁され、2020年以降は新型コロナウイルス感染対策のため、インスタライブで度々共演している。
- 現役時代とは対照的に、巨人OBと中日OBが共演する事例は読売系（日本テレビなど）、中日およびフジサンケイ系（CBCテレビ・東海テレビ・フジテレビなど）、非読売・中日系（テレビ朝日・TBSテレビなど）を問わず多く、野球中継やバラエティ番組などでよく見られる。

### ペナントレース・ポストシーズン
- 過去に10回、日本シリーズに出場していてそのうち年間勝率1位未満からリーグ優勝をせずに出場した日本シリーズで日本一になった2007年以外はいずれもリーグ優勝をしている（1954年、1974年、1982年、1988年、1999年、2004年、2006年、2010年、2011年の9回）。逆に、球団史上初の日本一になった後の、年間勝率1位によるリーグ優勝をした上で出場した日本シリーズは全て敗退している（1974年、1982年、1988年、1999年、2004年、2006年、2010年、2011年の8回）。また、2007年以外はリーグ優勝をした上で出場した日本シリーズで日本一になった1954年を含め、必ずといっていいほど本拠地でのゲームを落としている。
- 2024年シーズン終了時点で、リーグ優勝をした上で出場した日本シリーズでの日本一は1954年が唯一であり、NPB現存12球団で最も長く遠ざかっている[注釈 47][注釈 48]。
- 2024年シーズン終了時点で最後の日本シリーズ出場は2011年であり、セ・リーグ全球団で最も遠ざかっている[注釈 49]。
- 2024年シーズン終了時点で最後のクライマックスシリーズ出場は2012年であり、NPB現存12球団で最も長く遠ざかりかつクライマックスシリーズ ファーストステージで敗退していないと同時に現在の冠スポンサーになってからクライマックスシリーズに出場していない唯一の球団になっている。なお、2020年は変則日程の関係で、セ・リーグではクライマックスシリーズが開催されなかった（Aクラスについては2020年に8年ぶりに達成）。

### その他
- ナゴヤドーム（現・バンテリンドーム ナゴヤ）での勝率が高く、読売ジャイアンツを含めたセ・リーグ5球団はナゴヤドーム（現・バンテリンドーム ナゴヤ）を苦手とする傾向があり、特に阪神は開場から2019年シーズンまでの276試合中98勝172敗と大きく負け越しており、スポーツ新聞ではしばしば「鬼門」と表現されることもある[182]。
- 星野仙一を筆頭に球団生え抜きに明治大学出身者が多い[183]。
- 東海地方唯一のNPB球団のため、当該地域では大きな支持を受ける。また、中日新聞社の系列新聞（日刊県民福井、北陸中日新聞）を発行している北陸地方や東京新聞を発行している関東圏でも大きな支持を受ける[184]。

## チームスローガン
- 1997年 - 2001年：「HARD PLAY HARD」
- 2002年 - 2003年：「WIN THE GAME! WIN THE DREAM!」
- 2004年 - 2011年：「ROAD TO VICTORY」
落合博満監督（当時）時代に一貫して使用された。
- 2012年 - 2013年：「Join us ファンと共に」
- 2014年：「Start it Again 強竜再燃」
谷繁元信選手兼任監督が登場曲として使用しているAK-69の楽曲「START IT AGAIN」からヒントを得たもの。
- 2015年：「強竜再燃 stand hard」
- 2016年：「竜魂燃勝」
- 2017年：「原点回帰 ～ゼロからのスタート～」
- 2018年：「原点回帰 Dragons愛!」[185]
- 2019年：「昇竜復活！WITH BLUE」
- 2020年：「昇竜復活」
- 2021年：「昇竜復活 その先へ」
- 2022年 - 2023年：「All for Victory 〜すべては勝利のために〜」
- 2024年：「勇龍突進 Always be a Challenger!」
- 2025年：「どらポジ」

## 応援スタイル

### 2013年まで
2008年、応援団の中でも主導的役割を担っていた竜心会、白龍會が暴力団との関係を疑われたことを理由にNPBが最終決定権を持つプロ野球暴力団等排除対策協議会より、全国竜心連合は"特別応援不許可"、名古屋白龍會は"販売拒否"という処分を受けた。2008年に処分内容を不服として名古屋地裁に提訴し、2010年1月に応援不許可については退けられたが、入場禁止を無効とする判決が言い渡された。しかし、2011年2月17日に名古屋高裁で原告の訴えを全て退け、入場禁止を認める判決が言い渡された。その後、最高裁に上告したが、2013年2月15日までに上告を退けられ、応援団側の敗訴が決定した。
2008年以降は全国中日ドラゴンズ私設応援団連合に加盟する4団体（ドラゴンズ愛好会、ナゴヤドラゴンズ会、名古屋龍会、北陸ドラゴンズ応援団）が中心となって鳴り物応援が行われた。

### 2014年から2019年まで
2013年7月5日開催のプロ野球暴力団等排除対策協議会において、4団体に対して、白龍会、竜心会グループの連合からの脱退、連合組織の役員刷新、活動内容の抜本的な見直し、その結果を明確に示すこと、の改善を求める旨の決議がなされたが、これらの事項が履行されていないことから、2014年1月27日開催の対策協議会において、
（1）4団体の応援許可をオールスターゲーム前まで「保留」とし、その間の応援はできないこと
（2）オールスターゲーム前までに2013年7月5日付対策協議会決定に基づく改善が認められなければ、4団体の特別応援許可申請を許可しないこと
等が全会一致で決定された。
この決定により、2014年シーズンは春季キャンプ中の練習試合から鳴り物応援が出来なくなり、旧応援歌を歌いながらメガホンを叩く中日ドラゴンズファンの姿が球場内であちこちで見られた。
その後、オールスターゲーム前の期日までに改善が認められなかったことから、4団体への当該特別応援許可申請は不許可となった 。
4団体に対する応援不許可の決定を受けて、シーズン終盤に球団主導で新たに「中日ドラゴンズ応援団（通称：新応援団）」が結成された。これにより、鳴り物応援が許可されるのは球団公認の新応援団のみとなった。
新応援団主導で再開した応援（2014年シーズン終了時点）では著作権の都合上、以前の応援団が作詞作曲した曲（すなわち「燃えよドラゴンズ!」「ドラゴンズマーチ」「ガッツだドラゴンズ」以外）は使用できなくなり、ほとんどの応援歌が変更されている。
なお、全国中日ドラゴンズ私設応援団連合（または旧連合）のFacebookによると、新応援団に元竜心のメンバーが加入したために、連合が所有する既存曲の著作権を全て新応援団に無償譲渡する方針であると2014年10月始めのエントリーで発表したが、これ以降の新しいエントリーがないため、現時点で正式譲渡されたのかは不明である。新応援団公式Twitterアカウント上で春季キャンプイン当日に発表された内容では、新曲情報と共に昨季活動の4試合で歌詞を変えて継続使用した「ドラゴンズマーチ」「ガッツだドラゴンズ」の2曲を2015年以降使用しないという旨が併せて記載された。
これによって、チャンスのテーマ・汎用テーマも新応援団が作成した新曲だけとなり、旧連合が作成した楽曲は姿を消すこととなった。名古屋白龍會がリードを担当していた、8回攻撃前に演奏された「ドラゴンズマーチのテーマ」も2007年までに事実上の廃止となり、今は公式球団歌「昇竜 - いざゆけ ドラゴンズ」をショートVerとして独自にアレンジした「我らのドラゴンズ」を同じ8回攻撃前に演奏している。
2019年7月1日、突如球団公設の応援団がTwitter上にて「不適切なフレーズがあると球団側から指摘を受けた」としてチャンステーマ、サウスポーの当面の使用自粛を発表した。その後球団側が「『お前』という言葉を子供たちが歌うのは、教育上良くないのではないか」として自粛に至った経緯も含めて説明した。同曲は高校野球の応援歌などでも頻繁に使用され、チーム内外問わず人気の一曲であったが、この件を受けてネット上などで物議を醸し、更に各種メディアや各界著名人も取り上げるなど大きな反響を呼んだ。

### 2020年以降
新型コロナウイルス感染対策のため、中日ドラゴンズ応援団の応援自粛が発表された。
2020年シーズンは2014年シーズン以来の鳴り物応援無しの状態であったが、2021年シーズンはバンテリンドーム ナゴヤでの主催試合のみ応援団の鳴り物応援の応援歌を収録した音源を流している。

### ジェット風船
ジェット風船の使用については、それが認められていたナゴヤ球場から空調設備への影響などでそれが禁止のナゴヤドームに本拠地を移して以降、ビジターや地方球場のみ使用している（ジェット風船の色はカラフル）。2012年以降のナゴヤドームでのジェット風船使用解禁試合（高木監督時代は当時着用していた背番号に因んで、8月8日あるいはその近くのナゴヤドーム開催試合で企画された「守道デー」の日に限って行われた）では、中日ファンはプレゼントデーの一環として渡される風船を飛ばしている。球団によれば（環境に配慮したもの）で、来場者への配布用に制作するジェット風船以外の物の使用は禁止とされている。尚、高木氏の退任後も、年間の数試合を「昇竜デー」と銘打ち、当該試合を中心とした10試合前後でジェット風船を飛ばす日を設けている。

## デザイン

### 球団旗の変遷

#### 名古屋軍時代
- 創立（1936年） 白地にえび茶色の円が入っており、その中に白抜きで鯱鉾で「N」の字をあしらい「B」と「L」の字を入れたマークが描かれていた。
- 1937年 - 1940年
  - えび茶色地に先述のマークが入ったものが使われた（「L」の字が省かれたマークのものも使用）。
  - 「N」は名古屋（Nagoya）の、「B」はベースボール（Baseball）のそれぞれ頭文字だが、「L」に関しては、綱島理友が著書『プロ野球ユニフォーム物語』で、「名古屋軍主導で大日本野球連盟というリーグ（League）を独自に立ち上げていたこと（結局は頓挫し、系列会社傘下の大東京軍とともに日本職業野球連盟に合流）と関係しているのではないのか」という旨で推測している。
- 1940年秋 - 1943年
  - 紺色地に、「名」の字をあしらったマーク（赤に白縁取り）が入ったデザイン。
  - 「名」マークは、当時の赤嶺昌志球団理事（代表）がハーケンクロイツを参考にデザインしたとされる。

※産業軍時代（1944年） - 中部日本軍時代（1946年）は不明。

#### 中部日本 - 名古屋ドラゴンズ時代
- 1947年 - 1948年
  - オレンジ地に、中央に大きく黒の中日新聞社社章（中日マーク）。
- 1949年 白地に、左上に赤の中日マーク、右寄りに大きく西洋風のドラゴンの絵（黒基調）が入る。
- 1950年 バックが山吹色になる。
- 1951年 - 1953年
  - 上が白・下がえび茶色のセパレート型。上の左よりにドラゴンの顔をデフォルメした絵（黒）が、下に白く「DRAGONS」の文字が入る。

#### 第2次中日ドラゴンズ時代
- 1954年 - 1964年
  - 1949年に使われたデザインからドラゴンの絵に代わり、えんじ色で筆記体の「Dragons」ロゴが入ったもの（中日マークはそのまま）。
- 1965年 - 1967年
  - ここから、中日新聞社社旗（上が赤・下が紺のセパレート型。赤の左寄り部分に中日マークが、紺の右寄り部分に「中日」の文字がそれぞれ白文字で入る）をアレンジしたものが使われる（ただし、赤のスペースがやや狭く、紺のスペースがやや広くなっている）。真中に大きく白文字で「D」が入り、その左（赤色部分）に白色で「中日」の文字が入る。
- 1966年ごろ - 赤・紺それぞれ5分5分のデザインとなる。上には大きく筆記体の「Dragons」、すなわち次項（ロゴマーク、以下同）でいうロゴ1となり、下には大きく「中日」が入る（どちらも白文字）。1966年のオールスターゲームのポスターで上記球団旗のイラストが見られる。
  - 1967年よりユニフォームの筆記体「Dragons」がロゴ2となったが、球団旗は1985年ころまで引き続きロゴ1が使われたとの著作（綱島理友『プロ野球ユニフォーム物語』）がある。ただし球場掲揚や入団会見などの写真、出典などは明らかにされず、むしろロゴ2や3が使用されたと推測される資料も多い。
  - 1968年の春季キャンプと思われる全メンバー記念写真では、ロゴ2を使用した球団旗がメンバーに保持されている。ユニフォームもロゴ2。
  - 1977年のイヤーブック表紙の田尾安志のバックに、ロゴ2を使用した球団旗のイラストが配されている。ユニフォームはロゴ3。
  - 1982年のシーズンおよび日本シリーズの写真では、多くのファンがロゴ2を使用したミニ球団旗で応援している。ユニフォームはロゴ3。
  - 1983年オフの山本昌らの入団発表記者会見のバックにはロゴ2を使用した球団旗が掲出されている。ユニフォームはロゴ3。
  - 1985年の春季キャンプの全メンバー記念写真では、ロゴ3を使用した球団旗がメンバーに保持されている。ユニフォームもロゴ3。
  - 1987年オフの立浪和義入団会見写真では、ロゴ3を使用した球団旗が掲出されている。ユニフォームはロゴ2。
  - このように、ユニフォームのロゴが1から3の間で変化する中で、数年以上遅れて球団旗のロゴが修正されていることが推定され、その時期も厳密ではない。またロゴ4は球団旗に使用されたことはない。2023年現在はユニフォーム、球団旗ともにロゴ2である。
- 1990年代後半ころまで、『週刊ベースボール』のプロ野球選手名鑑号におけるドラゴンズの名鑑最初のページでは、ロゴ1の球団旗が掲載されていたとしている（綱島理友 同著）。
- 1990年代後半ころからそれぞれのロゴが小さいものを併用する（印刷物には、それ以前から小さい方のデザインが掲載される傾向にある[注釈 50]）。

### ロゴマーク
近年のユニフォームにみる「Dragons」ロゴを分類すると以下のとおりである。
1. 1950年から66年まで、および2014年から16年まで使用された、うねりが大きく文字が密着した、ヒゲがsからすぐ左へ短く伸びる（gにかからない）もの。1948年の「Doragons」というスペルミスのロゴが原型。
2. 1967年から68年、1987年から2003年、および2012年から13年、17年以降に使用される、うねりが小さく文字がはっきり分かれ、ヒゲがsから一旦右に流れた後に反転し左へ長く伸びてgにかかるいわゆる「Dodgers」タイプのもの。67年の初登場時はDの文字が若干小ぶりだがここに分類される。また96年から2003年はヒゲが極めて長い。
3. 1969年から86年まで使用された、1のタイプのヒゲが長くなった（gにかかる）もの。
4. 2004年から11年まで使用された、大文字ブロック体の「CDRAGONS」（CとDは重なっている）。

これを使用順にすると1→2→3→2→4→2→1→2となる。
商標としては、ロゴ3を1983年2月4日に出願し、1986年2月28日に登録された。登録番号：第1843922号。
ロゴ2は1987年から1996年の帽子に使用した同じ書体の「D」マークとともに、1990年4月10日に出願し、1993年5月31日に登録された。登録番号：第2543391号。ロゴ2単体でも1991年8月26日に出願し、1994年1月31日に登録された。登録番号：2618847号。
1987年 - 1996年に使われたドラ坊や（1981年に登場したマスコットキャラクター）ペットマークも1993年6月29日出願し、1997年10月9日登録された。登録番号：4065874号。
ロゴ4は2003年12月22日出願、2004年7月9日登録。登録番号：第4786013号。
ロゴ1は商標登録されていない。
また、「ドラ坊や」登場前は「東洋龍」に中日新聞マークを添えたものをペットマークに使用。当時のジャンパーやユニフォームの袖にワッペンが縫い付けられていた（少年用のレプリカキャップには玉を口にくわえたもの、手に持ったものなど派生版が見られた）。

### ユニフォームの変遷

#### 名古屋軍・産業軍時代
- 1936年 帽子…白に黒の「N」マーク。シャツ…立ち襟付きのスタイル。アンダーシャツ…白。ストッキング…白を基調としながら、上部にえんじ色と黒の線が2本入っていた。胸マーク…黒に白縁取りのブロック体で「NAGOYA」（2004年以降の胸マークに近い書体）のロゴがアーチ状に入る。左袖には、黒の長方形に金色の「NBL」マーク（球団旗の節参照）が入ったマークが付けられた。ベルト…茶。
  - 帽子ツバにえんじ色。シャツ・パンツ…白。
  - シャツ・パンツ…グレー。
- 1937年 - 1938年
  - 帽子…黒に金糸で「N」・銀糸で「B」を重ねたマーク（球団旗の節参照）。シャツ…立ち襟付きのスタイル。アンダーシャツ…黒。ストッキング…上部に赤・下寄りに白を配し、赤部分には黒を黄色で挟んだ線が入る。背番号…赤。左袖…三弁宝珠を模した新愛知新聞社社章が入る（赤に黄色縁取り）。
  - シャツ・パンツ…白。線（前立てラケット線・袖・パンツサイド）…赤。左胸マーク…ボールを模した赤円（縫い目・輪郭に黄色）に「NB」マーク（帽子と概ね同じ。ただし「N」黄色・「B」はブルーグレー）が描かれたものが入り、赤円の下に同じく赤で「NAGOYA」の文字が入る。
    - 当時、桝嘉一選手が実使用していたもの（シャツ）が野球体育博物館に保管されている。

  - 帽子天ボタン・ツバに赤。シャツ・パンツ…グレーを基調に赤の縦じま入る。胸マーク…赤に黄色縁取りで「NAGOYA」。
- 1938年 - 1939年
  - 概ね1937年からのデザインに近いものを使用。線は無く、左胸に「N」の飾り文字（1939年は「n」）が入っていた。右袖に新愛知社章。
- 1939年 - 1940年
  - '40年の満州遠征終了時まで使用 帽子…白に赤く「N」マーク（飾り文字）・赤ツバ。シャツ・パンツ…白。アンダーシャツ…白。線（前立て2本・袖口2本・パンツサイド1本）…赤。左胸マーク…黒で「N」マーク。背番号…黒。左袖…黄色に黒縁取りで新愛知社章。ベルト…黒。ストッキング…'37年 - '38年のものに近いが、線は黒が2本入ったのみ。パンツ右尻部分にポケット無し。
    - 1940年の満州遠征終了後（日本野球連盟による、球団名などの日本語化以降）使用 「N」マークが「名」マーク（球団旗の節参照）に変更（胸・帽子ともに、黒色）。

  - 1939年シーズン途中、小西得郎が監督就任した頃より使用 創立時に近いデザイン。帽子…従前と同じ。アンダーシャツ・ベルト・ストッキング…創立時と同じ。胸マーク…創立時とほぼ同じ（配色は、黒に白・赤縁取り）。背番号…黒。左袖…赤に黒縁取りで新愛知社章。
    - シャツ・パンツ…白。
    - シャツ・パンツ…グレー。
- 1940年 - 1942年 帽子…黒に金糸で「名」マーク。シャツ・パンツ…グレー。アンダーシャツ…黒。左胸マーク…赤に黒縁取りで「名」マーク。背番号…赤に黒縁取り。左袖…赤に黒縁取りで新愛知社章。ベルト…茶。ストッキング…上部黒・下寄りに白。
- 1943年 - 1944年 帽子（軍帽型）・シャツ・パンツ…国防色（オリーブグリーン系）。アンダーシャツ…黒。ベルト…黒。ストッキング…黒。
  - 1943年 帽子マーク…金糸・黒ぶちで桜のマーク。背番号…黒。
  - 1944年（産業軍時代） 左胸…白円に黒線で独特の囲み方をしたマーク。背番号廃止。
    - 小阪三郎が白のアンダーシャツを着た写真がベースボール・マガジン社に残っている。

#### 中部日本軍 - 第2次中日ドラゴンズ時代

##### 1946年 - 1959年
- 1946年・1947年
  - 帽子…白にえび茶色のツバ（えび茶色の「C」マークが付いたものもあり）。シャツ（立ち襟付き）・パンツ…白。アンダーシャツ…白ないしは、えび茶色のものを使用。線（前立て2本・袖・パンツサイド）…えび茶色。胸マーク…2段組みで上に「CHUBU」下に「NIPPON」のロゴが入る（上はアーチ状。1946年は物資不足のため、ペンキで描かれていた）。背番号…えび茶色。ベルト…茶。ストッキング…グレーを基調とし、上部にえび茶・白・えび茶の線が入る。
- 1947年帽子…黒に白の「C」マーク。シャツ・パンツ…ダークグレー（シャツ前立て部分…白）。袖線…白・赤縁取り。前立て線…赤。ベルトループ・パンツサイド線…白。ポケット線…白。ベルト…茶。ストッキング…上・中部がグレー（上寄り部分に白・赤縁線が2本入る）。下部が白。胸にアーチ状で白・赤縁の「CHUNICHI」ロゴが入る。背番号…白・赤縁。左袖…シーズン途中より、金糸で西洋風ドラゴンのマーク（1949年から1950年の球団旗にも黒を基調に描かれる）が入る。

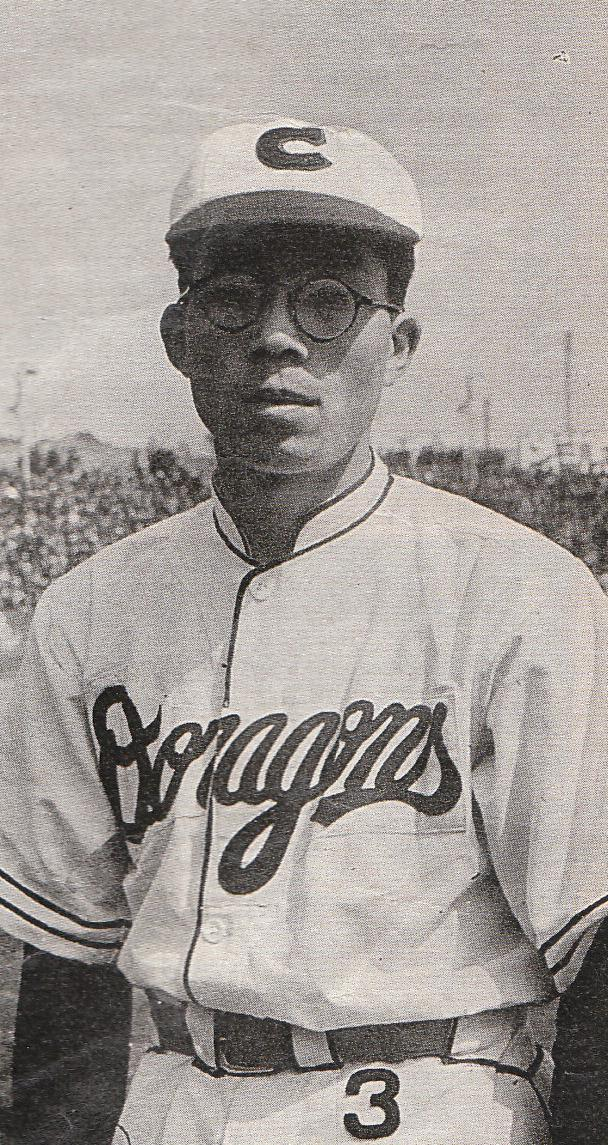
「Doragons」と書かれた1948年のユニフォームを着用した国枝利通

- 1948年帽子…白に紺ツバ。紺・赤縁の「C」マークが入る。シャツ（立ち襟付き）・パンツ…白。アンダーシャツ…紺。線（袖・立ち襟・前立て・ベルトループ・パンツサイド）…紺。胸マーク…紺の筆記体で「Doragons」（ロゴ1の原型にあたり、本来はローマ字で「Doragonzu」にしようとしたとみられるが、物資不足のため、スペルミスのまま使われた[198]）。腰番号（パンツ左部分に存在）・背番号…紺。ベルト…茶。ストッキング…白に太めの紺線2本。
  - 前年のものをマイナーチェンジ。帽子マークは「D」に変更。前立て部分もダークグレーとなり。そこに白と赤の線が入る。パンツ線も白と赤の線になる。アンダーシャツ…白のほかに、あずき色のものも使用。ストッキング…白に、太めの紺線3本追加。
- 1949年 - 1950年
  - 帽子…濃紺に赤・白縁の「C」マーク（1950年より、金糸の「C」と白の「N」を重ねたマークを使用）。シャツ・パンツ…グレー。アンダーシャツ…濃紺。ベルト…茶。
  - 帽子…先述のほかに、グレーに濃紺ツバ、赤・白縁の「C」マークが入ったものも使用。線（袖口2本・前立て2本・ベルトループ部分2本・パンツ2本・ポケット部分）…濃紺。左胸…赤・白縁の飾り文字で「D」マーク。ストッキング…白地に太めの濃紺線2本入る。
  - 線（袖 - 脇 - パンツサイド・前立て2本・ポケット）…赤。左胸…赤・青縁の「C」と「N」を重ねたマーク。左袖…赤・青縁の中日新聞社社章（以下、中日マーク）入る。腰番号（パンツ右部分に存在）・背番号…赤。ストッキング…上部濃紺、下部白[注釈 51]。胸マーク…1949年に前年のスペルミスしたものから「Dragons」と英語で正しく表記される[198]。
- 1950年 - 1951年
  - 帽子…濃紺に、金糸「C」と白「D」を重ねたマークの入ったもの。シャツ・パンツ…白。アンダーシャツ…黒。線（袖2本・前立て2本・脇〜パンツサイド・ポケット）…青。胸マーク・腰番号（パンツ左部分に存在）・背番号…濃紺。左袖…青の中日マーク。ベルト…茶。ストッキング…濃紺を基調としたデザイン（太めの白線〔黄色の縁取り・真中にも黄色の線が入ったもの〕が入ったものと、太めの黄色線が2本入ったものの2種類を使用）。
- 1950年 - 1953年
  - 帽子…濃紺に、白く「N」マーク。シャツ・パンツ…濃紺の縦じまが入ったスタイル。胸マーク・腰番号（パンツ右部分）・背番号…濃紺（腰番号以外は白縁取り入り）。ベルト…茶。ストッキング…濃紺と黄色を基調としたスタイル（上中部に濃紺と黄色線1本、下部に黄色のデザインと、太めの黄色線2本入ったものの2種類を使用）。
  - ホーム用（1952年のフランチャイズ制導入時より正式に） - シャツ・パンツ…白。胸に筆記体で「Dragons」（ロゴ1）。
  - ビジター用（1951年まで） シャツ・パンツ…グレー。胸に花文字で「NAGOYA」。
- 1951年サマーユニフォーム　帽子…白に赤ツバ、赤「N」マーク。シャツ・パンツ…白。アンダーシャツ…赤。線（袖・前立て・パンツサイド）…赤。胸マーク（若干アレンジされた筆記体で「Dragons」（ロゴ1～4に属さない））・背番号…赤。ベルト…茶。ストッキング…赤を基調に、上寄り、紺に白で挟んだ線が3本入る。
- 1952年 - 1959年
  - 帽子…濃紺に白のマーク（ - 1953年…「N」、1954年 - …「C」）。アンダーシャツ…濃紺。胸マーク・背番号…濃紺。ストッキング…濃紺。左袖…1954年以降濃紺で中日マーク入る。
  - ホーム用 シャツ・パンツ…白。胸に筆記体で「Dragons」（ロゴ1）。
  - ビジター用 シャツ・パンツ…グレー。胸マーク（アーチ状）…'55年までは「NAGOYA」、その後は「CHUNICHI」。
    - '54年には胸に「Dragons」、左袖にアーチ状で「NAGOYA」（背番号も含め、それぞれ濃紺に白縁取り）が入ったものも使用。

##### 1960年 - 1968年
- 1960年 - 1961年
  - 帽子…えび茶色に、銀糸の「C」と金糸の「D」を組み合わせたマークが入る。アンダーシャツ…えび茶色。線（袖2本・首周り・ベルトループ・パンツサイド2本）…えび茶色。胸マーク・左袖マーク・胸番号・背番号…えび茶色。
  - ホーム用 シャツ・パンツ…白。左袖マーク…えび茶色で中日マーク。胸に筆記体で「Dragons」（ロゴ1）。
  - ビジター用 シャツ・パンツ…グレー。左袖マーク…上に中日マーク、下に「NAGOYA」マーク（いずれもえび茶色）。胸にアーチ状で「CHUNICHI」。
- 1962年
  - 帽子…濃紺に、金糸の「C」と銀糸の「D」を組み合わせたマーク（書体変更）が入る。アンダーシャツ…濃紺。線（首周り・袖・パンツサイド）…山吹色を濃紺で挟んだ。胸マーク・胸番号・背番号…山吹色を濃紺で挟んだ。左袖マーク…金糸・濃紺縁の中日マーク。ストッキング…濃紺。
  - ホーム用 シャツ・パンツ…白。胸に筆記体で「Dragons」（ロゴ1）。
  - ビジター用 シャツ・パンツ…グレー。胸にアーチ状で「CHUNICHI」。
- 1963年 - 1964年
  - 帽子…青に、銀糸の「C」と金糸の「D」を組み合わせたマークが入る。アンダーシャツ…青。線（首周り・袖2本・パンツサイド2本）…青。胸マーク・胸番号・背番号…青×白。左袖マーク…金×青で中日マーク。ベルト…青。ストッキング…青。
  - ホーム用 シャツ・パンツ…白。胸に筆記体で「Dragons」（ロゴ1）。
  - ビジター用 シャツ・パンツ…グレー。胸にアーチ状で「CHUNICHI」。
- 1965年 - 1968年
  - シーズン途中（5月前半頃） 帽子・アンダーシャツ…1962年と同じ（書体は従前と同じ）。線（首周り・袖・パンツサイド）…濃紺を赤で挟んだ。胸マーク・胸番号・背番号…濃紺・赤縁。左袖マーク…濃紺・白縁のワッペンが入る（ワッペン内には、金糸の龍マークが、右上端には赤の中日マークがそれぞれ入る）。ストッキング…濃紺。
  - ホーム用 シャツ・パンツ…白。胸に筆記体で「Dragons」（ロゴ1、67-68年はロゴ2）。
  - ビジター用 シャツ・パンツ…グレー。胸にアーチ状で「CHUNICHI」。
  - 1969年春季キャンプにも、上記のデザインを練習用として再び使用。
  - 1968年シーズン途中（5月16日） - 終了 スカーレット（以下、赤）と青を基調としたスタイル。帽子…青に赤の天ボタン・ツバ、金の龍のマークと赤の中日マークが入る。シャツ・パンツはニット製、また、シャツはノースリーブスタイル（どちらも日本プロ野球史上初。製作はデサント）。アンダーシャツ…赤。線（首周り・ベルトループ・パンツサイド）…赤。胸マーク・胸番号・背番号…赤・青縁。ベルト…青。ストッキング…赤に、太めの青ラインが1本入る。
  - ホーム用 シャツ・パンツ…白。左胸…飾り文字で「D」マーク。胸番号は右の方に入る。
  - ビジター用 シャツ・パンツ…ライトグレー。胸マーク…筆記体で「Chunichi」。

##### スカイブルー基調ユニフォーム使用時代（1969年 - 1986年）
- 1969年 - 1973年
  - 概ね1963年から1964年のものに近い（概ね、青はスカイブルーになっている）。帽子…スカイブルーに白の天ボタン・空気穴。白のブロック体で「CD」マークが入る。左袖…黄金の龍と中日マークのワッペン（スカイブルーの縁取り。中日マークは右上にあり、1972年まで赤、1973年は金色だった）。パンツのベルトループ部分にスカイブルーのラインが囲われている。パンツサイドの線は、細線を2本重ねて太く見せている。ベルト…黒。
  - ホーム用 シャツ・パンツ…白。胸マーク（筆記体で「Dragons」。ロゴ3）・胸番号・背番号…スカイブルーに赤縁取り。
  - ビジター用 シャツ・パンツ…水色（ライトブルー）。胸マーク（アーチ状にゴシック体風書体で「CHUNICHI」）・胸番号・背番号…スカイブルーに白縁取り。
- 1974年 - 1986年
  - 帽子…1984年までは従前と同じ。1985年以降は空気穴もスカイブルーになる。シャツ…1980年までボタン型。1981年から1983年はヘンリーネック式（前ボタン2つのみ）のプルオーバー型（球団史上初のプルオーバー）。1984年以降はVネック式のプルオーバー型。アンダーシャツ…スカイブルー。ストッキング…スカイブルー。スパイクはホーム用、ビジター用共に1975年から1986年までは青地に白ライン、1986年ホーム用のみ白地に青ライン。
  - ホーム用 シャツ・パンツ…白。線（袖口）…赤・スカイブルー。線（首周り・肩・脇 - パンツサイド）…スカイブルー。胸マーク・胸番号・背ネーム（1977年 - ）・背番号…赤・スカイブルー縁。ベルト…スカイブルー。胸マーク（筆記体で「Dragons」。ロゴ3）
  - ビジター用 シャツ・パンツ…ライトブルー。線の配色はホーム用と逆。胸マーク・胸番号・背ネーム（1977年 - ）・背番号…赤・白縁。ベルト…赤。胸マーク（アーチ状にゴシック体風書体で「CHUNICHI」）
    - ベルトのバックル部分が通常のベルトのものとは異なり「D」の形をしていた。

##### ドジャース型ユニフォーム使用時代（1987年 - 2003年）
- 1987年 - 2003年
  - 1987年に監督就任した星野仙一が、親友のトミー・ラソーダが監督を務めるロサンゼルス・ドジャースに承諾を得た上で、ドジャースのユニフォームに忠実なデザインを採用。1987年のオープン戦は前年までのモデルを着用し、開幕戦から登場。帽子…青に白く「D」マーク（1996年までは筆記体、1987年から1995年は天ボタンが青、1996年のみ天ボタンが白。1997年以降は斜体のブロック体、天ボタンは白）。アンダーシャツ…青。胸マーク…青の筆記体（「Dragons」（ロゴ2、ただし67-68年より大きめ））。さらに1996年以降は髭と「Dragons」ロゴとの間の間隔が広げられた上で、髭が「D」の先端にかかる程度まで長めにアレンジされ、ドジャースにより忠実な書体になっている。胸番号…赤。背ネーム…青（1995年までゴシック体、1996年以降はドジャースと同じブロック体）。背番号…青（1995年まで従来通りの高校野球型書体、1996年以降ドジャースと同じブロック体）。左袖…1996年は創立60周年記念マーク。1997年 - 2001年はシャオロンの入ったマーク。2002年以降はキャッチフレーズの入ったマーク。右袖…1999年以降「CHUNICHI」。ベルト…青。ストッキング（1990年代後半ごろ〜ソックス）…青。
  - ホーム用 シャツ・パンツ…白。
- 1987年 - 2001年
  - 2001年 ビジター用 シャツ・パンツ…グレー。
  - 2002年 ビジター用 シャツ…青。パンツ…グレー。胸マーク・背番号…銀色・青縁取りに白のシャドゥ。背ネーム…銀色。公式戦用としては、球団史上初のツートンカラー（シャツとパンツの基本色が違う）ユニフォーム（練習着としては、第二次星野仙一監督時代〔1996年 - 2001年頃〕にドジャースの練習着と同様のデザインを使用）。
  - 2003年 ビジター用 シャツ・パンツ…グレー。線（袖・前立て・パンツサイド）…青。胸マーク・胸番号・背ネーム・背番号…従来のものに白縁取り付き（当時のドジャースのロード用ユニフォームと同様の様式）。
- 1998年（日曜ホームゲーム限定使用） 選手会の要望により採用。当時の星野監督の母校明治大学のスクールカラー青紫を基調としたデザイン。帽子…白に青紫の縦じまと「D」マーク、青紫ツバ。シャツ（ノースリーブ）・パンツ…白に青紫縦じま。アンダーシャツ…青紫。左胸…青紫「D」マーク。右胸番号…赤。背番号…青紫。ベルト…青紫。ストッキング・ソックス…青紫。

##### 落合監督時代（2004年 - 2011年）

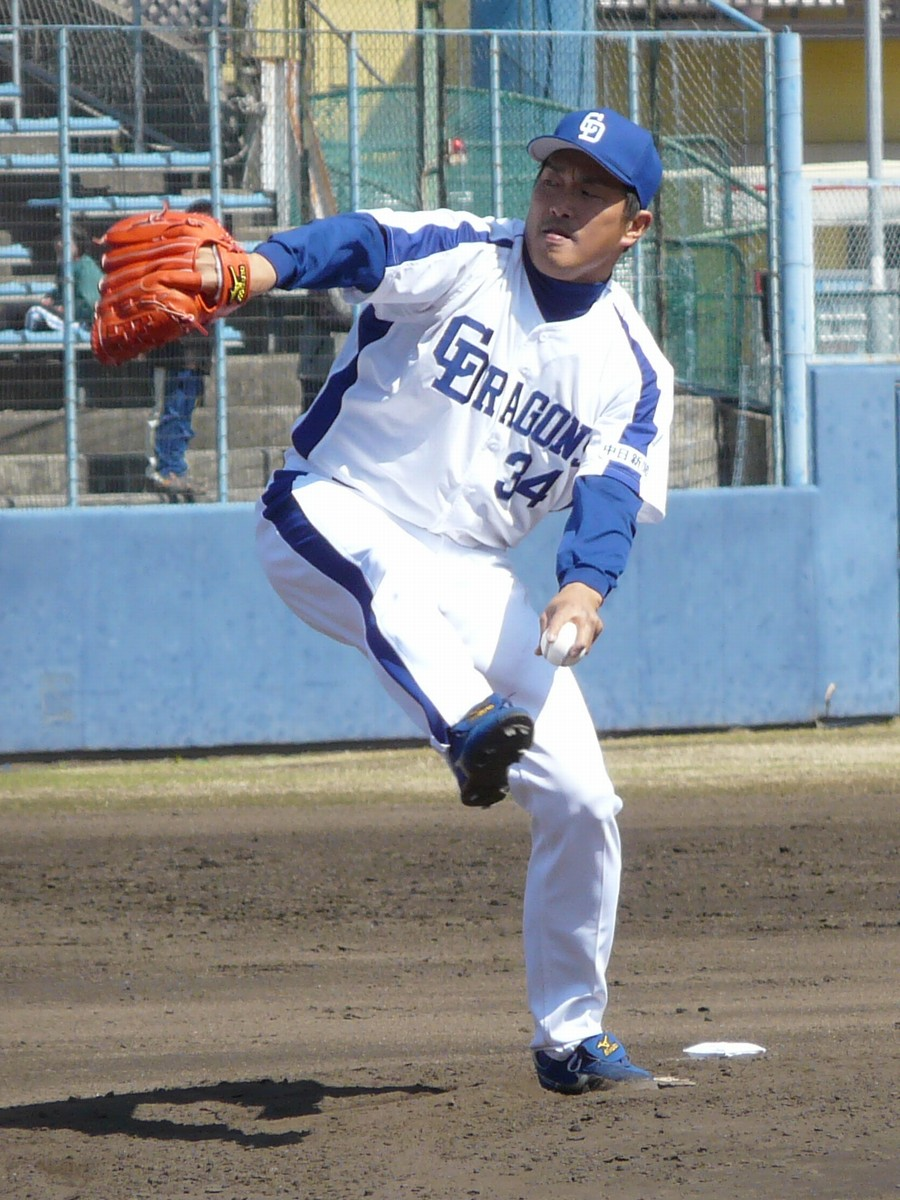
2009年ホーム用（写真は山本昌）

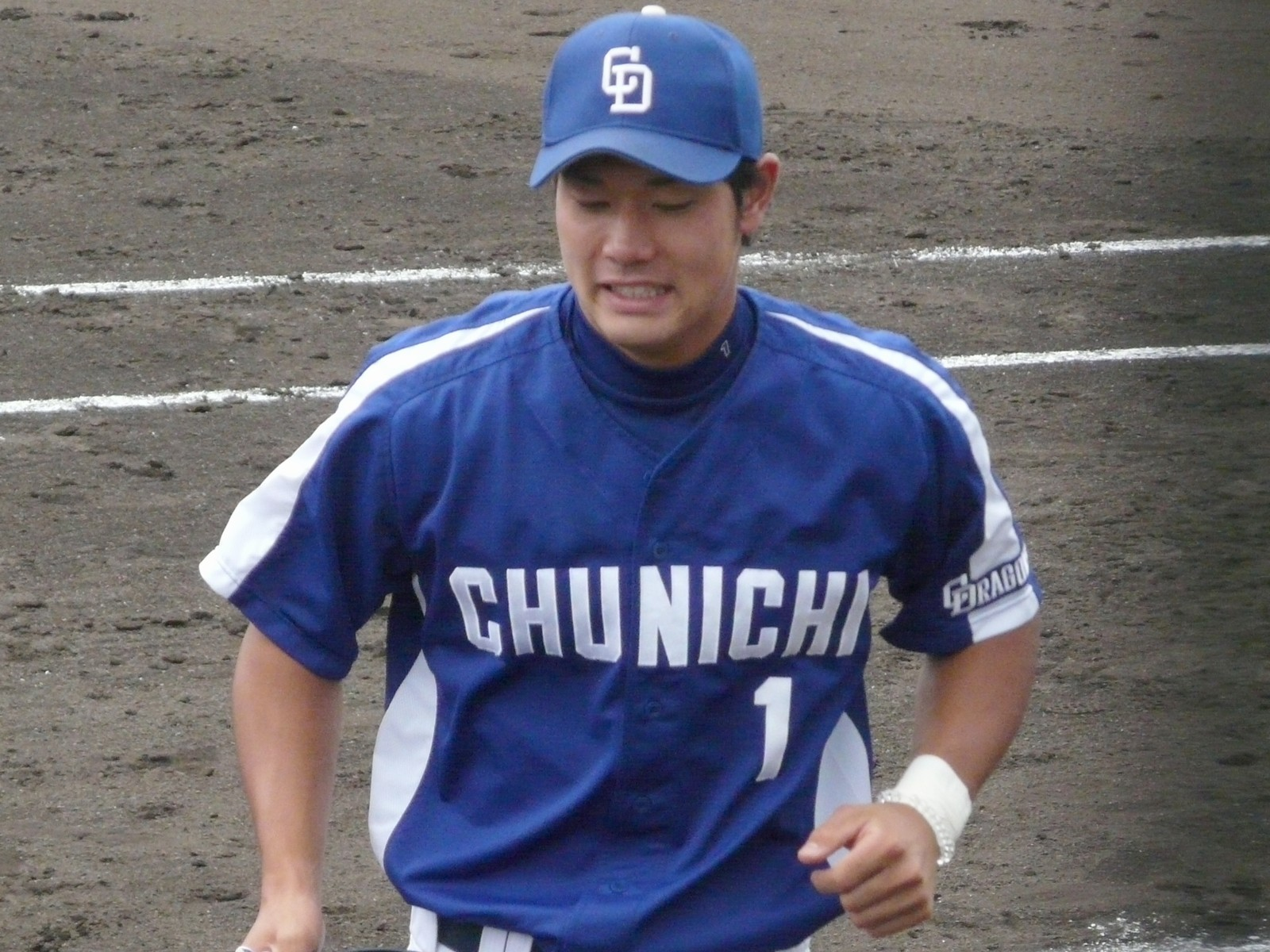
2009年ビジター用（写真は堂上直倫）

- 従来の青色・フォント（番号・背ネーム）を残しながらも、ドジャース型になる前（1974年 - 1986年）のスタイルとの融合が見られる。また、1948年以来（1949年を除く）、長らく愛称「ドラゴンズ」のロゴが筆記体の小文字（「Dragons」 「D」の字のみは大文字）だったが、監督に就任した落合博満の強い希望によりブロック体の大文字（「DRAGONS」 「D」の字のみは「CD」マークにアレンジ、ロゴ4）に変更され[199]（ユニフォーム以外では、一部を除き、従来の「Dragons」ロゴが使用される）、1974年から胸番号などで使われてきた赤い文字も、縁起を担ぐ落合の「赤字を連想させる」という意向で排除された。書体は、名古屋軍創立時の胸ロゴに近い。1974年〜1986年に使用されたモデルに採用されていた肩とパンツの太ラインが取り入れられた。ちなみにユニフォームのデザイン原案は監督夫人と長男であり、二人のアイデアで太ラインは袖と足首へと広がっていくフレア型で裾のライン幅は8cmとした。これは験担ぎ『末広がり』で、漢数字の『ハ』をイメージしたものである。
  - 帽子…青に、白の「CD」マーク（1986年までとやや違う）。ベルト…青。ソックス…青。製作はミズノ。
  - ホーム用 シャツ・パンツ…白。ライン（肩・脇腹・パンツサイド〔ベルトループにはかからない〕）…青。胸マーク・胸番号・背番号…青。胸に「CDRAGONS」。左袖マーク…白地に青で「CHUNICHI」ロゴ入りマーク。
    - 2006年より、左袖は白地に青色ゴシック体で「中日新聞」のロゴ入りマークが入る。
    - 2010年よりエディオンEASTがスポンサーとなり、ホームゲーム用ヘルメットのみ「EIDEN」のロゴが入る。

  - ビジター用 シャツ…青。パンツ…白。線（肩・脇腹）…白。胸マーク・胸番号・背番号…白。左袖…白・青縁で「CDRAGONS」ロゴ。
  - 復刻ユニフォーム　2010年8月に開催された「オールド・ユニフォーム・シリーズ」で1954年当時のユニフォームが復刻された。復刻ユニフォームは中日球団としては初。なお通常ホーム用の左袖「中日新聞」広告は、当時も使われた中日マークに置き換えて掲示された。なおパンツはラインなしの白色ということで通常ビジター用を履いていた[200]。

##### 第2次高木監督時代（2012年 - 2013年）

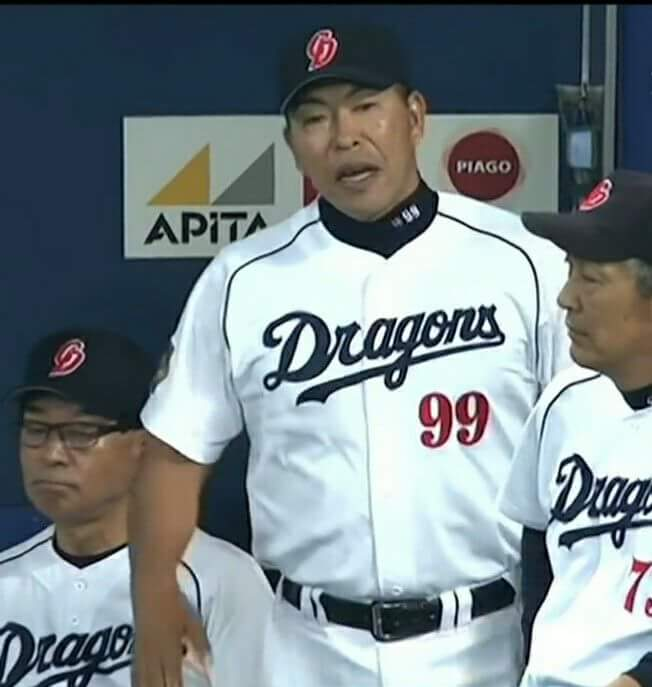
2012年10月15日、バンテリンドーム ナゴヤでのクライマックスシリーズでトニ・ブランコにゲキを飛ばす打撃コーチの井上一樹。

- 球団初の日本一を達成した1954年当時のユニフォームを基本デザインとしているが、ホーム・ビジターともに基本色に球団旗の鉄紺・赤・白を使い、ラグランラインにはパイピングを加えている。ホーム用に使用される胸のロゴマークは2003年以前まで使用された筆記体の「Dragons」が8季ぶりに復活（ロゴ2、色調は前述の通り変更）。帽子は濃紺をベースにCDマークは丸文字（1962年から1968年にかけて使用されたマークに近い）になり、文字の色は赤。胸番号・背番号・背ネームの書体には明朝体が採用され、背ネームは同姓の選手は名前の頭文字（堂上兄弟は剛裕が「T.DONOUE」、直倫が「N.DONOUE」、高橋周平は「S.TAKAHASHI」、髙橋聡文は「A.TAKAHASHI」など）が入るようになった[201]。2012年シーズンより新たにアシックス社と提携し、ローリングスブランドを展開している（同年秋からはアシックスのオリジナルブランドに変更）。また、2012年からセントラル・リーグが前年度優勝チームに対して「チャンピオン・エンブレム」を授与したため、2012年度のユニフォームの右袖にはチャンピオン・エンブレムが縫い付けられている[202]（公式戦のみ装着し、キャンプやオープン戦では装着せず）。
  - 帽子: 濃紺に赤の「CD」マーク（白縁取り）。
  - ヘルメット: 濃紺（つや消し）に赤の「CD」マーク（白縁取り）。
    - ヘルメットには引き続き「EIDEN」のロゴが入っていたが、2012年シーズン途中から「EDION」のロゴに変更されている。

  - ベルト: 濃紺
  - スパイク: 濃紺地に赤ライン
  - ホーム用: シャツ・パンツ…白。アンダーシャツ…濃紺。ライン（肩・パンツサイド）…濃紺。胸番号…赤。胸マーク…濃紺（筆記体で「Dragons」）。背ネーム・背番号…濃紺。左袖マーク…セ・リーグの『チャンピオン・エンブレム』。右袖マーク…「中日新聞」（濃紺・ゴシック体）。
  - ビジター用: シャツ…濃紺。パンツ…白。アンダーシャツ…濃紺。ライン…白（肩・袖）、濃紺（パンツサイド）。胸番号…赤に白縁取り。胸マーク…白（ブロック体で「CHUNICHI」、前モデルと異なりアーチ状に文字が配置されている）。背ネーム・背番号…白。左袖マーク…セ・リーグの「チャンピオン・エンブレム」（2012年、2013年からはワッペンは外されている）。右袖マーク…「Dragons」（白・筆記体）。
- 復刻ユニフォーム 2012年8月から9月にセ・リーグ主催で行われた「レジェンド・ユニフォーム・シリーズ」において1974年にV9巨人の10連覇を阻止し優勝した当時のユニフォーム（ホーム用）を復刻[注釈 52][注釈 53]。
- 2013年から集客力アップを目的とした試みで、サードユニフォーム（通称・燃竜〈もえドラ〉）を公式戦7試合で着用する。デザインは赤を基調とし、胸のロゴマーク・背番号・背ネームは濃紺、肩から脇にかけてのラインが白、袖に「中日新聞」の広告。帽子とパンツは通常のものを着用する[203][204]。

##### 谷繁監督時代（2014年 - 2016年）

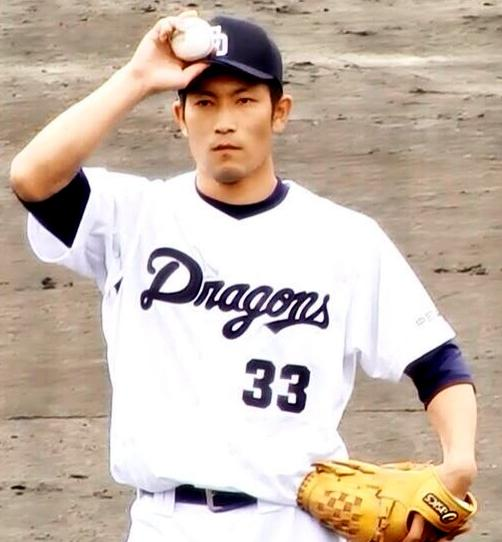
2014年から2016年までの間使用されたユニフォーム。祖父江大輔の着用例

- GMとして中日に復帰した落合博満の「最も強かった時のものを」という提案により、初めて日本一となった1954年当時のユニフォームを再現。前年まで使用された第2次高木監督時代（第3次中日ドラゴンズ時代）のユニフォームも1954年のものをベースとしているが、このユニフォームではより当時のものに近付けた形になっている。ユニホームや帽子などのベースの色は限りなく黒に近い紺色（鉄紺）を使用[205]。なおホーム用・サード用の左袖「中日新聞」の広告ロゴは、このモデルよりブロック体から中日新聞の題字に使用されているフォントのものに変更された。
  - 帽子：濃紺ベース、「CDマーク」は2004年から2011年のもので白色。
  - ヘルメット: 濃紺に白の「CD」マーク。
    - ヘルメット左側に「EDION」の広告が入る。

  - ホーム用:シャツ・パンツ…白。アンダーシャツ…濃紺。胸番号…濃紺。胸マーク…濃紺（筆記体で「Dragons」、ロゴ1）。背ネーム・背番号…濃紺。左袖マーク……「中日新聞」（濃紺）。
    - 胸ロゴの「Dragons」は、1954年当時の書体（Sの部分の下のひげが短いもの、ロゴ1）をベースに、文字を太くし全体的に横長に広げるなどアレンジを加えたもの。特にDの右下部の角度がシンプルな、登場当時の少しひしゃげた形としてレトロ感を出している。

  - ビジター用:シャツ・パンツ…グレー。アンダーシャツ…濃紺。胸番号…濃紺。胸マーク…濃紺（ブロック体で「CHUNICHI」）。背ネーム・背番号…濃紺。左袖マーク…「Dragons」（白・筆記体、ただしホーム用のロゴ1ではなくドジャース型のロゴ2を使用）。
    - ビジターは、2003年以来となるグレー地を採用。

  - サードユニフォーム：シャツ…ブルー。パンツ…白。アンダーシャツ…濃紺。胸番号…白。胸マーク…白（筆記体で「Dragons」、ホーム用に同じ）。背ネーム・背番号…白。左袖マーク……「中日新聞」（白）。
    - サードユニフォームは、落合監督時代に採用されていたブルーに白抜きで「Dragons」のロゴを使用。

  - 胸番号・背番号には、1995年までの第一次ドジャース風ユニフォームで採用されていた、いわゆる「高校野球型」フォントを復活。ただし当時とは異なり、太目のフォントになっている。
- 2014年7月（25日以降）と8月の夏休み期間中には、ナゴヤドーム主催試合において「サマーキャップ」と題し、白を基調に球団ロゴマーク「CD」とつばを濃紺とする帽子を着帽した（サードユニフォーム着用試合は除く）[206]。2015年も7月28日から8月いっぱいのナゴヤドーム主催試合にて着用（前年同様、サードユニホーム着用試合は除く）[207]。
- 2015年より、スズキとオフィシャル・パートナー契約を締結したことにより、ホームユニホームとサードユニホームのズボンに、スズキのロゴが掲出されることとなった。ズボンへのスポンサーロゴ掲出は球団史上初の取り組みとなる[208][209]。また、サードユニフォームの名称が過去2年間の「燃竜」から「昇竜」に改められ、ホームゲームの4試合で着用する。ドラゴンズブルーとホームユニホームの白地を組み合わせたデザイン[210]。
  - 「昇竜」ユニフォーム：ロゴ、番号、ネーム…鉄紺、シャツ…前面に白、背面にドラゴンズブルー、肩口から袖の部分に鉄紺。アンダーシャツ…濃紺。左袖マーク……「中日新聞」（白）。
    - なお、帽子・ヘルメットやズボンなどは、従来のものを使用。
- 2016年は球団創設80周年記念エンブレムを右袖に装着する。また、キャプテンマークが初めて採用されることとなり、平田良介の左胸に「C」が入る[211]。
  - 昇竜ユニホームは、1974年優勝当時のドラゴンズブルーをベースに金色の文字・ラケットラインを使用し、CDマークが左胸に装着される。帽子のつば部分は鉄紺。胸番号はなし[212]。
  - 2014年・2015年に使用されたサマーキャップに引き続いてサマーユニホームも採用されることとなり、ドラゴンズブルーを縁取りに入れた鉄紺色のラケットライン・CDマークが胸に入る。胸番号はなし[213]。

##### 森監督時代（2017年 - 2018年）
- 2016年8月に実施した「中日ドラゴンズ歴代ユニホーム総選挙」の結果[214]を受けて、1位となった落合監督時代の色彩・デザインをモチーフとした新ユニフォームが発表され[215]、ドラゴンズブルーが6年振りに復活することとなった。
- ホーム用の上着は、白を基調に青（ドラゴンズブルー）のラインが襟ぐりから肩を通り袖先にかけてと袖口に入る。肩ラインはほぼ同じ太さだが、袖口ラインは肩ラインと交わるところから徐々に細くなるデザイン。背番号、ネーム、胸番号も青色で、フォントは谷繁監督時代のものと同じ太めの高校野球型となった。胸には筆記体（ロゴ2、1987-1995年の第一次ドジャース型ユニフォームと同じ書体が復活）の「Dragons」が入り、左袖の「中日新聞」ロゴ（白文字）は袖口ラインに埋め込まれる形で入る。

- ビジター用の上着は、ホーム用の色を反転させ、地の部分が青、ラインやロゴ、マークなどが白となる。胸には第二次高木政権モデルから踏襲される「CHUNICHI」ロゴと左袖口ラインの中に「Dragons」ロゴを配する。
- 帽子とヘルメットも青となり、白のCDマークは継承され、アンダーシャツも青になった。
- ズボンはホーム・ビジターとも白一色となった[216][注釈 54]。
  - また、ナゴヤドームでの公式戦6試合で使用される第3のユニフォーム（通称：昇竜ユニフォーム）は、ドラゴンズブルーを基調とし、球団初の試みとなるグラデーションを使用。青色のグラデーションに前面、背面ともに竜のシルエットが入ったデザイン[217]。
  - 2017年シーズンにおいて、ファンクラブ会員向けイベント「FCスペシャルゲーム」が月1回のペースで開催されるのに伴い、当該試合において、ファンクラブ会員への入会特典の一つである「FCユニホーム」のプロモデルを着用する（初戦の4月9日（対横浜DeNA戦）は除く）[218]。上着は青一色のベースにラケットラインと袖周り・首周りに赤を配置、ロゴは白一色のロゴ2。これと合わせて鍔部分を赤色とした専用の帽子・ヘルメットを着用する。2018年シーズン以降も「FCスペシャルゲーム」開催に伴い、引き続き使用されている（後述の通り、2018年シーズンからはミズノ製に変更）。
- 2018年よりミズノとオフィシャル・パートナー契約を締結したことにより、同社からユニフォームが提供される。デザインは変更されない[219]が、背番号・胸番号のフォントが1995年までのもののように若干細目にマイナーチェンジされている（1桁の番号は数字の幅が明確に広くなっている）。
  - 同年よりプロトコーポレーションともオフィシャル・パートナー契約を締結し、帽子左側に同社が運営するクルマ・ポータルサイト「グーネット」ロゴが掲出される。帽子へのロゴ掲出は球団史上初の取り組みとなる[220]。
  - 「昇竜」ユニフォームはスカイブルーに近い鮮やかな青を基調とし、もう一つのチームカラーである赤で昇竜をイメージしたデザインとなった[221][222]。また昇竜ユニホームとしては初めて、専用の帽子とヘルメットが用意された（前年までの昇竜ユニフォームでは、帽子とヘルメットはホーム用ユニフォームのものをそのまま使用していた）。

##### 与田・立浪監督時代（2019年 - 2022年）
- 2018年11月17日にナゴヤドームにて開催された「ファンフェスタ2018」にて、2019年シーズンから使用されるユニフォームが発表された。「歴史、伝統による”誇り”を強調」をコンセプトに、常に日本一を狙う球団に相応しい強さ、日本プロ野球界の名門に相応しい誇りを表現したものとなった[223][224]。
  - ホーム用シャツは白基調に、前モデルを踏襲した青（ドラゴンズブルー）のドジャース型筆記体による「Dragons」のロゴ2が入り、肩から袖の太いラインがなくなった代わりに細めのラケットラインが入れられた。発表当時ボタンはシャツと同様白だったが、シーズンが始まると青に変更された。胸番号、ネーム、背番号のフォントは前モデルと同様。左袖には「中日新聞」ロゴが青文字で入れられている。
  - ビジター用シャツはホーム用を反転させたデザイン。胸には引き続き「CHUNICHI」ロゴが、左袖にはホームの「Dragons」ロゴが白文字で入れられている。
  - 帽子は前モデルと同様に青基調に白の「CDマーク」が入ったデザインであるが、ホーム用のみツバ部分のサイドに白いラインが追加され、天ボタンと穴かがりも白色に変更された。また、2018年より掲出されていた「グーネット」ロゴの大きさが若干縮小された。
  - ズボンはホーム、ビジターともに白基調で、新たにサイドに細い青のラインが入れられた。
  - 「昇竜」ユニホームは「昇竜復活！WITH BLUE」をイメージし、ドラゴンズブルーを基調にスカイブルーで竜を描いたデザインとなった。左胸にCDマーク、右腹部に番号が入り、ラケットラインとともに金色で縁取りされている。なおこのユニホームでは球団史上初めて、ロゴが昇華プリント方式となった。
  - FCユニフォームは変更なし。
  - 2020年シーズンの「昇竜」ユニフォームは990年代のユニホームをイメージし、1990-2020の30年の時をデジタルで描写。ドラゴンズブルーの濃淡の中に、表面と背面の2頭の竜が同じ方向へ新たな30年へ昇っていくグラフィックを載せ、『昇竜＝舞い上がる竜、燃え上がる竜』を表現した[225]。90年代のユニフォームをイメージしたのは与田監督からのリクエストでもあり、当時のものと同様に胸番号を赤色とし、帽子も筆記体のDマークを採用した[226]（ヘルメットは通常のホーム用を着用）。
  - 2021年シーズンの「昇竜」ユニフォームは球団創設85周年と「昇竜復活！その先へ」をイメージし、右袖と背中に85周年マークが入れられた（袖のマークは2021年シーズンに着用するすべてのユニホームに入れられる）[227]。帽子は前年と同様に筆記体のDマークで（前年同様、ヘルメットは通常のホーム用を着用）、同じマークが左胸に、番号が赤色で右腹部に入れられ、両袖には炎のグラフィックがあしらわれた[228]。
  - 2022年シーズンの「昇竜」ユニフォームはチーム一丸となって勝利を掴み取る青き竜が天高く頂点を目指すイメージでデザインされ、白を基調（全体に炎のグラフィックが入る）として昇り竜が大胆に背面から前面にレイアウトされた。帽子はCDマークに戻されたが、鍔に竜の爪があしらわれた[229][230]（ヘルメットは通常のホーム用を着用）。

##### 立浪・井上監督時代（2023年 - ）
2022年11月26日に開催された中日ドラゴンズ ファンフェスタ2022の中で発表された。本拠地用、敵地用とも従来よりも鮮やかな青色となったほか、右袖に「CD」のロゴが入るようになった。
ホーム用のユニフォームは胸番号が2013年以来10年ぶりに赤色となった。
ビジター用のユニフォームは胸側に書かれる文字がブロック体「CHUNICHI」から筆記体「Chunichi」に変更された。
帽子は前モデルと同様に青基調に白の「CDマーク」が入ったデザインで、ビジターでもツバ部分のサイドに白いラインが追加されたものとした。
- 2023年シーズンの「昇竜」ユニフォームはダイヤモンドカット柄のゴールドを採用し、躍動感あふれる龍を表現することにより力強さを増した仕上がりとなった[234]。球団担当者は「しゃちほこに代表される名古屋がイメージできる色にしました」とコメントしている[235]。
- FCユニホームは変更なし。
- 2023年5月に株式会社ATグループとオフィシャル・パートナー契約を締結し、6月2日の試合から同社のトヨタ販売店である「愛知トヨタ」のロゴが、主催試合用ユニホームの右袖部分に追加された[236]。
- 2024年シーズンの「昇竜ユニフォーム」は新たな試みとして開催月毎に異なるデザインを採用する。
  - 第1弾は4月の着用に合わせ、サクラをイメージ。選手、ファンが着る事で球場全体に桜が咲き乱れ、優勝に向かって竜が昇っていくという願いが込められた[237]。
  - 第2弾は夏本番に向け鮮やかな緑色の葉を茂らせた木々（野球のバットにも使用されるアオダモの木）をイメージ。成長した力強い緑の葉の様に選手たちが優勝へ向かい活躍してほしいという願いが込められた[238]。
  - 第3弾は秋の深まりとともに色鮮やかに染まる紅葉をイメージ。記憶に刻まれる美しい景色の様に、今シーズンの選手たちの躍動もファンの皆様の記憶に刻まれてほしいという願いが込められた[239]。

## 歴代監督
※太字はリーグ優勝、◎は日本一
1. 1936年 ： 池田豊
2. 1937年 ： 桝嘉一 （第1次）
3. 1938年 - 1939年 ： 根本行都
4. 1939年 - 1941年 ： 小西得郎
5. 1941年 - 1942年 ： 本田親喜
6. 1942年 - 1943年 ： 桝嘉一 （第2次）
7. 1944年 ： 三宅大輔 [※ 1]
8. 1946年 ： 竹内愛一 [※ 2]
9. 1946年 - 1948年 ： 杉浦清 （第1次） [※ 3]
10. 1949年 - 1951年 ： 天知俊一 （第1次） [※ 4]
11. 1952年 - 1953年 ： 坪内道典
12. 1954年 ： 天知俊一 （第2次）◎[※ 5]
13. 1955年 - 1956年 ： 野口明
14. 1957年 - 1958年 ： 天知俊一 （第3次）
15. 1959年 - 1960年 ： 杉下茂 （第1次）
16. 1961年 - 1962年 ： 濃人渉 [※ 6]
17. 1963年 - 1964年 ： 杉浦清 （第2次）[※ 7]
18. 1965年 - 1967年 ： 西沢道夫 [※ 8]
19. 1968年 ： 杉下茂 （第2次） [※ 9]
20. 1969年 - 1971年 ： 水原茂
21. 1972年 - 1977年 ： 与那嶺要
22. 1978年 - 1980年 ： 中利夫
23. 1981年 - 1983年 ： 近藤貞雄
24. 1984年 - 1986年 ： 山内一弘 [※ 10]
25. 1987年 - 1991年 ： 星野仙一 （第1次）
26. 1992年 - 1995年 ： 高木守道 （第1次） [※ 11]
27. 1996年 - 2001年 ： 星野仙一 （第2次） [※ 12]
28. 2002年 - 2003年 ： 山田久志 [※ 13]
29. 2004年 - 2011年 ： 落合博満◎
30. 2012年 - 2013年 ： 高木守道 （第2次）
31. 2014年 - 2016年 ： 谷繁元信 [※ 14][※ 15]
32. 2017年 - 2018年 ： 森繁和[※ 16]
33. 2019年 - 2021年 ： 与田剛
34. 2022年 - 2024年 ： 立浪和義
35. 2025年 -   ： 井上一樹

1. ↑  ここから産業軍
2. ↑  ここから中部日本軍
3. ↑  1947年から中部日本ドラゴンズ、1948年から中日ドラゴンズ（第1次）
4. ↑  1951年から名古屋ドラゴンズ
5. ↑  ここから中日ドラゴンズ（第2次）
6. ↑  1961年から1962年の登録名は濃人貴実
7. ↑  1964年は6月7日まで指揮、残り試合は西沢道夫が代行
8. ↑  1967年は5月18日まで指揮、5月30日に復帰するまでは近藤貞雄が代行
9. ↑  1968年は6月24日まで指揮、残り試合は本多逸郎が代行
10. ↑  1986年は7月5日まで指揮、残り試合は髙木守道が代行
11. ↑  1995年は6月2日まで指揮、残り試合は徳武定祐と島野育夫が代行
12. ↑  2000年は5月6日まで指揮、5月12日に復帰するまでは島野育夫が代行
13. ↑  2003年は9月9日まで指揮、残り試合は佐々木恭介が代行
14. ↑  2015年までは選手兼任
15. ↑  2014年 - 2015年の自身の選手出場時と2016年4月22日は森繁和が代行。2016年は8月8日まで。翌9日から森繁和が監督代行に就任。
16. ↑  2017年8月13日は森脇浩司が代行。

## 永久欠番
- 10: 服部受弘（1960年 - ）
- 15: 西沢道夫（1959年 - ）

2009年まで在籍した立浪和義の背番号「3」も一部有志が永久欠番にしようとして署名活動も行われたものの、実現しなかった。2010年からは森野将彦が受け継ぐことが球団から一旦発表された。しかし、森野の要望により2010年は欠番扱いとなった。背番号3は2011年から高校の後輩である吉川大幾が、2015年からは高橋周平が着用している。
1954年に日本一になった時の最大の功労者である杉下茂の背番号20も永久欠番になっていない。これは、中日で服部と西沢を欠番にするのは両者を辞めさせるときの「妥協点」であり、服部や西沢と違い杉下は当時監督としてチームに残る予定だったので、「保留」にしてもらったという、杉下茂の談話が中日の球団史に掲載されている。
また、2015年限りで現役引退した山本昌が入団から着用した34番も永久欠番制定については固辞したとサンケイスポーツから報道されており、2016年からは新人で同じく左腕の福敬登が継承した。故障の治療のため福が育成選手契約となった2018年は一時的に空き番とし（234番に変更）、シーズン途中の支配下登録復帰時に改めて34番を福に与えた。

## 沢村栄治賞受賞者
ドラゴンズで沢村栄治賞を複数回受賞しているのは杉下茂のみである。また、杉下は日本プロ野球史上初の沢村賞複数回受賞および日本プロ野球史上初の3回受賞も達成。杉下の3回受賞はプロ野球最多タイ記録となっている。歴代のドラゴンズ選手の受賞者で生え抜き選手では無いのは小川健太郎のみである。
- 杉下茂 ：3回（1951年、1952年、1954年）※最多タイ記録
- 権藤博 ：1回（1961年）
- 小川健太郎 ：1回（1967年）
- 星野仙一 ：1回（1974年）
- 小松辰雄 ：1回（1985年）
- 今中慎二 ：1回（1993年）
- 山本昌広 ：1回（1994年）
- 川上憲伸：1回（2004年）
- 大野雄大：1回（2020年）

## 三冠王（投手・打者）

### 投手三冠王
ドラゴンズでの投手三冠王の達成者は3人。
- 杉下茂 ：1回（1954年）
- 権藤博 ：1回（1961年）
- 小松辰雄 ：1回（1985年）

### 打者三冠王
2024年シーズン終了時点で達成者はいない。

## 最優秀選手受賞者（複数回）

### 投手の複数回受賞者
2024年シーズン終了時点で複数回受賞の達成者はいない。

### 打者の複数回受賞者
2024年シーズン終了時点で複数回受賞の達成者はいない。

## マスコット

### 球団マスコット
球団マスコットは以下の3体。詳しいことはそれぞれの記事を参照。1981年から1996年までは、竜の顔をモチーフにしたヘルメットをかぶり、Dのマークが入ったバットを持った少年（通称：ドラ坊や）をペットマークに使用。
- ドアラ - 1994年デビュー。背番号は「000」→「1994」。メインキャラクターとして露出が多い。
- シャオロン - 1997年デビュー。背番号は「777」→「1997」。
- パオロン - 2000年デビュー。背番号「2000」。

### 関連マスコット
- ガブリ - 2006年に球団創設70周年を記念して設立された球団公式ファンクラブのマスコット。1991年、スタジオジブリの宮崎駿が同僚で中日ファンの鈴木敏夫のために、当時の四番打者・落合博満と竜をモチーフにデザインした。後にファンクラブのマスコットとして提供され、鈴木には名誉会員1号の称号が贈られた。名前は公募でつけられた。
- ドムラ - ナゴヤドームのキャラクター。オランウータンとゴリラを合わせたような見た目。2008年シーズン以降、ほぼ見かけなくなってしまっている。

## チアドラゴンズ
中日ドラゴンズのオフィシャル・チアリーディングチームの名称。球団の本拠地がナゴヤ球場からナゴヤドームに移転した1997年にシャオロンのデビューとともに結成された。詳しくはチアドラゴンズを参照。

## 主な歴代の球団歌・応援歌
発足から現在までに4代（球団名を「ドラゴンズ」として以降は3代）の公式球団歌が存在するが、後述の応援歌「燃えよドラゴンズ!」の方が幅広く浸透している。

### 球団歌
- 「昇竜 -いざゆけ ドラゴンズ-」

歌唱は松平健。2015年（平成27年）制定で、NPB加盟12球団の球団歌としては最も新しい。2015年シーズンに向けて作成し、2月28日に発表記者会見がナゴヤドームで行われた。副題の「いざゆけ ドラゴンズ」は後述する2代前の球団歌「ドラゴンズの歌（青雲たかく）」の一節から引用している。
過去の球団歌
- 「名古屋軍応援歌」[253][254]

1936年3月19日の名古屋軍公式応援団発会式で初演奏が行われたと当時の新愛知で報じられており、同年3月25日の発表から現行使用され続けている「阪神タイガースの歌」よりも1週間ほど先行しているため、NPBの現存球団が公式に制定したものとしては最古の楽曲と考えられる。
作詞者は新愛知新聞社学芸部長の古田昴生、作曲者は戦後に中部日本吹奏楽連盟理事長となった神納照美とされるが、楽譜は散逸しておりこれまでに出版された球団史でも取り上げられていない。
- 「ドラゴンズの歌」

1950年から1977年まで使用。作詞・小島清、補作・サトウハチロー、作/編曲・古関裕而で、伊藤久男の歌唱によりレコード発売。1950年の初頭に中部日本新聞社が歌詞を一般公募し、読売ジャイアンツや東急フライヤーズ、阪神タイガースの球団歌を手がけた古関により仕上げられた。前述の「名古屋軍応援歌」に関する記録が散逸しているため、一般にはこの「ドラゴンズの歌」が初代球団歌とされることが多い。
1950年3月21日、セントラルリーグ発足式で発表会が行われ、レコードが発売された。B面は、中日と同じく名古屋に本社を置く名古屋タイムス社の一般公募による当選詞に藤浦洸の補作詞、古関作曲、「宝石の声をもつ」と讃えられた安西愛子の歌唱による「私のドラゴンズ」が収められていたが、中日新聞と名古屋タイムスの関係が良好ではなかったため2曲とも歴史の闇に眠ったままだった（アナログLP盤「懐かしのSP盤黄金時代」〈日本コロムビア〉 曲目解説文・改）。「ドラゴンズの歌」は2006年発売のアルバム『昇竜魂〜ドラゴンズ70thメモリアルソングス〜』に収録された。
- 「勝利の叫び」

1978年から2014年まで使用。歌は朝倉隆（星野仙一、鈴木孝政、大島康徳、藤波行雄、田尾安志がバックを務める）のほかドラゴンスターズ、水木一郎のヴァージョンがある。公式な球団歌なので、セ・リーグ開幕戦ではこの曲が演奏されていた。

### 応援歌
- 「燃えよドラゴンズ!」

1974年にCBCラジオの番組「ばつぐんジョッキー」の企画で、同番組パーソナリティで元中日の投手である板東英二の歌唱で作られた応援歌。中日の代表的な応援歌で、2002年からはラッキーセブンに「球場合唱編」が演奏されている。毎年選手の入れ換えとともに歌詞が変わる希有な応援歌でもあり、球団歌・応援歌の中でもっとも広く定着している。詳細は同項を参照。
- 「好きよ！ドラゴンズ」

　　1987年6月21日にリリースされた音頭調の応援歌。八汐亜矢子の歌唱で、作詞は竜巻球史、作曲は青木玲二、編曲は薗広昭。
- 「夢は1001、ドラゴンズ」

1987年、星野仙一監督の就任とともに「燃えよドラゴンズ!87」とともにリリースされた中日のイメージソング。
- 「ドラゴンズに乾杯!」

1991年、「燃えよドラゴンズ!91」の発売と同時にリリースされた歌。「燃えよドラゴンズ」「少年ドラゴンズの歌」「燃えよガッツだドラゴンズ」「ダッシュだ!!ドラゴンズ」「夢は1001、ドラゴンズ」の流れを引き継ぐイメージソング。作詞作曲は山本正之、編曲は神保正明。
- 「嵐の英雄（ヒーロー）」

1997年、本拠地のナゴヤドーム移転を機に発表された公式応援歌。歌はドラゴンスターズ。しかし「燃えよドラゴンズ!」が実質的な応援歌として定着していたため、ファンに普及することはなかった。2002年からはナゴヤドームでの演奏も中止され、代わりに「燃えよドラゴンズ! 球場合唱編」が演奏されるようになった。

## 主なキャンプ地
本節の出典は特記ない場合。

### 現在
- 沖縄県北谷町・北谷公園野球場 （一軍）（1996年 - ）[cp_now 1]
- 沖縄県読谷村・読谷平和の森球場 （二軍）（1997年 - ）[cp_now 2]
- 中日球場（ナゴヤ球場）（1949年 - 1951年、1964年、1972年 - 1975年、1997年、2006年 - ）[cp_now 3][cp_now 4]

1. ↑  1997年のみ2次キャンプ地。
2. ↑  1997年のみ2次キャンプ地。
3. ↑  1997年は1次キャンプ地。
4. ↑  2006年から秋季キャンプ地。

### 過去
- 鹿児島県鴨池球場（1946年）
- 鳴海球場（1947年 - 1948年）
- 神戸市芦屋神戸銀行グランド（1952年）
- 静岡県伊豆静岡県立大仁高等学校（伊豆）グランド（1953年、1956年）
- 奈良県営球場（1954年 - 1955年、1957年）
- 鹿児島県湯之元町湯之元町営球場（1958年 - 1959年）
- 大分県別府市別府市営球場（1960年 - 1963年）
- 大分県営球場（1960年）
- 兵庫県立明石公園第一野球場（1963年、1969年 - 1971年）
- 和歌山県勝浦（巴川・妙法）（1964年）
- 松山市営球場（1965年 - 1968年）
- 浜松市営球場（1972年 - 1977年）
- 米国・フロリダ・ブラデントン球場（1975年）
- 掛川市営球場（1978年）
- 宮崎県串間市営球場（1979年 - 1995年）[cp_past 1][cp_past 2][cp_past 3]
- 沖縄県石垣島石垣市営球場（1983年）[cp_past 4]
- 沖縄県具志川球場（1985年 - 1992年）[cp_past 5][cp_past 6]
- 沖縄県石川球場（1987年 - 1996年）[cp_past 7][cp_past 8][cp_past 9][cp_past 10][cp_past 11][cp_past 12][cp_past 13][cp_past 14]
- 米・フロリダ・ドジャータウン（1988年）[cp_past 15]
- 豪洲・ゴールドコースト（1989年 - 1992年）[cp_past 16]
- 米アリゾナ・ピオリア（1995年）[cp_past 17]

1. ↑  1983年は一軍2次キャンプ地および二軍キャンプ地。
2. ↑  1984年は一・二軍キャンプ地。
3. ↑  1985年以降は、一軍の2次キャンプ地および二軍キャンプ地。
4. ↑  一軍1次キャンプ地。
5. ↑  1988年は一軍1次キャンプ地。
6. ↑  1989年以降は一軍2次キャンプ地。
7. ↑  1987年は一軍キャンプ地。
8. ↑  1988年は一軍1次キャンプ地。
9. ↑  1989年 - 1992年までは一軍2次キャンプ地。
10. ↑  1993年 - 1994年は一軍キャンプ地。
11. ↑  1993年 - 1994年は一軍キャンプ地。
12. ↑  1995年は一軍2次キャンプ地。
13. ↑  1995年は一軍2次キャンプ地。
14. ↑  1996年は二軍キャンプ地。
15. ↑  一軍2次キャンプ地。
16. ↑  一軍1次キャンプ地。
17. ↑   一軍1次キャンプ地。

## 主催する地方遠征について

### 一軍戦
ナゴヤドームの他に下記のように毎年数試合の地方遠征を行う。下記地域はいずれも中日新聞とその支社や支局が発行する北陸中日新聞と日刊県民福井の販売エリアである。なお、豊橋・浜松、岐阜、福井・金沢・富山と球場の場所が比較的近いのを考慮して日程が編成されていることが多い。特に富山・金沢・福井の試合は北陸シリーズとよく呼ばれる。
近年の主催試合地方開催球場
| 豊橋                          | 浜松                            | 岐阜                        | 富山                                | 金沢                            | 福井                          |
| ----------------------------- | ------------------------------- | --------------------------- | ----------------------------------- | ------------------------------- | ----------------------------- |
| 豊橋市民球場 （愛知県豊橋市） | 浜松球場 （静岡県浜松市中央区） | 長良川球場 （岐阜県岐阜市） | アルペンスタジアム （富山県富山市） | 石川県立野球場 （石川県金沢市） | 福井県営球場 （福井県福井市） |
| 収容人数：15,895              | 収容人数：26,000                | 収容人数：22,030            | 収容人数：30,003                    | 収容人数：17,126                | 収容人数：22,000              |
|                               |                                 |                             |                                     |                                 |                               |

| 都市 | 球場名                          | 2020年 | 2019年   | 2018年   | 2017年 | 2016年 | 2015年 | 2014年 | 2013年 |
| ---- | ------------------------------- | ------ | -------- | -------- | ------ | ------ | ------ | ------ | ------ |
| 豊橋 | 豊橋市民球場                    | 中止   | ○        | 雨天中止 | ○      | ○      | ○      | ○      | ○      |
| 浜松 | 浜松球場                        | 中止   | 雨天中止 | ○        | ○      | ○      | ○      | ○      | ○      |
| 岐阜 | 長良川球場                      | 中止   | 雨天中止 |          | ○      | ○      | ○      | ○      | ○      |
| 富山 | 富山市民球場 アルペンスタジアム |        |          |          |        | ○      |        | ○      | ○      |
| 金沢 | 石川県立野球場                  |        |          | ○        |        | ○      |        | ○      | ○      |
| 福井 | 福井県営球場                    |        |          | ○        |        |        |        |        |        |

なお、2014年まで毎年組まれていた「北陸シリーズ」2試合は、2015年は組まれず、それ以降2016年・2018年と隔年で開催されたが、2020年は組まれなかった。また、2007年から2010年までの4年間は日本生命セ・パ交流戦の中に組まれており、2011年は5年ぶりにセ・リーグ公式戦（対東京ヤクルトスワローズ戦）が組まれることとなっていた（5月10日・石川、5月11日・富山）が、いずれも中止（富山にいたっては2年連続中止。北陸での代替なし）となった。北陸シリーズが全部中止になったのは近年では異例だった。
- 2007年　対オリックス・バファローズ戦（6月19日・富山、6月20日・石川）
- 2008年　対埼玉西武ライオンズ戦（6月17日・石川、6月18日・富山）
- 2009年　対福岡ソフトバンクホークス戦（6月16日・石川、6月17日・富山）
- 2010年　対北海道日本ハムファイターズ戦（5月26日・富山 → 雨天中止[注釈 56]、5月27日・石川）

### ファーム戦
ファームの場合も毎年地方遠征を行うほか、ナゴヤドームで試合を行うことがある。ただし、開始時刻が通常より早まるほか、内野エリアのみの開放のため売店も一部のみの営業、バックスクリーンの映像演出がないなど、一軍と比べると様式が違う部分が多い。また、通常のナゴヤ球場の場合のようなスタイル（ドラゴンズ公式ファンクラブ会員なら、チケットを買わずに会員証を見せるだけで入場できるシステム。ただし人数制限あり）ではなく、一軍公式戦の時より安価に設定されているものの、チケットを買う必要がある。
近年のファーム主催試合地方開催球場
| 豊橋                          | 岡崎                          | 可児                                  | 四日市                                        | 蒲郡                      | 富山                              | 金沢                            | 福井                          |
| ----------------------------- | ----------------------------- | ------------------------------------- | --------------------------------------------- | ------------------------- | --------------------------------- | ------------------------------- | ----------------------------- |
| 豊橋市民球場 （愛知県豊橋市） | 岡崎市民球場 （愛知県岡崎市） | 可児市運動公園野球場 （岐阜県可児市） | 四日市市営霞ヶ浦第一野球場 （三重県四日市市） | 蒲郡球場 （愛知県蒲郡市） | ボールパーク高岡 （富山県高岡市） | 石川県立野球場 （石川県金沢市） | 福井県営球場 （福井県福井市） |
| 収容人数：15,895              | 収容人数：20,000              | 収容人数：6,200                       | 収容人数：10,181                              | 収容人数：7,000           | 収容人数：10,000                  | 収容人数：17,126                | 収容人数：22,000              |
|                               |                               |                                       |                                               |                           |                                   |                                 |                               |

| 都市   | 球場名                     | 2019年 | 2018年 | 2017年 | 2016年 | 2015年 | 2014年 | 2013年 |
| ------ | -------------------------- | ------ | ------ | ------ | ------ | ------ | ------ | ------ |
| 豊橋   | 豊橋市民球場               | ◯      | ○      | ○      | ○      | ○      | ○      | ○      |
| 岡崎   | 岡崎市民球場               |        |        |        |        |        | ○      |        |
| 蒲郡   | 蒲郡市公園グラウンド野球場 | ◯      | ○      | ○      | ○      | ○      | ○      | ○      |
| 可児   | 可児市運動公園野球場       | ◯      | ○      | ○      | ○      | ○      | ○      |        |
| 四日市 | 四日市市営霞ヶ浦第一野球場 |        | ○      | ○      | ○      | ○      | ○      |        |
| 高岡   | ボールパーク高岡           | ◯      |        |        |        | ○      |        |        |
| 金沢   | 石川県立野球場             | ◯      |        | ○      |        | ○      |        |        |
| 福井   | 福井県営球場               |        |        | ○      |        |        |        |        |

なお、東海地方でも収容人員の小さい球場しか無い三重県では1951年の中日球場全焼火災の影響で同年9月22日に松阪市営球場で一軍公式戦を行って以来、公式戦の開催実績はない（オープン戦や二軍の試合では四日市市営霞ヶ浦第一野球場、津球場を使うことはある）。また、中日新聞の販売エリアの長野県、滋賀県、和歌山県でも現在のところ一軍・二軍とも試合は行われていない。
東京新聞・東京中日スポーツを発行する関東地区はフランチャイズの関係もあり主管試合を行った事例は1952年以後では開催したことがないが、それ導入前に後楽園球場などで開催したり、中日球場の全焼火災により1951年の一部の試合を茅ヶ崎市営球場、川崎球場で開催した事例がある。

### オープン戦
オープン戦では、上記球場以外に東海4県では小牧市民球場、岡崎市民球場、一宮球場、蒲郡球場、豊田市運動公園野球場、大垣市営球場（北公園球場）、ナゴヤ球場、その他キャンプ地の北谷公園野球場でも開催する。過去には串間市営球場、石川市営球場（現・うるま市石川球場）、具志川市営球場（現・うるま市具志川球場）でも過去に試合が行われたことがある。北陸は積雪や気候の問題上オープン戦はほとんど行わない。これらも毎年多くの観客が来場したりしているほか、東海テレビ・CBCテレビ（試合により三重テレビ、テレビ愛知も）で中継されている。東海地方の地方球場での主催試合も中継されているが、2009年3月11日から2014年3月6日（共に小牧市民球場の中日対西武戦）までの約5年間、中継を実施しなかった時期があった。北谷公園野球場の試合は中継されている。
近年のオープン戦主催試合地方開催球場
| 北谷                                  | 岡崎                          | 刈谷                      | 小牧                          | 浜松                            | 岐阜                        |
| ------------------------------------- | ----------------------------- | ------------------------- | ----------------------------- | ------------------------------- | --------------------------- |
| 北谷公園野球場 （沖縄県中頭郡北谷町） | 岡崎市民球場 （愛知県岡崎市） | 刈谷球場 （愛知県刈谷市） | 小牧市民球場 （愛知県小牧市） | 浜松球場 （静岡県浜松市中央区） | 長良川球場 （岐阜県岐阜市） |
| 収容人数：11,000                      | 収容人数：20,000              | 収容人数：10,000          | 収容人数：12,000              | 収容人数：26,000                | 収容人数：22,030            |
|                                       |                               |                           |                               |                                 |                             |

| 都市 | 球場名         | 2019年 | 2018年 | 2017年 | 2016年 | 2015年 | 2014年 | 2013年 |
| ---- | -------------- | ------ | ------ | ------ | ------ | ------ | ------ | ------ |
| 北谷 | 北谷公園野球場 | ◯      | ○      | ○      | ○      | ○      | ○      | ○      |
| 岡崎 | 岡崎市民球場   |        |        | ○      |        |        |        | ○      |
| 刈谷 | 刈谷球場       |        |        |        | ○      |        | ○      |        |
| 小牧 | 小牧市民球場   | ◯      | ○      | ○      | ○      | ○      | ○      | ○      |
| 浜松 | 浜松球場       |        |        |        |        |        |        | ○      |
| 岐阜 | 長良川球場     |        |        |        |        |        |        | ○      |

## 放送

### 関連番組
在名民放テレビ局に関しては基本的に月刊ドラゴンズ内『ドラ応援番組裏話』を基準とするほか、初回放送分のみ記載する。掲載順はテレビ・ラジオともに放送日（月曜日始点）。
テレビ
- スターキャット - 『燃えドラ!スタジアム』（木曜 12:00 - 12:54）[注釈 61]
- 東海テレビ - 『ドラHOTプラス』（土曜 17:00 - 17:26）
- CBCテレビ - 『サンデードラゴンズ』（日曜 12:54 - 13:24）
- 中京テレビ - 『スポーツスタジアム魂』（日曜 16:55 - 17:25）
- メ〜テレ - 『スポケン!』（毎月第4日曜 24:45 - 26:10）
- テレビ愛知
  - レギュラー番組は放送されていないが、主催試合の内、テレビ愛知が放映権を獲得した試合については、放送終了後に『GO!GO!ドラゴンズ』というミニ番組が編成される（主に21:54- ）。
  - 上記の『ドラ応援番組裏話』では中継カード予告が応援番組タイトルの部分に記載、本文にはTVA担当者の取材裏話が書かれている。

ラジオ
- CBCラジオ - 2000年10月2日から2009年4月2日までは『ドラゴンズワールド』がシーズンオフ・シーズン中関係なく放送されていた。現在は『ザ・土曜天国』（土曜日12:30-17:57）・『若狭敬一のスポ音』（日曜日17:00 - 17:57）などでドラゴンズ情報を扱う。2019年シーズンから、正式に帯レギュラー番組となった『ドラ魂キング』（月 - 金、ナイターシーズンは16:00-17:53（2021年シーズンでは場合によっては16:00-17:26になることもある）。シーズンオフは16:00-19:00。）を放送。
- 東海ラジオ - シーズン中は『ガッツナイター最前線』（月 17:45-18:30/火-金 17:45-17:57）を放送。シーズンオフについては、かつては夕方に『ガッツナイタープラス』『ガッツだ!ドラゴンズ』『チア・スポ』といったスポーツ情報番組が編成されていたが、現在は夕方ワイド番組『大澤広樹のドラゴンズステーション』（月-金 16:00-19:00。ナイターシーズンは17:45終了）を放送。

応援放送以外でもドラゴンズの話題を取り上げるコーナーやスポット番組があり、メ〜テレは朝の情報番組『ドデスカ!』のコーナー「ドデスポ!」、中京テレビも『あさドレ♪』内のスポーツコーナーで常時取り上げ、シーズン中の場合はNHK名古屋放送局では『まるっと!』と『ニュース845東海』で、東海テレビでは『東海テレニュース』後に試合経過や結果を放送している（「ドラゴンズtoday」）。NHKの場合はスコアボードや継投（試合終了時は勝利・セーブ・敗戦投手）、ホームランを放った選手といった情報（「いつでもドラゴンズ速報」）が画面上に表示される（NHKのスポーツニュースで表示されているものと同じ）。東海テレビの場合はスタジオのセット（ブルーバック）以外は手作りのスコアボードがあるのみ。

### 放映権

#### 概要
主催試合の放映権並びに放送権があるのはNHKと、中日新聞社系列である民間放送のAMラジオ2局（CBCラジオ、東海ラジオ）・テレビ4局（CBCテレビ、東海テレビ、テレビ愛知、三重テレビ放送）のみで、特にテレビ中継による放映権取得分の約8割はCBCテレビと東海テレビに集中している（両局とも中継の数は半々に振り分けているが、概ね月・火・木・金・土は東海テレビ、水・日はCBCテレビに当てられる場合が多い）。
同じ中日資本の三重テレビとテレビ愛知も開局当初はホームゲームの中継が出来なかった。しかし三重テレビでは編成の都合上、東海テレビが放映権を得ながら同局で放送できない（主に、キー局のフジテレビが長時間特番を全国ネットで放送する場合）試合を筆頭株主でもある三重テレビで放送することにより中継開始、また、テレビ愛知でもナゴヤドーム主催試合を2001年よりスタートし（対ヤクルト戦）現在は年数試合が放送されており、2007年には53年ぶりの日本一を達成した日本シリーズ第5戦（制作はナゴヤドームの巨人戦を含めてキー局のテレビ東京）を民放初の完全中継を行った（日本シリーズでテレビ東京系列が放映権を得るパターンは、パシフィック・リーグのうち比較的多くの試合を放送する千葉ロッテマリーンズ（テレビ東京）、北海道日本ハムファイターズ（テレビ北海道）、福岡ソフトバンクホークス（TVQ九州放送）が進出した場合に推薦される機会が多く、セ・リーグ側で推薦された実績があるのは現段階で中日のみである）。
一方で、非中日新聞社系列のメ〜テレと中京テレビには中日ドラゴンズ主催試合の放映権はなく（日本野球機構主催の日本シリーズについても同様）、中日ドラゴンズの本拠地開催試合を中継できない。中日のビジターゲームについてはこの限りではなく、メ～テレは土日昼間のローカルセールス枠を利用し、朝日放送テレビ制作の阪神戦（甲子園球場）・広島ホームテレビ制作の広島戦（マツダスタジアム）などやセ・パ交流戦のビジターゲーム（現地の系列局での放送がない場合、球団公式映像の利用で制作）をネット受けまたは自社スタッフの実況で放送する場合があり、巨人戦以外の主要ビジターゲームを三重テレビと岐阜放送が生中継したのち、メ〜テレでそれを編集・再構成して自社スタジオでカラ出張放送した『ビデオナイター・ゴーゴードラゴンズ』の事例もある。中京テレビは原則として、読売ジャイアンツ主催試合をナイターは日本テレビ系列全国ネットで、デーゲームは日本テレビとの2局ネットで各々放送する場合のみだが、2016年は広島テレビが放映権を獲得した試合で、中京テレビの吉田太一アナウンサー及び解説者の井上一樹などがマツダスタジアムに出張する形で、広島×中日を中京広域圏向けに1試合のみ初めて中継した。また、それ以前から、年度により解説者・リポーター・製作スタッフを派遣の上で共同制作・同時ネットした例もあった。また、1980年代には甲子園球場の対阪神戦で自社の実況に差し替えたり、オープン戦の日本ハム主催中日戦を東京ケーブルネットワークの協力により乗り込み自社制作で放送した例もあった。
ただし、読売新聞社または毎日新聞社とNPBの主催で開催される日米野球については、メ〜テレと中京テレビのキー局である日本テレビ・NET→テレビ朝日がナゴヤ球場開催分を中継することを中日新聞・中日球団が認め、読売新聞主催時には巨人・中日連合チームが編成されることもあり、編成によってはメ〜テレや中京テレビのローカル放送となることもあった。また、系列整理より前の1972年2月26日には、中京テレビの設立に中部日本放送・東海テレビ・中日新聞も関与した経緯があることから、特例としてNETが中京テレビとのネットで中日主催の大洋（現DeNA）とのオープン戦（浜松球場）を中継しているが、当時NETや中京テレビと系列関係にあった毎日放送の制作による『土曜ワイドスポーツ』として放送され、毎日放送の解説者とアナウンサーによる実況だった。なお当時静岡県にはNET系列局がフルネット・クロスネット局とも所在していなかった。さらに中日主管としてナゴヤドームで開催されたマイナビオールスターゲーム2017第1戦は放映権がNPB主導になったため、メ〜テレ制作協力の下テレビ朝日系列にて放送された。
また、岐阜新聞社資本の岐阜放送（岐阜テレビ・岐阜ラジオ）にも中日ドラゴンズ主催試合の放映権はない。過去に岐阜テレビではCBCテレビと提携し、CBCテレビで中継できなかったホームゲームを中継したり、静岡県開催で例外的にテレビ神奈川（独立局）が制作した中日のホームゲームをネット受けしたことがあったが2019年現在は撤退し、独立局が中継する中日のビジターゲームを中心に中継する程度に留まっている。ただし、NPB主催の日本シリーズでは、テレビ愛知が中継する日に限り、中日のホームゲームを中継する場合がある。例として、2007年の日本シリーズ第5戦は、日本シリーズの主催が中日では無くNPBで、またテレビ東京制作であるため独立UHF局にも中継協力要請があり、岐阜テレビでも中継が行われた。岐阜ラジオではスポーツニュースで中日ドラゴンズの結果を伝える際は「中日」とは言わず「ドラゴンズ」としてコメントするといわれていたが、中日新聞の資本参加後は「中日」の呼称を使用する例がある。なお、2010年代以降は中日新聞も岐阜放送に出資しているため、テレビの放映権についての変化はない一方、ラジオでは2018年以降に対巨人戦の一部が放送された。
1998年3月29日にはナゴヤドームでオリックス・ブルーウェーブ（現：オリックス・バファローズ）主催の対中日のオープン戦が開催された。この場合は中日主催でなかったため、権利上は当然ながらメ〜テレ/朝日放送・中京テレビ/読売テレビでも中継可能だったが、テレビ愛知制作テレビ東京系列ネットで放送。
金沢、富山、福井といった北陸3県での主催ゲームは、1990年代初期までは東海テレビが担当していたため、勧進元でもある現地のフジテレビ系列局が積極的に制作協力し、年度によっては実況アナウンサーを現地局側が担当したり、技術面や制作著作そのものを委譲されるなどして現地局でも放送されることもあった他、週末デーゲーム時はNHK総合テレビが全国中継をしたこともあったが、1990年代中期以降はCBCテレビの担当となり、一部年度で散発的にTBSテレビ主導の制作でCBCテレビ・現地系列局との3局ネットとなった場合を除き、地元のTBS系列局での中継や、制作協力への関与がない。ラジオも決まって巨人戦を中心とした全国中継カードを放送することが多い。ただし、浜松球場での主催ゲームは静岡放送が独自でラジオ中継を行うことがある。
過去に行われたアジアシリーズには、2007年に中日が出場しているが、全試合東京ドームでの開催であり、NPB主催・読売新聞社後援のため、中日が後攻（ホーム用ユニフォーム着用）であっても、日本テレビやテレビ朝日が中継した試合があった。

#### ラジオ
- NHK名古屋放送局『NHKプロ野球』
- CBCラジオ『CBCドラゴンズナイター/CBCドラゴンズスペシャル（月曜ナイター）/CBCドラゴンズサタデー（土曜デーゲーム）/CBCドラゴンズサンデー（日曜デーゲーム）』
  - 日曜デーゲームは競馬中継の兼ね合いで中断することがある。
  - CBCラジオは、ラジオ日本とも、他のJRN加盟局（朝日放送ラジオ、RCCラジオ、RKBラジオ）を含めて、『ラジオ日本ジャイアンツナイター』と『ラジオ関西ゴールデンナイター→ジャイアンツナイター』に向けた裏送り放送用の業務提携を結んでおり、「中日対巨人戦」が行われる場合はベンチレポーターをラジオ日本から派遣する場合はあるが、基本CBCラジオのスタッフで解説・実況を行っている。2000年代前半までは、巨人戦のビジターで放送権の問題で中継できなかったカードがある日（特にヤクルト・大洋→横浜戦）に、巨人戦以外の中日主催試合を同様の方法で頻繁に放送していたが、2000年代後半以後は基本巨人戦のみに特化し、雨天中止時の予備カードの設定もしなくなったため、中日戦の裏送りは大幅に減っている。なお東海地区でRF制作のナイターをネットする岐阜ラジオ（現・ぎふチャンラジオ）は、中日新聞社との資本関係がない時代が長かったため（2010年代に入って資本参加）、オールスターゲーム・日本選手権シリーズ以外は放送権が与えられず、この場合自社製作の予備番組を放送していたが[注釈 70]、JRNナイターの全国配信が廃止された2018年からは、ラジオ日本がCBCラジオ制作の「中日対巨人戦」を同時ネットへ切り替え、その一部をネット受けする形でCBCラジオとぎふチャンラジオの並列放送が行われるようになった。
- 東海ラジオ放送『東海ラジオ ガッツナイター/東海ラジオ ガッツナイタースペシャル（土曜・日曜デーゲーム）/東海ラジオ ドラゴンズスペシャル（平日デーゲーム・月曜ナイター）』
  - 東京ヤクルトスワローズの主催試合の中継は、主催球団である東京ヤクルトがフジサンケイグループの一員であり、同グループに加盟しているニッポン放送がキーステーションであるNRN系列の独占になるため、東海地方の民放ラジオ局で唯一の独占生中継で放送するが（CBCラジオでは、2017年までTBSラジオ制作の横浜×巨人をメインとし、JRN系列局が制作する試合をネットし、優先順位は巨人戦＞セ球団の試合＞パ球団の試合としていたが、2018年は文化放送・RKBラジオ・HBCラジオなどが制作のパ球団の試合か自社制作の特別番組を編成した）、一方で読売ジャイアンツの主催試合を、CBCラジオとの兼ね合いからか自社制作できていない。2009年度は巨人主催試合のほかに、ヤクルトを除く関東地方で行われるデーゲームの試合中継ができなかった。
  - CBCラジオと同じく、重賞レースを中心に競馬中継で中断する場合があるが、ほとんど稀であり、実際はイニング間に競馬中継の実況音声を録音したものを配信する程度である。なお、この実況音声はラジオ大阪や文化放送に裏送り中継したものである。
- 静岡放送『SBSビッグナイター』
  - 通常は巨人戦を中心としたNRN（2017年まではJRN・NRN双方）の全国中継カードを放送するが、浜松球場や草薙球場などの静岡県内で開催の主催ゲームを自社制作を行う。
  - 基本はローカルだが東海ラジオに配信されることもあり、東海ラジオが自社制作を行う場合は、代わりに対戦チーム本拠地がある局に向けても配信する他、予備または本番カードとして全国放送となることがある。なお、2014年と2015年には、普段は自社制作を行うCBCラジオにも配信した実績がある。2018年現在は専属解説者がいないので、中日戦は東海ラジオかキー局（ニッポン放送・文化放送）より派遣を受けている（前年まではCBCラジオやTBSラジオからも派遣を受けていた）。
  - 東海ラジオが中継する浜松球場以外かつ対巨人戦以外の中日主催試合を全国ネット時を中心にネット受けすることもある。
  - 草薙球場でのヤクルト・DeNA主催中日戦を放送する場合は、年度により静岡放送制作・キー局制作・在名局自社乗り込みのいずれかの放送となる（ヤクルト主催は東海ラジオのみ。1970年代には静岡放送による二重制作を行い、2021年8月24・25日の草薙球場でのヤクルト主催試合のうち、24日はレギュラーの自社制作番組を優先したため、東海ラジオへの裏送りを行った。）。

#### テレビ
- NHK名古屋放送局『NHKプロ野球』
  - カードにより地上波（総合テレビ）と衛星放送（BS1）で放送される。BS1での放送については、東海地区の民放との並列中継が認められている。
  - 地上波は全国放送と東海3県向け（カードによっては対戦相手の地元局でも放送）がある。
- 東海テレビ放送『野球道』、『DRAGONS LIVE（西暦）』（ローカル中継）
  - ローカル中継時は番組名・テーマ曲とオープニングムービーが異なる。
  - 対巨人戦はBSフジ・フジテレビONE（ヤクルトのホームゲームと重なる場合はフジテレビTWOだが、2016年より西武のホームゲームの放映権を取得しているため、重なる場合はフジテレビNEXTで生中継を実施し、ONEで当日深夜に録画中継で放送するが、NEXTでも放送不可能な場合は、J SPORTSやスポーツライブ+など他チャンネルへの振替放送を行う）でも放送。中継映像は共有しているが、地上波とは放送体制が別になるため（実況と解説を東海テレビが二重制作）、東海テレビとフジテレビONE/TWO/NEXT・BSフジではCMを入れるタイミングが異なることから、どちらかはドーム内の様子を流し続ける。
  - ビジターの地元局にも同時ネットされたり、地元局側で実況と解説を差し替えて放送することがある（主にテレビ新広島での対広島戦『TSS全力応援! Carp中継』など。同局では三重テレビでの中継時にも実施することがある）。
- 三重テレビ放送『三重テレビナイター』
  - 東海テレビが年間を通じて中継できないホームゲームを、東海テレビ（ごく稀にCBCテレビ）の制作協力により放送されている（東海テレビまたはCBCテレビがJ SPORTS放送担当日の場合、同時生中継されることもある）。
  - なお、ビジターゲームや中日が関与しない試合も他の独立テレビ放送局が放送している試合をネットする形で放送している（主にサンテレビ"兵庫県神戸市"が制作する『サンテレビボックス席』など）。
- CBCテレビ『S☆1 BASEBALL』、『燃えよドラゴンズ!』（ローカル中継）
  - ビジターゲームは不定期でDeNA・広島主催デーゲームを中心に中継する。対巨人戦はBS-TBS（TBS系列全国放送時はトップ&リレー中継[注釈 71]・TBSテレビとの2局ネット・東海3県ローカルは完全生中継）TBSチャンネルでも放送されるが、地上波とは実況と解説を別にしている。
  - 巨人戦は地上波がテレビ愛知、衛星波がCBCテレビ裏送りによるBS-TBS・TBSチャンネルでの放送となる場合や、地上波とCS放送がCBCテレビ・TBSチャンネルでの同時放送で、BS放送がNHK BS1での放送となる場合がある。
  - ビジター側の地元局にも同時ネットされたり、実況の独自差し替えにより放送されることがある[注釈 72]。

- テレビ愛知『テレビ愛知 10チャンベースボール』
  - 読売ジャイアンツ戦の放映は2006年まではなかったが、2007年から1試合の中継を行う。
  - ホーム戦も放送するが、東海地方のテレビ局の中では、ビジター戦でも現地に自社スタッフを派遣することが多い。
  - 同系列のテレビ大阪（『ナマ虎スタジアム』）は、対阪神戦に限りCBCテレビ・東海テレビが地元向けの放送権を持っている試合でも、独自に中継車を派遣して放送することがある。
  - BSテレ東ではカードによりテレビ愛知自社制作分の他、テレビ東京（対巨人戦）・テレビ大阪（対阪神戦で在名地上波がCBCテレビ・東海テレビ・三重テレビのいずれかの場合）のいずれかの制作分が放送されることがある他、テレビ愛知での対巨人戦中継時に視聴者プレゼント等の独自企画を実施する場合はテレビ東京側で実況・解説を差し替える場合がある。2021年3月のオープン戦の対巨人戦でBSテレ東が放送した際には、地上波放送がなかったことから実況・解説・スコア表示はテレビ東京が担当したが（東京からのオフチューブで中継）、系列外ながらCBCテレビが映像協力を行い、J SPORTSの中継と共通のものを使用したため、名目上は中日球団からの映像提供扱いとした。
- サンテレビジョン『サンテレビボックス席』
  - 対阪神戦で、自社で中継車を派遣して独自制作で放送。
- J SPORTS『J SPORTS STADIUM』
  - ホーム戦が東海テレビ・CBCテレビで地上波放送される場合、BS放送の中継制作も担当。
  - スコア表示は2009年までオリジナルで、地上波と比べるとかなり簡略化されたデザインを使っていた。2010年からは J SPORTS共通を使用し、その後数回のデザイン変更にも対応している。ただし細部のデザインや一部フォント、出し方などの演出が異なる。例えば、J SPORTS制作（テイクシステムズの機材。主にNHK・テレビ愛知制作映像使用のオフチューブ）ではバッターが動いて出るのに対し、東海テレビ・CBCテレビ制作（名古屋東通の機材）では動かない。
  - NHK名古屋放送局やテレビ愛知（2006年までは地上波サイマル。2007年はスコア表示込みで映像提供）の担当日も映像提供のみ行っている。また優勝決定後に行われるビールかけの模様も生中継される。
- スターキャット『燃えドラ!スタジアム〈西暦年〉ウエスタンリーグ/オープン戦』2009年 - 
  - 制作:スターキャット・ケーブルネットワーク、制作協力:東海テレビプロダクション。
  - 2007年 - 2008年のタイトルは『ウエスタン・リーグ』。タイトルが新しくなってからはウエスタン・リーグだけでなく、ナゴヤドームでのオープン戦も中継。
  - 2012年までは「東海ケーブルチャンネル」でも同時中継されていた。
  - 2012年 - 2013年は対阪神戦に限りCS放送のsky・A sports+（現：スカイA）の『スカイA スタジアム』でも数試合が同時中継され、全国で見ることができた。この場合のみスターキャット他各局との共同制作で製作クレジットにも載るが、スカイA側は解説者の派遣と大阪にある送出マスターへ映像・音声伝送を行う為の衛星中継車を放送委託先の朝日放送から派遣するだけにとどまっている。2013年は対阪神戦の他、対巨人戦（ファーム交流戦）も放送した。
- なお、オールスターゲームについても、2010年までに中日が主管担当であるときは、レギュラーシーズンの放映権を持つ放送局を日本野球機構に推薦するため、概ねCBCテレビか東海テレビ（フジテレビ主導の共同制作）のいずれかが担当（例外として1971年度第2戦は、本来CBCテレビの担当だったが、雨天中止で順延された翌日は編成の都合でCBCテレビで放送できなかったため、東海テレビと業務提携にある三重テレビと岐阜放送が協力して当時の東京12chに放映権を譲渡）していたが、原則的に2011年[注釈 73]からはNPB主導で広告代理店を介して放映権を本拠地開催分はテレビ朝日（テレビ朝日系列）と締結[注釈 74]したことにより、2017年第1戦はテレビ朝日制作・メ～テレ協力により放送が行われた。

#### インターネット
- USTREAM（『ドラゴンズ ライブTV』）
  - 2012年度より配信を開始。
  - シーズン中は主催試合の中でテレビ愛知及びNHK名古屋放送局が放映権を獲得した数試合の配信を行い、2016年までは沖縄・春季キャンプの模様をオープン戦含めて全編無料で中継していた。2017年はスポナビライブが中継する事になり、全編有料という形になる（2月1日のみ無料）。2014年度はウエスタンリーグの中継も開始した。2014年度までは、原則J SPORTS制作の映像・実況音声を使用していたが、2015年度からは独自制作となり、スポーツジャーナリストの生馬アイザックを実況に起用し、Ustreamのチャット機能を活用した視聴者参加型番組として展開している。
- ニコニコ動画（『ニコニコプロ野球チャンネル』）
  - 2015年度より沖縄春季キャンプの模様を配信。
- DAZN
  - 2018年から中日ドラゴンズ主催の試合を一部試合を除き配信（そのほか、2022年現在は広島東洋カープ主催の試合を除き配信）。

## スポンサー
セ・リーグでは各球団の申し合わせにより、まずは2002年からホーム用ユニフォームに限定して、スポンサー広告を掲載できるようになった。後にヘルメットにもスポンサーが掲載できるようになった。
ユニフォーム袖
- 中日新聞（2006年 - 、左袖、ホーム用ユニのみ）
- 愛知トヨタ（表記は「AICHI TOYOTA」、2023年6月 - 、右袖、ホーム用ユニのみ）[236]

パンツ
- スズキ（表記は「SUZUKI」、2015年 - 2017年、ホーム用ユニフォームのみ）

ヘルメット
- エディオン（表記はEDION、2010年 - ）ビジターゲームの際にはEDIONの貼られていないヘルメットを使用（2012年9月以前は、旧エディオンEAST（エイデン）が運営していたストアブランド、EIDENと表記したものを使用していた）。

帽子
- プロトコーポレーション（同社が運営するクルマ・ポータルサイト「グーネット」のロゴを掲出、2018年 - ）ビジターゲームの際にはロゴなしの帽子を使用。

その他のオフィシャルスポンサー団体・企業
（ゴールドスポンサー）愛知トヨタ自動車、アサヒビール名古屋支店、イオンモールナゴヤドーム前、コナミ、J SPORTS、チケットぴあ、東海ラジオ放送、東海労働金庫、東明工業、名古屋芸術大学
（シルバースポンサー）アラクス、コミュニティネットワークセンター、中部テレコミュニケーション
（オフィシャルサポーター）イオンリテール、エコスマイル、中京眼科、東栄住宅、ポッカサッポロフード&ビバレッジ、めいしんグループ、名鉄観光サービス、矢場とん
（シーズンサポーター）キリンビバレッジ中部圏統括本部、クラシアン、TCG、日本住宅総合開発

## キーワード

### 延長28回
1942年5月24日に行われた大洋対名古屋5回戦（後楽園球場）は、大洋の先発投手・野口二郎、名古屋の先発は西沢道夫で始まった。9回を終えて4対4の同点で延長へ。当時は戦時下による突貫主義が野球にも影響を与えており、引き分けの条件は日没のみ。9回、名古屋軍が追いついて以降は両軍とも0点が続き、延長28回を終わった時点で日没コールドが宣言されて試合は終了した。先発両投手が最後まで投げきり、野口が投球数344球、西沢は311球で完投した。試合時間は3時間47分。プロ野球の延長記録では世界最長となった。
当時の後楽園球場は延長15回までスコアが記入できていたが、当然それでも間に合わなかったため、前2試合分のスコア（10回まで）が記載できる下段のボードをも使わざるを得ない状態となった。
ただし3Aも入れて見ると世界最長は1981年4月18日にポータケットで記録された、延長33回、8時間25分である。この時は日付変わって午前4時7分、延長32回サスペンデッドゲームが宣告され、同年6月23日に再開（サヨナラヒットにより1イニングで決着）されている（史上2位はアメリカメジャーリーグの延長26回=1920年5月1日のブルックリン・ドジャースvsアトランタ・ブレーブス）。
当時のスコアテーブル
|          | 1 | 2 | 3 | 4 | 5 | 6 | 7 | 8 | 9 | 10 | 11 | 12 | 13 | 14 | 15 | 16 | 17 | 18 | 19 | 20 | 21 | 22 | 23 | 24 | 25 | 26 | 27 | 28 | R |
| -------- | - | - | - | - | - | - | - | - | - | -- | -- | -- | -- | -- | -- | -- | -- | -- | -- | -- | -- | -- | -- | -- | -- | -- | -- | -- | - |
| 名古屋軍 | 0 | 1 | 1 | 0 | 0 | 0 | 0 | 0 | 2 | 0  | 0  | 0  | 0  | 0  | 0  | 0  | 0  | 0  | 0  | 0  | 0  | 0  | 0  | 0  | 0  | 0  | 0  | 0  | 4 |
| 大洋軍   | 0 | 0 | 0 | 0 | 0 | 2 | 2 | 0 | 0 | 0  | 0  | 0  | 0  | 0  | 0  | 0  | 0  | 0  | 0  | 0  | 0  | 0  | 0  | 0  | 0  | 0  | 0  | 0  | 4 |

1. （日没により延長28回コールドゲーム・引き分け）

### 変則ダブルヘッダー
戦前・並びに戦後初期は変則ダブルヘッダー（異なる組み合わせの試合を同じ会場で施行する）のケースが頻繁に行われたが、1952年にプロ野球地域保護権（フランチャイズ=ホームタウン）が制定されてからも、1960年代半ばまでは球場不足により、特に関東の会場でこのようなケースが頻発していた。
それ以降変則ダブルは皆無に等しくなるが、1971年10月11日に川崎球場で行われたダブルヘッダーは中日がビジター（アウェー）で、ホームチームが入れ替わるというものだった。というのも日本シリーズ・巨人対阪急の開催が10月12日から行われるのに併せて、それまでにペナントレースを全て終わらせたい意向があったためで、この日の第1試合はヤクルトと、第2試合は本来のホームタウンが川崎の大洋と対戦した。ヤクルトは当時明治神宮野球場が大学野球（東京六大学選手権・東都大学選手権1部リーグ）とデーゲーム日程が重なる場合は大学野球を優先したため、やむをえない事情として川崎球場や横浜公園平和野球場等を借りて試合をしていたため、こういう変則日程が生じた。

### 長嶋茂雄の引退試合と優勝パレード
1974年10月14日、この日ドラゴンズは、20年ぶりのリーグ優勝を祝して名古屋市内を祝賀パレードすることになっていた。ところが、前日の10月13日に長嶋茂雄の引退試合として予定されていた対読売ジャイアンツ戦のダブルヘッダーが雨天中止となり、翌14日に組み込まれることとなった。
星野仙一・高木守道ら主力選手もこの試合に出場して長嶋引退に華を添えようとしたが、地元名古屋市民は20年ぶりのリーグ優勝に興奮気味で、優勝パレードに主力選手が出場しなかったら納得してもらえないとして球団は優勝パレードを強行。そこで、主力選手と与那嶺要監督は優勝パレードに参加させることとし、近藤貞雄ヘッドコーチを代行監督として、残った若手選手で試合を行った。引退試合に出場できなかった高木らは長嶋に対して「申し訳ありません」と涙ながらに謝罪したというエピソードがある。

### ケビン・ミラー問題
2003年1月から2月にかけて中日が新たに獲得したケビン・ミラーをめぐってボストン・レッドソックスとの間でひと騒動が起きた。結局、ミラーは中日入りを拒否してレッドソックスに入団した。

### ドミニカ共和国とのつながり
近年、ドミニカ共和国で行われているウィンターリーグに育成を目的として若手選手を派遣し、同行したコーチやスタッフが外国人選手の調査を行っている。2004年オフから獲得した外国人選手はほとんどがドミニカ共和国出身（2011年に獲得したエンジェルベルト・ソトはベネズエラ出身）である。
ドミニカ共和国出身選手が増えている背景には、かつて所属していた選手に対する契約違反があったとされ、アメリカの市場からは締め出されてしまったからとされていたが、森繁和が著書にて2004年オフにて当時監督の落合との会話から金銭的な面からドミニカ共和国にシフトチェンジしたことを記している。しかし、ドミニカ共和国から選手を獲得することにより、安く優秀な選手が中日に入団することが増え、独自のルートが開拓されたといえる。現在は西武や巨人でプレーしたドミンゴ・マルティネスがドミニカ担当スカウトを務めている。また、2011年まではヘッドコーチだった森繁和がウインターリーグに派遣される選手とともにドミニカに出向き、リーグで活躍する選手の視察やスカウトを行っていて、2013年オフに復帰した際に再開している。
この、中日の「ドミニカ共和国とのつながり」の象徴的なことの一つとして、「3D」が挙げられる。ユニットとして機能したのは、2015年シーズンの1シーズンのみに留まったが、特にシーズン前半は打線の活性化に大きな貢献を果たした。

### 選手全員の出場選手登録の抹消
2010年10月4日、落合監督は選手全員の出場選手登録を抹消した。この措置は次の理由によるものとしている。
2010年度の中日の公式戦の全日程が10月2日に終了したこと。クライマックスシリーズ（CS）での中日の出場が、ファイナルステージが開催される10月20日からであり、それまでに2週間以上空くこと。その間に怪我をしてから登録を抹消した場合、再登録できるまで10日かかり、最悪の場合、ファイナルステージに間に合わなくなってしまうこと。また、その間に戦力の再検討を一から行っていくこと。
この件がきっかけとなり2011年に両リーグのルールが改正され、シーズン終了からクライマックスシリーズ開始時までに10日以上の間がある場合は、当該球団の出場登録を自動的に抹消するようになった。CS開催時に登録された際には、その間に抹消された期間も一軍登録期間としてカウントされることとなった。また、改正された前年の2010年の中日のCS出場登録選手も遡って登録期間にカウントされた。

## 関連書籍
- 中日ドラゴンズ 編 編『中日ドラゴンズ三十年史』中部日本新聞社、1965年。NDLJP:2506494。

- 『ベースボールマガジン』1998年夏季号、ベースボール・マガジン社、1988年。
- 綱島理友、綿谷寛『プロ野球ユニフォーム物語』ベースボール・マガジン社、2005年。ISBN 4583038070。
- 中日ドラゴンズ 編 編『中日ドラゴンズ70年史』中日新聞社、2006年。ISBN 4-8062-0514-1。